# Lippische Münzgeschichte

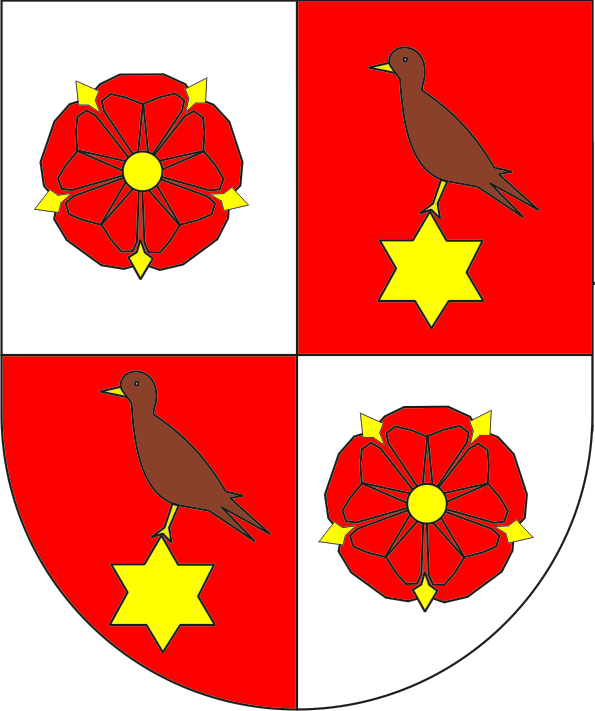
Lippisches Wappen
1528–1687

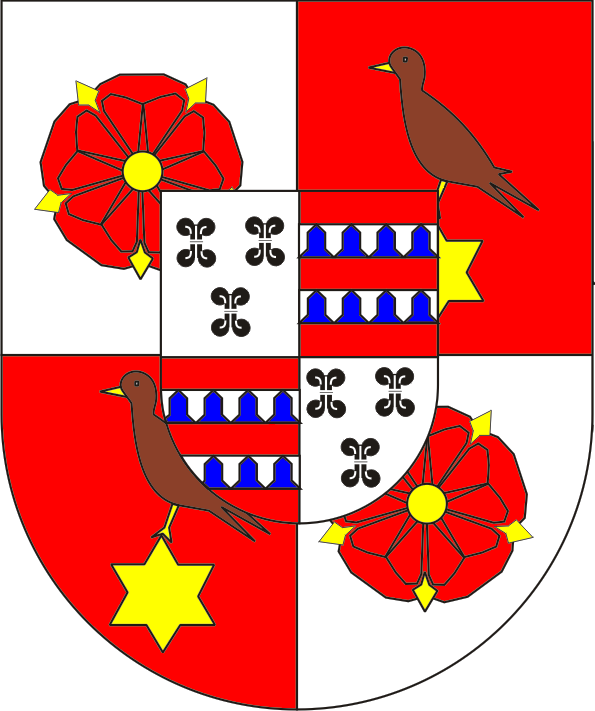
Lippisches Wappen
1687–1798

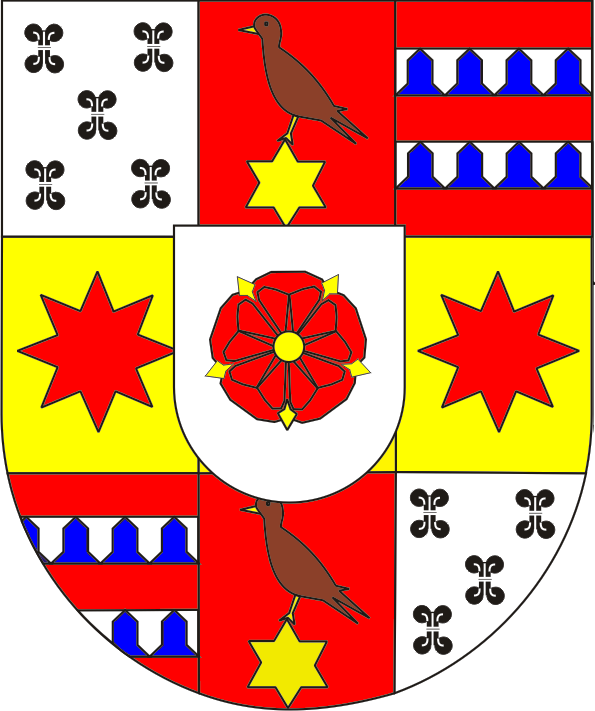
Lippisches Wappen
1798

Fürstentum Lippe
bis 1919

Die Lippische Münzgeschichte beschreibt das Münzwesen in Lippe bis zur Zeit des Ersten Weltkriegs im Jahr 1918.

## Geschichte
Lippe war ein deutscher Staat, die Herrschaft der lippischen Herren wurde im 12. Jahrhundert erstmals beurkundet. 1528 wurde die Herrschaft Lippe zu einer Reichsgrafschaft erhoben, 1789 zum Fürstentum.
Bis 1806 war Lippe ein Territorium im Niederrheinisch-Westfälischen Reichskreis des Heiligen Römischen Reiches, von 1806 bis 1813 Teil des Rheinbundes, von 1816 bis 1866 ein Teil des Deutschen Bundes, ab 1866 Mitglied im Norddeutschen Bund, ab 1871 Teil des Deutschen Kaiserreichs. Nach Ende des Ersten Weltkriegs, 1919, war Lippe ein demokratisch verfasster Freistaat in der Weimarer Republik. 1947/1948 musste das Land Lippe auf Betreiben der britischen Besatzungsmacht seine jahrhundertelange Selbstständigkeit aufgeben und entschied sich für den Beitritt zu dem 1946 gegründeten Land Nordrhein-Westfalen.
Das Gebiet des ehemaligen Landes Lippe in seinem letzten Gebietsstand entspricht weitgehend dem heutigen Kreis Lippe im Regierungsbezirk Detmold, deren beider Verwaltungssitz Detmold ist. Der Kreis Lippe bildet neben Westfalen und dem Rheinland den dritten und weitaus kleinsten Landesteil des Landes Nordrhein-Westfalen.

### Regenten
1789 wurden die absolutistisch regierenden Grafen in den Fürstenstand erhoben, wodurch das Land zum Fürstentum wurde. Die vollkommene absolutistische Machtentfaltung blieb den Fürsten aber durch die geringe Größe des Landes und die sich daraus nur eingeschränkt ergebende Souveränität beispielsweise in militärischen Fragen, andererseits durch die starke Stellung der Stände verwehrt. Bereits 1836 wurde ein Landtag einberufen und die Macht der Fürsten durch eine Verfassung eingeschränkt. Die Fürsten stammten aus dem hochadligen Haus Lippe, dessen erstes Oberhaupt 1123 erwähnt wurde. Die meisten Fürsten stammten aus der Linie Lippe-Detmold. Nach heftigen Erbstreitigkeiten ging die Regentschaft zunächst auf die Linie Schaumburg-Lippe über (die Länder Schaumburg-Lippe und Lippe waren aber nur verbunden und nicht vereinigt), zuletzt auf die Linie Lippe-Biesterfeld, die bis dahin kein eigenes Territorium besaß. Der letzte Fürst dankte in der Novemberrevolution 1918 ab, durfte aber weiterhin im Detmolder Schloss wohnen. Die Nachfahren des letzten Fürsten nennen sich Prinzen zur Lippe. Sie leben bis heute im Schloss zu Detmold. Derzeitiges Oberhaupt der Familie ist seit 2015 Stephan Prinz zur Lippe (* 1959).
| Bernhard VII. 1429 bis 1511 | Simon V. 1511 bis 1536 | Bernhard VIII. 1536 bis 1563 | Simon VI. 1563 bis 1613 | Simon VII. 1613 bis 1627 | Johann Bernhard 1650 bis 1652 |
| --------------------------- | ---------------------- | ---------------------------- | ----------------------- | ------------------------ | ----------------------------- |
|                             |                        |                              |                         |                          |                               |

| Hermann Adolf 1652 bis 1666 | Simon Heinrich 1666 bis 1697 | Friedrich Adolf 1697 bis 1718 | Simon H. Adolf 1718 bis 1734 | Simon August 1734 bis 1782 | Leopold I. 1789 bis 1802 |
| --------------------------- | ---------------------------- | ----------------------------- | ---------------------------- | -------------------------- | ------------------------ |
|                             |                              |                               |                              |                            |                          |

| Leopold II. siehe Text | Pauline 1802 bis 1820 | Leopold III. 1851 bis 1875 | Woldemar 1875 bis 1895 | Alexander 1895 bis 1905 | Leopold IV. 1905 bis 1918 |
| ---------------------- | --------------------- | -------------------------- | ---------------------- | ----------------------- | ------------------------- |
|                        |                       |                            |                        |                         |                           |

### Übergang zu nationalen Einheitswährungen
Im Hochmittelalter war das Münzprägerecht ein Privileg, das jeder Adlige anstrebte, denn das Münzregal war ein profitables Hoheitsrecht. Dies führte dazu, dass es viele nicht vergleichbare Währungen gab, da der Feingehalt der einzelnen Münzenarten stark schwanken konnte. Denn im Mittelalter waren Kurantmünzen üblich, der Kurswert einer fremden Münze wurde anhand des Edelmetallgehaltes ermittelt. Dies wiederum hinderte den überregionalen Handel. Aus diesen zwei Gründen – Handelserleichterung und Machtkonzentration – verstärkte sich die Tendenz zu nationalen Einheitswährungen.
In der frühen Zeit des Kurantgeldes entsprach der Metallgehalt der Münzen ihrem Nominalwert. Da sich die Münzherren jedoch öfter zu Münzverschlechterung verleiten ließen, um ihren Geldbedarf zu decken, kam es in der Frühen Neuzeit mehrfach zur Inflation. So beruhte beispielsweise die sogenannte Kipper- und Wipperzeit zu Beginn des Dreißigjährigen Krieges auf einer Münzverschlechterung.
Treibend in Europa war Frankreich, das mit seiner Zentralregierung die Münzrechte früh sammelte und dem König unterstellte. Die erste wichtige Währungsreform war die große Münzreform unter Ludwig XIII. in den Jahren 1640 und 1641, als der Louis d’or eingeführt wurde. Mit der Einführung des Französischen Franc 1795 wurde die erste Dezimalwährung etabliert. Durch Napoleons Feldzüge wurde diese Währung und vor allem deren dezimale Stückelung in Europa verbreitet. Dadurch entstanden in und um Frankreich einige Münzsysteme, die ähnlich aufgebaut waren und wegen der Kurantmünzen hohen Reinheitsgrades feste Wechselkurse bildeten. Dies führte dazu, dass am 23. Dezember 1865 die Lateinische Münzunion gegründet wurde; sie war eine Währungsunion, die aus Frankreich, Belgien, Italien, der Schweiz und Griechenland bestand und klare Vorgaben für die Münzenherstellung gab. Der Nachteil der Lateinischen Münzunion war der Bimetallismus, also der feste Umtauschsatz zwischen den Gold- und Silbermünzen.

## Münzstätten, Münzmeister und Wardeine
Der verantwortliche Betriebsleiter einer Münzstätte war der Münzmeister. Er stand entweder im Lohn des Münzherrn oder leitete als Pächter die Münzstätte eigenverantwortlich. Die Kontrolle der Qualität der Münzen und des Prägeguts einer Münzstätte oblag einem Beamten, dem Wardein.

### Münzstätten

#### Münzstätte Blomberg

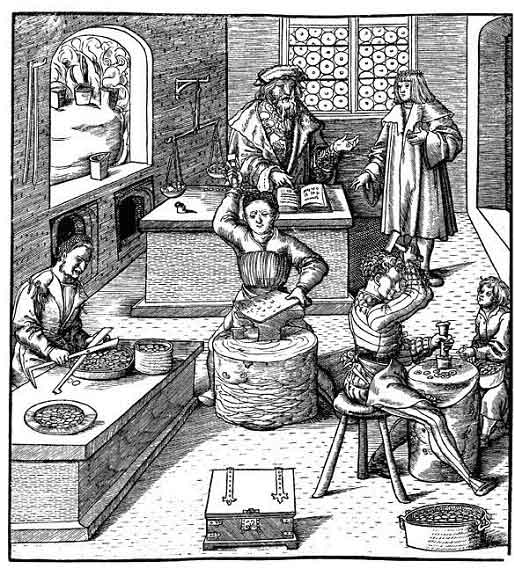
Holzschnitt: Mittelalterliche Münze

In Blomberg war die Münzstätte der Edelherren zur Lippe unter Bernhard III. (1229 bis 1265) und Simon I. (1275 bis 1344). Erhalten sind Pfennige (Sterlinge), geprägt nach englischem Vorbild unter Simon VII. zwischen 1610 und 1618 (Taler und Groschen mit lippischem Wappen) und unter Paul Alexander Leopold 1821 sowie 1827 bis 1840 (Kupfergeld mit lippischem Wappen und Wertzahl).

#### Münzstätten Detmold
Die Detmolder Münzstätten im Schloss, in der Oberen Mühle und in der Bokemühle waren von 1598 bis 1811, mit Ausnahme der Jahre 1610 bis 1618, die gräflich-lippische Münzstätte. Geprägt wurden Gold-, Silber- und Kupfermünzen in zahlreichen Werten.

#### Münzstätte Horn
Urkundliche Nachrichten über eine Münzrechtsverleihung an die lippischen Edelherrn oder eine Prägetätigkeit in der Münzstätte Horn sind nicht überliefert, ebenso sind bisher keine Horner Münzen aus der frühen Zeit nach der Gründung aufgetaucht. Der Beginn der Münzprägung kann nach dem bekannten Material erst in die Zeit zwischen 1280 und 1290 gelegt werden. Horn war die Münzstätte der Herren zur Lippe unter Simon I. (1275–1344), hier wurden Pfennige auf Wiedenbrücker Schlag und ferner solche nach dem Vorbild der englischen Eduard-Sterlinge hergestellt. Die frühesten urkundlichen Erwähnungen Horner Pfennige finden sich sogar erst in Urkunden des 14. Jahrhunderts.

#### Münzstätte Lemgo
In Lemgo war die Münzstätte der Edelherren zur Lippe vom ersten Jahrzehnt des 13. bis Mitte des 14. Jahrhunderts. Dazu gehörte die wichtige, sogenannte Wessele (= Wechselbank). Zunächst wurden Pfennige auf Soester und Paderborner (Brakeler) Schlag, dann nach englischem Vorbild (Sterlinge) geprägt. Weiter entstanden unter Bernhard VII. (1431 bis 1511) in Lemgo Stüber und kleinere Werte mit dem lippischen Wappen. Auch die Ausmünzung 1528 unter Simon V. erfolgte wohl in Lemgo (ältester lippischer Taler mit Bildnis und Wappen des Grafen; Hohlpfennige). Schließlich wurde hier von 1812 bis 1825 das lippische Kupfergeld hergestellt.

#### Münzstätte Berlin
In der Münze Berlin (Münzstättenzeichen = „A“) wurden von 1843 bis 1913 die Reichsmünzen, die auch in Lippe Gültigkeit besaßen, geprägt, unter anderem die 1875 im ganzen Kaiserreich eingeführte Goldmark. Die Vorderseite, das Avers, konnte von den Gliedstaaten des Reiches gestaltet werden. In Lippe zeigten sie das Porträt des regierenden Fürsten.

##### Direktoren während der Münzprägung für das Fürstentum Lippe
- 1843 bis 1849: Christian Friedrich Goedeking (1770–1851), Generalmünzdirektor und Verweser
- 1849 bis 1866: Heinrich Christian Kandelhardt, ab 1849 Zweiter, ab 1859 Erster Direktor
- 1906: Carl Conrad und Paul Gustav Brinkmann
- 1913: Paul Gustav Brinkmann

### Münzmeister

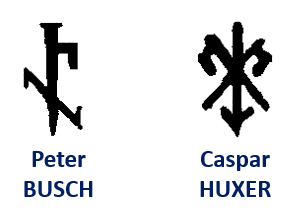
Münzmeisterzeichen
Peter Busch / Caspar Huxer

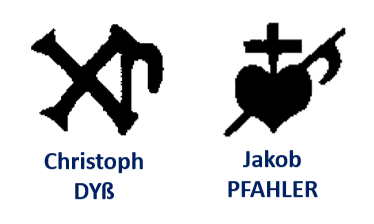
Münzmeisterzeichen
Christoph Dyß / Jakob Pfahler

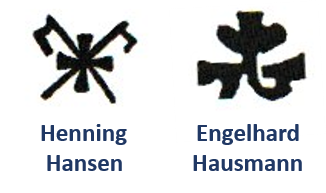
Münzmeisterzeichen
Henning Hansen / Engelh. Hausmann

| Zeitraum         | Name                                | Sonstiges |
| um 1295          | Hermannus filius Heinrici monetarit | |
| um 1306          | Johannes monetarius                 | |
| um 1324          | Heynricus dictus monetarius         | |
| um 1497          | ? Dietrich                          | Münzmeister von Neuss |
| 1528             | Gerhard Loyß                        | auch Lohaus; mit ihm schloss Simon V. einen Vertrag zur Errichtung einer Münzstätte in Lippstadt |
| 1595 bis 1601    | Peter Busch                         | zuvor Münzmeister zu Bielefeld |
| 1601 bis 1602    | Caspar Huxer                        | * 1552 in Münden, 1590 bis 1596 für die Münzprägung der Grafschaft Waldeck verantwortlich, † 1628 |
| 1602 bis 1605    | Henning Hansen                      | aus Osterode am Harz, zuvor im Dienst der Stadt Hildesheim, nach 1605 in Norddeutschland tätig Münzmeisterzeichen: Kreuz und zwei gekreuzte Zainhaken (siehe Abbildung) |
| 1605 bis 1608    | Engelhard Hausmann                  | auch Engelbert; zuvor im Dienst des Landgrafen zu Kassel, ab 1608 Münzmeister der Münzstätte Werl |
| 1608 bis 1610    | Christoph Dyß der Jüngere           | in der Münzstätte Blomberg tätig, zuvor in Diensten der Grafen zu Regenstein und der Stadt Hameln (1606–1608); ab 1611 Münzmeister in der Münzstätte Peine, † Dezember 1611 |
| 1610 bis 1616    | Caspar Kohl {\displaystyle ^{1}}    | aus Wien; in der Münzstätte Blomberg tätig; 1620–1621 und ab 1635 Münzmeister der Grafschaft Holstein-Schauenburg |
| 1616 bis 1618    | Melchior Kohl {\displaystyle ^{1}}  | * im 16. Jh.; † im 17. Jh.; vom 23. Januar bis 18. Dezember 1616 an der städtischen Münze in Hannover; von 1620 bis 1621 Münzmeister der Münzstätte Oldendorf |
| 1618 bis 1619    | Jakob Pfahler                       | auch Jacob Pfa(h)ler, * 1568 in Saalfeld; 1609 bis 1614 in Northeim kam über Marsberg an den lippischen Hof, hatte eine „recht zweifelhafte Vergangenheit“ Münzmeisterzeichen: Herz, Kreuz, Zainhaken (siehe Abbildung) |
| 1619             | Melchior Kuttner                    | stammte vermutlich aus der Nähe von Schwäbisch Hall |
| 1620 bis 1621    | Ipo Rizema                          | auch Ip(p)o Ri(t)zema; zuvor, vom 8. Februar 1613 bis 1616 Münzmeister in Bremen, dann gräflich Bentheim’scher Münzmeister zu Freudenberg |
| 1621 bis 1623    | Melchior Kuttner                    | |
| 1636 bis 1639    |                                     | |
| 1644 bis 1658    | Michael Kuttner                     | |
| 1658 bis 1660    | Christoph Henning Schlüter          | * 1633 in Goslar, † 12. November 1688 ebenda; nacht seiner Tätigkeit in Lippe Münzmeister in Lüneburg (1660), Münzmeister in Goslar (1674 bis 1676) und Generalmünzwardein des Niedersächsischen Kreises (ab 1681) |
| 1671 bis 1695    | Johann Hoffmann                     | aus Rinteln, geboren wohl 1639, vohl Sohn des Herforder Münzmeisters Caspar Hoffmann; zuvor von 1683 bis 1711 Münzmeister in Paderborn und für Waldeck im Jahre 1693 In Paderborn ohne Initiale bzw. Münzzeichen, sonst IH |
| 1710 bis 1716    | Hans Lüders                         | * 1654 in Hildesheim, ▭ am 4. Mai 1716 in Detmold; zuvor Münzmeister in Hildesheim; 300 Taler Jahresgehalt plus Prägelohn in Höhe von 6¼ Talern je einhundert Dukaten; Münzmeisterzeichen: HL |
| 1716 bis 1727    | Ludolph Henrich Lüders              | * um 1690 in Hildesheim als Sohn des Hans Lüders; zuvor, von 1714 bis 1716, Münzwardein in Detmold (siehe unten) |
| 1763 bis 1768    | Johann Conrad Bandel                | * um 1703 in Kassel, † im Dezember 1768 Münzmeisterzeichen: I.C.B. |
| 1769 bis 1787    | Henrich Daniel Stümer               | † 12. August 1787 „Lemgo. – Des weil. Münzmeister Stümers nachgelassene Witwe allhier, läßt hiermit bekannt machen, daß sie ihr an der Papenstraße hieselbst gelegenes massiv = steinernes Wohnhaus nebst dazu gehörigen zum Ackerbau gut eingerichteten Scheure und dabey gelegene kleinen Garten am 11ten Jul. d. J. auf hiesigem Rahthause sub hafta verkaufen lassen will; wer also Lust dazu hat, beliebe sich im gedachten Termin einzufinden.“ – Lippisches Intelligenzblatt vom 21. Juni 1788, Nr. 25. |
| 1789 bis 1811    | Johann Balthasar Reinhard           | * 1729 in Kassel, † 11. August 1816 in Detmold; zuvor als Münzwardein (1764 bis 1774) und Münzmeister in Kassel (1774 bis 1782) tätig |
| 1791, 1792, 1796 | Johann Theodor Stockmar             | * 21. Dezember 1750 in Ilmenau, † 1818 in Düsseldorf; Münzmeister in Gotha, Münzeisenschneider und Münzwardei |
| 1812 bis 1825    | Jobst Henrich Trebbe                | * 28. Jan 1807 in Lemgo; Kupferschmied in Lemgo Münzmeisterzeichen: T |
| 1821 bis 1840    | ? Strickling                        | Mechanikus in Blomberg; Strickling fertigte unter anderem auch Feuerspritzen Münzmeisterzeichen: ST. |

Anmerkung: 1) Einige Quellen gehen von nur einer Person, Caspar Melchior Kohl, aus.

### Münzverwalter, Münzdirektoren, Münzaufseher, Kammerräte, Referendare und Assessoren zum lippischen Münzwesen
| Zeitraum                  | Name                             | Sonstiges |
| 1594 bis 1598             | Johannes Kotzenberg              | auch Johan Kötzenberger |
| 1610 bis 1618             | Johan Tecklenburg                | |
| 1618 bis 1619             | Dietrich Witte und Meyer Wallich | |
| ab 1620                   | Hans Adam von Hammerstein        | * 1579 oder 19. Juli 1571 in Öge, Amt Hückeswagen; † 10. Februar 1653 in Altenbruchhausen                                                                |
| 1656 bis 1658             | Johan Kuttner                    | |
| 1661 bis 1669             | Hans Georg Mörser                | |
| 1710 bis 1729             | ? Boht                           | Kammerrat / Münzkommissar / Münzdirektor |
| 1763 bis 1765             | Leutnant Knoch                   | Münzdirektor |
| 1763 bis 1772             | ? Helm                           | Münkommissar |
| 1784 bis 1796             | Georg Karl Stein                 | Kammerrat, Leiter des Münzdepartements |
| ab 1796                   | ? Meineke                        | Kammerrat, Leiter des Münzdepartements |
| ab 1798 und 1803 bis 1826 | Johann Christian Gerke           | * 1792, † 1824; als Wegebau-Commisarius in fürstlich-lippischen Diensten unter anderem auch für das Münzwesen verantwortlich; Assessor, später Kammerrat |
| 1826 bis 1839             | Wilhelm Georg Stein              | Referendarius, Leiter des Münzdepartements |
| ab 1839                   | Wilhelm Georg Stein              | Kammerrat |

### Wardeine
| Zeitraum                                           | Name                      | Sonstiges                                       |
| 1595 bis 1598                                      | Christoph Draubel         |                                                 |
| zu Weihnachten 1600 bis 1602                       | Alexander Wackerwaldt     |                                                 |
| 1604 bis 1605                                      | Ernst Schröder            |                                                 |
| 1605 bis 1608                                      | Burckhardt Lachtorp       |                                                 |
| 1608 bis 1609 in Detmold 1610 bis 1611 in Blomberg | Henning Brauns            | * um 1575 Oldendorf an der Weser, † 1638        |
| 1619 bis 1623                                      | Jobst Brauns              | * um 1570 in Goslar; † 1646 ebenda              |
| 1711 bis 1713                                      | Johann Heinrich Siegel    | * um 1680 Zellerfeld im Harz, † 1753 Harzgerode |
| 1715 bis 1717                                      | Ludolph Heinrich Lüders   | von 1717 bis 1727 Münzmeister (siehe oben)      |
| 1763 bis 1769                                      | Heinrich Daniel Stümer    | von 1769 bis 1787 Münzmeister (siehe oben)      |
| 1789 bis 1811                                      | Johann Balthasar Reinhard | von 1789 bis 1811 Münzmeister (siehe oben)      |

## Gewichte, Münzfüße und Zählweise

### Gewichte nach Kölner Mark
- Bis Juli 1838: 1 Kölner Mark ~ 233,9 g
- Juli 1838 bis 1857: 1 Kölner Mark = 233,855 g

- 1 Kölner Mark in deutscher Teilung = 16 Lot = 288 Grän
- 1 Kölner Mark in französischer Teilung = 12 Pfennig = 288 Grän

- 1 Kölner Mark als Goldgewicht = 24 Karat = 288 Grän

### Münzfüße
Ein Münzfuß ist eine offizielle Bestimmung eines Münzherrn, wie viele Münzen einer Sorte aus einer Gewichtseinheit Edelmetall geschlagen werden sollen; er legt damit fest, welche Menge eines Edelmetalls (Feingehalt) in einer bestimmten Münze enthalten sein soll.
Goldmünzen
- Münzfuß des Goldguldens

Bei einem Raugewicht von 3,25 g und einem Feingewicht von 2,50 g entsprach der Feingehaltsanteil = 77,1 %
- Münzfuß des Dukaten nach der Reichsmünzordnung von 1559

Bei einem Raugewicht von 3,49 g und einem Feingewicht von 3,44 g entsprach der Feingehaltsanteil = 98,6 %
- Münzfuß des alten Louis d’or

Bei einem Raugewicht von 6,751 g und einem Feingewicht von 6,191 g entsprach der Feingehaltsanteil = 91,7 %
- Münzfuß des abgeglichenen Louis d’or nach den Wiener Verträgen 1753

1 Louis d’or = 5 Reichstaler
- Wert der Krone nach dem Wiener Münzvertrag vom 4. Juli 1857

Bei einem Raugewicht von 11,111 g und einem Feingewicht von 10,000 g entsprach der Feingehaltsanteil = 90,0 %
Silbermünzen
- Münzfuß nach der Reichsmünzordnung von 1524

Feingehaltsanteil eines Reichsguldiners (27,4 g) und ein Reichstaler (29,2 g) entsprach einem Feingehaltsanteil von 93,7 %
- Münzfuß nach der Reichsmünzordnung von 1566

Feingehaltsanteil eines Reichstalers aus der Feinen Kölner Mark (25,984 g) und ein Reichstaler aus der Rauen Mark (29,232 g) entsprach einem Feingehaltsanteil von 88,9 %
- Münzfuß nach dem Zinnaer Münzvertrag von 1667

Feingehaltsanteil eines Rechnungstalers aus der Feinen Kölner Mark (22,272 g), 2/3-Taler (14,848 g) und gewogene Raugewichte (18,5 bis 19,5 g) entsprach einem Feingehaltsanteil von 75,0 %
- Münzfuß nach den Verträgen von Leipzig und Torgau 1690

Feingehaltsanteil eines Rechnungstalers aus der Feinen Kölner Mark (19,488 g), Feingehalt des geprägten 2/3-Talers (12,992 g) sowie Raugewicht des 2/3-Talers (17,322 g) entsprach einem Feingehaltsanteil von 75,0 %
- Münzfuß nach den Wiener Verträgen von 1753:

Feingehaltsanteil eines Rechnungstalers aus der Feinen Kölner Mark (17,539 g), Konventionstaler aus der Feinen Kölner Mark (23,386 g) sowie Raugewicht des Konventionstalers (28,062 g) entsprach einem Feingehaltsanteil von 83,3 %
- Münzfuß der Vereinsmünzen nach der Dresdner Konvention vom 30. Juli 1838

Feingehaltsanteil eines Talers aus der Feinen Kölner Mark (16,704 g), Vereinsmünze aus der Feinen Kölner Mark (33,408 g) sowie Raugewicht der Vereinsmünze (37,120 g) entsprach einem Feingehaltsanteil von 90,0 %
- Münzfuß der Silbergroschen nach der Lippischen Landesverordnung vom 1. September 1846

Feingehaltsanteil eines Talers aus der Feinen Kölner Mark (14,616 g), Silbergroschen à 6 Lot aus der Feinen Kölner Mark (1,218 g), Silbergroschen à 5 Lot aus der Feinen Kölner Mark (0,487 g) sowie Silbergrosche á 4 Lot aus der Feinen Kölner Mark
- Münzfuß der Vereinstaler nach dem Wiener Münzvertrag vom 24. Januar 1857

Feingehaltsanteil des Vereinstalers aus einem Pfund Feinsilber (16,667 g) sowie Raugewicht des Vereinstalers (18,518 g) entsprach einem Feingehaltsanteil von 90 %
- Münzfuß der Silbergroschen nach der Lippischen Landesverordnung vom 3. April 1858

Feingehaltsanteil des 1/2 Talers aus einem Pfund Feinsilber (14,492 g), des 1/2 Silbergroschens (1,208 g) sowie eines Silbergroschens (0,483 g)

### Zählweise nach dem lippischen Münzfuß
| ↓ Zeitraum 0Einheit →          | Taler | Mark | Mag | Kör | Pfg | Gos | Sig | Reg | aMg | aRg | SwG | Füg | Sch | Mat | Hel |
| 1555                           | 1 =   |      | 36  | 108 |     | 432 |     |     |     |     |     |     |     |     |     |
| 1598 bis 1620                  | 1 =   |      | 36  |     | 288 | 432 |     | 24  |     |     |     |     |     |     |     |
| 20. Aug. bis 7. Sep. 1620      | 1 =   |      |     |     | 336 | 672 |     |     | 42  | 63  |     |     |     |     |     |
| 7. Sep. 1620 bis 1. Nov. 1622  | 1 =   |      | 42  |     | 252 | 504 |     |     |     |     | 36  | 63  |     |     |     |
| 1620 bis 1621                  | 1 =   |      |     |     | 252 |     |     |     |     |     |     |     | 21  |     |     |
| 1. Nov. 1622 bis 1640          | 1 =   |      | 36  |     | 252 |     |     |     |     |     |     |     |     |     |     |
| 1640 bis 1765                  | 1 =   |      | 36  |     | 216 |     |     |     |     |     |     |     |     | 72  | 12  |
| 1. März 1765 bis 31. Dez. 1846 |       |      | 1 = |     | 6   |     |     |     |     |     |     |     |     |     |     |
| 1. Jan. 1847 bis 24. Juni 1857 | 1 =   |      |     | 360 |     |     | 30  |     |     |     |     |     |     |     |     |
| 24. Juni 1857 bis 4. Dez. 1871 | 1 =   |      |     | 360 |     |     | 30  |     |     |     |     |     |     |     |     |
| ab 4. Dez. 1871                |       | 1 =  |     |     | 100 |     |     |     |     |     |     |     |     |     |     |

Anmerkung: Mag = Mariengroschen, Kör = Körtlinge („Kurzgroschen“), Pfg = Pfennige, Gos = Gosler, Sig = Silbergroschen, Reg = Reichsgroschen, aMg = alter Mariengroschen, aRg = alter Reichsgroschen, SwG = Schwerer Groschen, Füg = Fürstengroschen, Sch = Schillinge, Mat = Matthier, Hel = Heller

## Zeittafel
Das Recht, Münzen zu prägen, war lange Zeit allein dem König oder Kaiser vorbehalten. Erst zur Zeit Ludwig des Frommen (814–840) sind erste Münzrechtsverleihungen bekannt, anfangs nur an Erzbischöfe, Bischöfe oder Äbte. Für den westfälischen Raum ist die erste Verleihung im Jahr 833 an das Kloster Corvey belegt. Bis zum 11. Jahrhundert können in der Nachbarschaft Lippes lediglich die bischöflichen Münzstätten in Paderborn und Minden, die Münzstätten der Abteien Corvey, Helmarshausen und Herford sowie die königliche und erzbischöflich-kölnische Münzstätte in Soest genannt werden.
HERRSCHAFT UND GRAFSCHAFT LIPPE

### Hermann (bis 1123)
Der Edelherr Hermann zur Lippe (* 11. Jahrhundert; † vor 1123) war Herr der Herrschaft Lippe und ist der erste greifbare Vorfahr der lippischen Fürsten und der späteren Königin Beatrix der Niederlande.

### Bernhard I. (1123 bis um 1158)
Bernhard I. († um 1158), Sohn des Hermann, ist einer der frühesten Vertreter der edlen „Herren zur Lippe“. Die erste urkundliche Erwähnung dieser Familie ist auf 1123 datiert, in der „Bernhardus de Lippe“ namentlich erwähnt wird. Da nach seinem Tode um 1158 die Herrschaft von seinem Bruder Hermann übernommen wurde, ist anzunehmen, dass Bernhard keine Nachkommen hatte.

### Hermann I. (um 1158 bis um 1160)
Hermann I. († um 1160) gründete mit seinem Bruder Bernhard um 1139 ein Prämonstratenserinnenkloster in Cappel. Nach dem Tode Bernhards übernahm er 1158 dessen um die spätere Stadt Lippstadt gelegenes Herrschaftsgebiet. Er war ein treuer Gefolgsmann Heinrichs des Löwen. Ihm verdankte er auch seinen Aufstieg: Hermann wurde Vogt seines gegründeten Klosters Cappel und war auch Vogt von Busdorf und Schötmar.

### Bernhard II. (~ 1168 bis 1196)
Bernhard II. zur Lippe (* um 1140 auf Burg Lipperode; † 1224 in Mesothen) war der Begründer der Landesherrschaft Lippe und der Planstädte Lippstadt (1185, anderen Quellen zufolge schon 1184) und Lemgo (1190). Er entwickelte sich im Laufe seines Lebens zu einer der wichtigsten und einflussreichsten westfälischen Persönlichkeiten der Stauferzeit. Ihm sind wahrscheinlich sämtliche Hoheits- und Sonderrechte der „Herren zur Lippe“ zu verdanken.

### Hermann II. (1196 bis 1229)
Hermann II. (* 1175 in Lippe, heute Lippstadt; † 25. April 1229) war Mitregent seines Vaters und folgte ihm 1196 als Regent des Hauses Lippe. Weniger kriegerisch als sein Vater und Bruder versuchte er in seiner Gegend oft als Vermittler tätig zu werden. Im deutschen Thronkrieg 1198 stand Hermann auf welfischer Seite und ging erst 1214 zu Kaiser Friedrich II. über.
Unter Hermann II. begann die lippische Münzprägung.
| Nominal: 1 Pfennig auf Soester Schlag                                                                                                  |                       |
| | Münzstätte: Lippstadt |
| Ausgabe: um 1200 |                       |
| Material: ?; Gewicht = 1,40 g; Durchmesser = ? mm                                                                                      |                       |
| Vorderseite: Erzbischof mit Mitra, Krummstab und Fahne, deren Spitze mit der fünfblättrigen lippischen Rose besetzt ist                |                       |
| Rückseite: PATROCLVSINI / Kreuz mit je einer Kugel in den Winkeln, im ersten Winkel zusätzlich das Soester Zeichen                     |                       |
| Nominal: 1 Pfennig auf Soester Schlag                                                                                                  |                       |
| | Münzstätte: Lippstadt |
| Ausgabe: ? |                       |
| Material: ?; Gewicht = ? g; Durchmesser = ? mm                                                                                         |                       |
| Vorderseite: Colonia-Monogramm, LIPIACIVITAS                                                                                           |                       |
| Rückseite: Torgebäude darüber Kuppelturm flankiert von zwei kleineren Türmen, über der Kuppel fünfblättrige Rosette                    |                       |
| Nominal: 1 Denar |                       |
| | Münzstätte: Lippstadt |
| Ausgabe: 1195 bus 1225 |                       |
| Material: Silber; Gewicht = 1,39 g; Durchmesser = 19 mm                                                                                |                       |
| Vorderseite: +LPIA, Sitzender Geistlicher mit Krummstab in der Rechten und Fahne in der Linken, über der Fahne eine fünfblättrige Rose |                       |
| Rückseite: +PATROCLVS INI. Kreuz, in den Winkeln Kugel, im ersten Winkel Soester Zeichen                                               |                       |

### Bernhard III. (1229 bis 1265)
Bernhard III. (* um 1194; † um 1265) folgte 1229 dem gefallenen Vater als Regent des Hauses Lippe nach und nannte sich seitdem „Statutum in favorem principum“, dann 1232 „von Gottes Gnaden“ und zeitweise auch „Graf“. Durch häufige Fehden wurde das Haus Lippe unter seiner Führung (finanziell) stark geschwächt.
Die Münzen Bernhards und seines Sohnes Bernhard IV. lassen sich nicht unterscheiden. Die Motive der geprägten Pfennige orientierten sich an den Vorbildern sowohl benachbarter Gebiete, zum Beispiel der bischöflich-Paderborner Münzstätten Brakel und Warburg, als auch englischer Steirlinge.
Anmerkung: Warburg erhielt im Mittelalter das Recht, eigene Münzen zu prägen. Bereits während der Stauferzeit (~1140 bis 1270) hatte die Stadt schon für kurze Zeit ein Münzregal. – Die Münzstätte befand sich am Marktplatz in der Altstadt. Die Währung wird um 1327 „Warburger Denarien“ bzw. um 1366 auch „alte Warburger Pfennige und Münte“ bzw. „schwere Marken und Pfennige“ genannt.
| Nominal: 1 Pfennig                                               |                       |
|                                                                  | Münzstätte: Blomberg  |
| Ausgabe: zwischen 1229 und 1265                                  |                       |
| Material: ?; Gewicht = 1,04 g                                    |                       |
| Vorderseite: ?                                                   |                       |
| Rückseite: ?                                                     |                       |
| Nominal: 1 Pfennig auf Soester Schlag                            |                       |
|                                                                  | Münzstätte: Lippstadt |
| Ausgabe:                                                         |                       |
| Material: ?; Gewicht = 1,30 g                                    |                       |
| Vorderseite: von einem Reif eingefasste Rosette in einem Dreieck |                       |
| Rückseite: von zwei Türmen flankiertes Gebäude mit Kuppelturm    |                       |

### Bernhard IV. (1265 bis 1273)
Bernhard IV. (* um 1230 in Brake, heute Bielefeld; † Juni 1275) beerbte seinen Bruder Hermann III. zur Lippe um die Stadt Lippstadt und nahm, zusammen mit seinem Onkel, Bischof Simon I. von Paderborn, an der Schlacht bei Zülpich gegen das Haus Jülich teil, bei der sein Onkel gefangen genommen wurde. Bernhard löste ihn 1269 aus und begründete so die Verschuldung des Hauses Lippe.
| Nominal: 1 Pfennig (Sterling)                |               |
|                                              | Münzstätte: ? |
| Ausgabe: 1268                                |               |
| Material: Silber; Durchmesser: ?; Gewicht: ? |               |
| Vorderseite: ?                               |               |
| Rückseite: ?                                 |               |

### Simon I. (1273 bis 1344)
Unter der Regentschaft Simons I. (* um 1261; † 10. August 1344) erlangte die Herrschaft Lippe, unter anderem erwarb er die Burg Varenholz und das Gogericht Langenholzhausen, ihre größte territoriale Ausdehnung.
| Nominal: 1 Pfennig |                                         |
| | Münzstätte: ?                           |
| Ausgabe: von 1275 bis 1344 |                                         |
| Material: Silber; Durchmesser: ?; Gewicht: ? |                                         |
| Vorderseite: Brustbild mit erhobener Rechten und mit Rose von vorn unter Dreibogen, darauf ein hoher Turm zwischen zwei kleineren Türmen und zwei Fahnen |                                         |
| Rückseite: fünfblättrige Rosette in Dreieck, in den Winkeln je ein Kreuz                                                                                 |                                         |
| Nominal: 1 Sterling |                                         |
| | Münzstätte: Lippstadt, evtl. auch Lemgo |
| Ausgabe: zwischen 1275 und 1344 |                                         |
| Material: Silber; Durchmesser: 18 mm; Gewicht: 1,12 g |                                         |
| Vorderseite: SIMON NOBIL [III], gekrönter Kopf von vorn mit Zepter in der Rechten                                                                        |                                         |
| Rückseite: HEI-RIO-N LV-NDE, langes Doppelfadenkreuz, in den Winkeln je drei Kugeln                                                                      |                                         |
| Nominal: 1 Sterling |                                         |
| | Münzstätte: Lippstadt                   |
| Ausgabe: zwischen 1275 und 1344 |                                         |
| Material: Silber; Durchmesser: 19 mm; Gewicht: 1,23 g |                                         |
| Vorderseite: [+NO]BILI[S SIMON]. Unter Dreibogen mit drei Türmen und zwei Fahnen Büste mit Rose in der Linken und erhobener Rechten                      |                                         |
| Rückseite: MON-ETA L-IPPE. Im Dreieck Rose zwischen drei Kreuzen                                                                                         |                                         |

### Otto (1344 bis 1360)
Otto war von 1344 bis 1360 Herr von Lippe. Nach dem Tod seines Vaters wurde die Herrschaft Lippe dahingehend aufgeteilt, dass Otto das Gebiet um Lemgo bekam und sein Bruder Bernhard V. das Gebiet um Rheda. Otto residierte in Lemgo, das damals noch aus zwei Städten (Altstadt und Neustadt) bestand, die sich erst fünf Jahre nach seinem Tod vereinigten.
| Nominal: 1 Pfennig                            |                   |
|                                               | Münzstätte: Lemgo |
| Ausgabe: ?                                    |                   |
| Material: ?; Durchmesser: ?; Gewicht: 1,13 g  |                   |
| Vorderseite: gekrönter bärtiger Kopf von vorn |                   |
| Rückseite: Kreuz, in den Winkeln je eine Rose |                   |

### Simon III. (1360 bis 1410)
Simon III. (* um 1340; † 1410) brachte um 1400 durch Verpfändung zunächst die Städte Barntrup und Salzuflen sowie das Schloss Sternberg unter seine Herrschaft, 1405 folgte schließlich die gesamte Grafschaft Sternberg.
Simon war verheiratet mit Ermengard von Hoya und hatte sieben Kinder. Bernhard, ihr ältester Sohn, wurde Simons Nachfolger.
| Nominal: 1 Pfennig                      |               |
|                                         | Münzstätte: ? |
| Ausgabe: zwischen 1360 und 1410         |               |
| Material: ?; Durchmesser: ?; Gewicht: ? |               |
| Vorderseite: ?                          |               |
| Rückseite: ?                            |               |

### Bernhard VI. (1410 bis 1415)
Bernhard VI. (* um 1370; † 1415) heiratete 1371 Margarethe von Waldeck-Landau. Um 1380 heiratete Bernhard in zweiter Ehe Margarethe von Mörs. Sein Sohn aus zweiter Ehe, Simon, wurde sein Nachfolger.

### Simon IV. (1415 bis 1429)
Der um 1404 geborene Simon IV. zur Lippe († 11. August 1429) behauptete 1424 in einer Fehde mit Graf Adolf IX. von Schaumburg die Grafschaft Sternberg und ließ sich später in Osterholz ein Jagdschloss mit Wassergraben bauen.
| Nominal: 1 Mariengroschen |
| |
| Ausgabe: 1601; Münzstätte: Detmold; Münzmeister: Caspar Huxer                                                                                         |
| Material: Silber; ø Durchmesser: 21,4 mm; ø Gewicht: 1,48 g                                                                                           |
| Vorderseite: Wappenschild der Grafschaft Lippe, darüber Reichsapfel, darunter das die Umschrift SIMON CO ET – NO DO I LIP teilende Münzmeisterzeichen |
| Rückseite: stehende Strahlenmadonna mit Zepter in der Rechten und Kind in der Linken; MARI M – DOMIN 1601                                             |

### Bernhard VII. (1429 bis 1511)
Bernhard VII. (* 1429; † 2. April 1511) war Landesherr der Herrschaft Lippe. Wegen vieler blutiger Fehden, in die er verwickelt war, wurde er auch „Bellicosus“ genannt.
Bis 1446 stand er unter vormundschaftlicher Regierung seines Onkels Otto, dann des Kölner Erzbischofs Dietrich II. von Moers. Dieser schloss 1444 mit dem Herzog Adolf von Kleve-Mark einen Vertrag, wonach er diesem die bis dahin verpfändete Stadt Lippstadt zur Hälfte abtrat. Zugleich wurde zwischen beiden Häusern ein Bündnis errichtet, das Bernhard in die sogenannte Soester Fehde mit dem Kölner Erzbischof Dietrich verwickelte. Letzterer rief 1447 ein böhmisches Heer zu Hilfe, das die lippeschen Lande verwüstete, die Städte Lippstadt und Soest jedoch vergebens belagerte.
Nach der 1449 erfolgten Beilegung des Streites wohnte Bernhard zunächst auf der Burg Blomberg. 1468 wählte er Detmold, damals mit etwa 350 Einwohnern die kleinste unter den lippischen Städten, zu seiner ständigen Residenz. An den anschließenden Wiederaufbau des Schlosses erinnert unter anderem eine Inschrift im alten Schlossturm des Detmolder Schlosses mit der Jahreszahl 1470.
Bernhard focht seine Fehden mit wechselnden Gegnern und Verbündeten. So leistete er 1469 dem Landgrafen Ludwig II. von Hessen Beistand gegen dessen Bruder Heinrich III., war aber andererseits eine der wichtigsten Stützen seines Bruders Simon, des Fürstbischofs von Paderborn, gegen Landgraf Ludwig II. während der 1464 wegen der Burg Calenberg ausgebrochenen und bis 1471 dauernden Hessen-Paderbornischen Fehde.
| Nominal: 2 Pfennig |                         |
| | Münzstätte: Lemgo       |
| Ausgabe: 1498 |                         |
| Material: Silber; Durchmesser: 14 mm; Gewicht: 1,03 g                                                                 |                         |
| Vorderseite: NOBIL BERNHARD L.; Wappenschild mit Rose                                                                 |                         |
| Rückseite: MON - NO[V - LEM]GO; in der Mitte ein rautenförmig durchbrochenes Kreuz; in den Winkel die Jahreszahl 1498 |                         |
| Nominal: 1 Kreuzgroschen                                                                                              |                         |
| | Münzstätte: ?           |
| Ausgabe: 1505 |                         |
| Material: Silber; Durchmesser: ?; Gewicht: ?                                                                          |                         |
| Vorderseite: ? |                         |
| Rückseite: ? |                         |
| Nominal: 1 Stüber |                         |
| | Münzstätte: Lippstadt ? |
| Ausgabe: 1505 |                         |
| Material: Silber; Durchmesser: 21 mm; Gewicht: 1,31 g                                                                 |                         |
| Vorderseite: + NOBIL BERNARD DE LIP. Wappenschild mit Rose, an drei Seiten Ringel                                     |                         |
| Rückseite: ANO DOMINI MCCCCC V. Ankerkreuz                                                                            |                         |

Merkwürdiger alter Lippischer Münzvalor

„Wir Bernhard Edler Herr zur Lippe haben mit samt unseren Räthen und Freunden überdacht, solche merkliche Hinderung und Gebrechen, die da sind in unserer Herrschaft lange Zeit von Jahren zu Jahren gefallen und gewesen; daß daraus wir samt der unseren vorgesagten und andern unsern Untersassen, Geistlich und Weltlich, in Jahrrenten merklichen Schaden und Ablässe leiden. Auf daß dan solches Verderb, Hinderung und Schade ziemlicher maße gewandelt werde, so haben wir mit den unsern vorged. überdachtet und geschlossen, die Münze wieder zurükke gesetzt, nemlich den guten Rheinischen Goldgulden auf 18 Schillinge dieses gesetzten Geldes, und darnach alles gangbare Silbergeld. Auch ist in dieser Ordination gesezt, wie man sich mit den gekauften Jahrrenten und Auslöse haben und halten sol, binnen benenten Jahre angelegt und gekauft wäre, nach data der Verschreibung, auf daß die Käufer und Verkäufer, oder die simpel unwissende derhalben unverkürzt bleiben, mit anderen Gesetzen, die auch zu dieser Sache nötig sind, in nach beschriebener Weise sich nach zu richtende.

In das erste den Goldgulden zu nehmende und zu gebende vor 18 Schilling, wie vorgerühret ist, und nicht höher; darnach zwölf Für Isaen vor ein Goldgulden zu nehmende und zu gebende, das Stücke davon 18 pf. Ein neue doppelte Lübesch Schill. 18 pf. Ein alt Bemeß, ein Schill. Ein doppelt Bremer Grotße ein Schill. Den Burcroßen 15 pf. Ein alt Lübesch, ein Karolus Stück X pf. itlich und ein vierling. Ein neue Lübesch Schill. 9 pf. die halben 4½ pf. Ein halb Füiseren 9 pf. Ein alt Junker Johan, ein Bischof Johann jeder Stück 7 pf. Ein Rader Albus, ein Bergisch Weißpfennig, ein Clevisch, Dortmündisch, Nüßerbraspennig das Stük 9½. Die Devertenischen Weißpfenninge 8 pf. die halbe Devertenschen das Stük 4 pf. Cölnische neue Weißpfennige und Nüßer neue Weißpfennige und halbe Bremer Grotße das Stück 6 pf. die halbe Burcroßen das Stück 7 pf. die halben Weißpfenninge die nun 8 Pf. gelten, sollen forthin gelten 3. Die Münsterische neue Schillinge, das Stück 9 pf. die halben 6 pf. die Dortmundische, die Osnabrückische neue Schillinge 4½ pf. die Göttingische Schill. das Stück 4 pf. die Lemeske ein Hellink, die Lemeske pf. 1 Vierling; alle doppelten Müter 2 pf. ein Bremer schwar, ein Münsterischer pf. ein Dormündischer Müter, ein Osnabrückischer Müter, das Stück 1 pf. ein Münder, Schwar, ein Göttingisch pf. ein Hildesheimisch pf. das Stück ein Hellink.

Zu dem andern mal, wie man sich mit der Markrente und Auslösen halten sol: so ist hier gemeinglich ein Mark Geldes gekauft mit zwölf Marken. Hierum so hat man die Mark Geldes tariert und gesezt auf zwölf Mark. Ist aber die Verschreibung auf Gühter oder Rente minder oder mehr, so sol man das minder oder mehr renten nach diesen Gesetzen: also wann die Verschreibungen gegeben sind von dem dato an, als man schriebe 50 (i. e. 1450) die Briefe binnen dem Dato gegeben sid auf Merkrente, die Mark sol man bezahlen mit Marken, als hier nun Gänge worden, wil man solche auslösen, so sol man vor 12 Mark geben 8 Goldgulden, bis in dem Jahr vorgeschrieben, galt hier der Goldgulden 18 Schilling, so auch nun gesezt ist. So man schreibe 50 bis an das Jahr 60, binnen der zeit galt der Goldgulden hier 20 Schilling. Wer in den Jahren Verschreibungen hat auf Markrenten, so sol man nummehro das Geld erhöhen vor die Mark 10 Schilling. Will man solches auslösen nach der Goldzahl, so sol man von 12 Mark 7 Goldgulden geben. So man schrieb 60 bis an den Datum 70 da der Goldgulde galt 22 Schilling unter den Jahren Markrenthe Verschreibung hätte, der sol für die Mark zahlen 9 Schill. Will man auch auslösen nach Goldzahl, so sol man vor 12 Mark 6 Goldgulden geben. So man schrieb 70 bis zu 80 da galt der Gulden 26 Schill. Wer unter den Jahren Markrenten hat in der Verschreibung, der sol vor die Mark dieses Geldes 8 Schill. zahlen. Will man auch auslösen nach Goldzahl, sol man vor 12 Mark 5 Goldgulden geben. So man 87 bis auf 90, da galt der Goldgulden 3 Mark, wer unter den Jahren Markrenthen in der Verschreibung hat, der sol vor die Mark zahlen 6 Schil. Will wer des Geldes auslösen nach Goldzahl, der sol vor 12 Mark geben 4 Goldgulden. So man schrieb 90 bis 97, da galt der Goldgulden 4 Mark minus 2 Schill. wer unter den Jahren Markrenthen in Verschreibung hat, der sol vor die Mark zahlen 5 Schill. Wil man auch auslösen nach Goldgulden Goldzahl, der sol vor 12 Mark 3 Goldgulden geben. Da man schrieb 97 bis an 100, wer unter den Jahren Marktrenthe in Verschreibung hat, sol vor die Mark dieses zahlen 4½ Schill. Wil man auch auslösen nach Goldzahl, der sol vor 12 Mark 3 Goldgulden geben minus 2 Schill. Wer auch der gemeinet mit Gelde Markrenthe oder Schillingrente gekauft hätte, die Markrente oder Schillinge sol man bezahlen nach Gewerbe, in dato der Verschreibung, wie vorgedacht, die Wiederlöse nach seiner Verschreibung.

Zu dem dritten malen ist gesezt, ob jemand Markrente auf Leibzucht gekauft hätte; die Markrente mag man bezahlen nach Gelde in dato seiner Verschreibung, wie vorgeschrieben ist.

Zu dem vierten male: oder jemand Häuser, oder Land, Kämpe oder Garten, oder andere Güther, zu Zahljahre in Gewin hätte, unter demselben Jahre mag er bei Mark bezahlen nach Gewerbe in Zeit des Gewinnes.

Auch mit dem Gesinde, Knechten und Mägden, die man gemiehtet hätte bei leichtem Mark, mag einer mit leichten Mark bezahlen, so das von lange gegolten hat. Auch so einige Briefe auf Markrente in vorigen Zeit gekauft sind, darnach auf solche Briefe.  –  Hic deficiunt fortan pauca ex defecta originalis.“

### Simon V. (1511 bis 1536)
Simon V. zur Lippe (* 1471; † 1536) war seit 1511 Edelherr und seit 1528 Graf zur Lippe. Während seiner Regierungszeit bis 1536 wurde in Lippe die Reformation eingeführt.
1520 wurden am Köterberg silberhaltige Blei- und Kupfererze gefunden. Sie stellten die Eröffnung eines Bergwerks in Aussicht. 1528 erfolgte die Einrichtung einer Münzstätte bei Lippstadt sowie die Ausprägung von Guldengroschen und Kleinmünzen.
| Tageslöhne und Preise 1535    | Tageslöhne und Preise 1535 |
| ----------------------------- | -------------------------- |
| Beruf                         | Entgelt                    |
| Maurer- und Zimmermeister     | 2,8 Groschen               |
| Geselle                       | 2,5 Groschen               |
| Stein- und Kalkträger         | 1,4 Groschen               |
| Artikel                       | Preis                      |
| 1 Scheffel (~ 27 kg) Roggen   | 8,3 Groschen               |
| 1 Liter Wein                  | 1,8 Groschen               |
| 1 Pfund Butter oder Salzspeck | 1,3 Groschen               |
| 1 Fünf-Pfund-Brot             | 0,8 Groschen               |

Der Guldengroschen zeigt zum ersten Mal das neue gräfliche Wappen mit dem gevierten Schild: Neben dem Stammwappen der Rose erscheint nun auch das Wappen der Grafschaft Schwalenberg.
| Übersicht der Prägungen      | 1528 | o. J. |
| 1 Guldengroschen (= 1 Taler) | S    |       |
| 1 Schlüsselpfennig           | S    | S     |
| „Dreischildheller“           |      | S     |

Erklärung: o. J. = ohne Jahreszahl, S = Silber
| Nominal: 1 Guldengroschen (= 1 Taler) |                                                  |
| | Münzstätte: Lippstadt; Münzmeister: Gerhard Loys |
| Ausgabe: 1528 |                                                  |
| Material: Silber; Durchmesser: 41,6 mm; Gewicht: 28,71 g |                                                  |
| Vorderseite: „SIMON • COM[ES]: ET • NOBIL[IS]: DO[MINUS]: DE. LIPP[IA]:“ (Simon, Graf und Edelherr zur Lippe) um nach links schauenden Kopf (Simon mit goldener Drahthaube, einem kleinen gekröselten Halskragen und einer Pelzhaube). |                                                  |
| Rückseite: „MONETA. NOVA. ARGENTE[A]: 1528 .“ (Neues Silbergeld) um ein vierfeldiges Wappen unter einem Fürstenhut |                                                  |
| Sonstiges: Dieser repräsentative Porträttaler, auch "Köterbergtaler" genannt, ist eine der frühesten Großsilbermünzen Nordwestdeutschlands.                                                                                            |                                                  |
| Nominal: 1 Schlüsselpfennig |                                                  |
| | Münzstätte: Lippstadt; Münzmeister: Gerhard Loys |
| Ausgabe: 1528 und/oder später |                                                  |
| Material: Silber; Durchmesser: 13,5 mm; Gewicht: 0,21 g |                                                  |
| Vorderseite: gespaltener Wappenschild unter „S“; umlaufend 20 Punkte |                                                  |
| Rückseite: leer |                                                  |

### Bernhard VIII. (1536 bis 1563)
Bernhard VIII. (* 6. Dezember 1527 in Detmold; † 15. April 1563 ebenda) war acht Jahre alt, als sein Vater 1536 starb. Da er in diesem Alter die Regierung noch nicht übernehmen konnte, führten Landgraf Philipp von Hessen, Graf Adolph von Schaumburg und Jobst II. von Hoya die Vormundschaft und erzogen Bernhard im evangelischen Glauben.
1546 trat er dann die Regierung der Grafschaft Lippe an und versuchte während seiner Amtszeit vor allem, den evangelischen Glauben in seiner Grafschaft zu festigen. Dies stieß auf Missfallen des Kaisers Karl V., dessen Truppen im Verlauf des Schmalkaldischen Kriegs (1546–1547) das Land des Grafen besetzten und nach der Niederlage der evangelischen Seite 1548 das Augsburger Interim durchsetzten. In der Folge wurde Lippe zum direkten Reichslehen. 1555 besuchte Bernhard selbst den Reichstag in Augsburg und 1556 berief er eine Versammlung der evangelischen Geistlichkeit in seiner Grafschaft ein. Bernhard starb 1563.
Unter Bernhard VIII. wurden keine Münzen geprägt.
| Tageslöhne und Preise um 1550 in Schieder | Tageslöhne und Preise um 1550 in Schieder |
| ----------------------------------------- | ----------------------------------------- |
| Beruf                                     | Entgelt                                   |
| Handwerksmeister                          | 10 bis 11 Schillinge                      |
| Geselle                                   | 9 Schillinge                              |
| Tagelöhner                                | 6 bis 9 Schillinge                        |
| Mäher                                     | 12 Schillinge (= 1 Mark)                  |
| Artikel                                   | Preis                                     |
| 1 Scheffel (= 44 Liter) Roggen            | 4 Mark 8 Schillinge                       |
| 1 Scheffel Saatbohnen                     | 5 Mark 7 Schillinge                       |
| 1 Pfund Zucker                            | 2 Mark 6 Schillinge                       |
| 1 Hammel                                  | 9 Mark                                    |
| 1 Paar Schuhe                             | 3 Mark                                    |
| 1 Sense                                   | 7 Mark                                    |

### Simon VI. (1563 bis 1613)
Simon VI. zur Lippe (* 15. April 1554 in Detmold; † 7. Dezember 1613 in Brake) war von 1563 bis 1613 Reichsgraf und Landesherr der Grafschaft Lippe-Detmold.
Simon war ein kluger, den neuen Wissenschaften gegenüber aufgeschlossener Renaissancefürst, der mit vielen Größen der Zeit, wie etwa mit Tycho Brahe oder Jost Bürgi, korrespondierte. Für Kaiser Rudolf II., dessen Hofrat und Kammerherr er war, übernahm er diplomatische Missionen wie die Schlichtung fürstlicher Erbstreitigkeiten. Er fungierte zudem als Vermittler und Agent vor allem von Gemälden aus den Niederlanden.
1584–1589 wurde die Burg Brake, die 1562 bis 1570 an Christoph von Donop verpfändet war, zum Schloss in den Formen der Weserrenaissance ausgebaut. Sie blieb bis zum Tode des Grafen Regierungssitz. Unter Simon VI. wurde die Grafschaft Lippe 1605 reformiert. Das führte zu großen Unstimmigkeiten mit der Freien und Hansestadt Lemgo, die seit 1522 lutherisch war. Lemgo widersetzte sich dem Edikt, den reformierten Glauben anzunehmen, und es kam zur „Lemgoer Revolte“. Der Glaubensstreit wurde erst 1617 mit dem Röhrentruper Rezess beendet.
Simons Bibliothek – 1597 umfasste sie rund 500, bis 1707 waren es ungefähr 3000 Bände – diente der höfischen Repräsentation, war aber auch die Sammlung eines Berufspolitikers und Diplomaten mit theologischen und historischen Werken sowie philosophisch-staatstheoretischer und rechtswissenschaftlicher Literatur, die später den Grundstock der Lippischen Landesbibliothek Detmold bildete, wo sie noch heute aufbewahrt wird.
Durch seine Urkunde vom 16. Dezember 1592 bestätigte Kaiser Rudolf II. der Grafschaft Lippe das Münzrecht:

„Wir Rudolph der Andere, von Gottes Gnaden erwählter Römischer Kaiser etc. bekennen öffentlich mit diesem Brief und thuen kund allermenniglich, dasß uns der Edel, unser und des Reichs liber getreuer Simon Graf und Herr zur Lipp, unterthäniglich zu erkennen geben und danebens unterschiedliche alte Münz und Münzstempel fürbringen lassen, welcher Gestalt seine Vordern, die Grafen zur Lipp, über alle Menschen Gedenken in possessione vel quas (= in Besitz) zu münzen gewesen und nach ihrem Abgang solche Freyhait auf ihne gefallen were und sich auch keines contradictios (= Widerrede) oder Verpots, so derhalben geschehen zu erinnern, sondern mit gewisser Kundschaft und Zeugnuß darthuen könnte, dass gefachte seine Voreltern allerley Münz-Sorten müssen lassen, eingenommen und ausgegeben, aus was derselben Gerechtigkeit an Bergwerken und sonsten anhengig über verwehnte Zeit des Rechtens präscribirt und hergebracht hätten und uns darauf demüthiglich angerufen und gebeten, daß wir als jetzt regierender Römischer Kaiser ihme solche Freyheit zu confirmiren und zu bestetten gnädiglich geruhten, daß haben wir angesehendein demüthig zimlich Bitt, auch die angenehmen, getreuen, nützlichen und ersprießlichen Dienste, so seine Voreltern Römischen Kaisern und Königen hochlöblicher Gedächnuß und dem Heiligen Reich und Er, uns in etlich ansehnlichen Legationibus und Commissionen viel jahrhero gehorsamlich erzeigt und noch weiters zu thun erpietig ist, auch wol thun mag und soll und darum mit wohlbedachtem Muet, guetem Rath und rechter Wissen, demselben Grafen Simon zur Lipp und seinen Erben und Nachkommen, Inhabern der Grafschaft Lipp, solche Freyheit gnediglich erneuert, confirmirt und bestettet, erneuern, confirmieren und bestetten, Ime die auch von Römischer Kaiserlicher Majt hiermit wissentlich in Krafft dieß Briefs und mainen Setzen und Wollen, daß ermelter Graf Simon zur Lipp und seine Erben und Nachkommen, Inhaber der Grafschaft Lipp fürdarhin, wann inen solches gelegen und gefellig, allerley Münzsorten klain und groß, in allermaßen solch unser und des Heiligen Reichs Münzedict und Ordnung zuläßt und andere ire benachbarte Stendt thuen, mit Umschriften, Bildnissen, Wappen und Gepreck auf beiden Seiten schlagen und münzen lassen und damit gebahren und handeln sollen und mögen, wie sich gepürt und inmaßen seine Voreltern auch gemünzt, sammt dene, was sy deren Gerechtigkeit an Bergwerken und sonsten anhengig und die Zeit über darzu gehörig prässcribiert und hergebracht haben, von allermenniglich unverhindert, doch sollen alle Münz, die er, Graf Simon zur Lipp oder seine Erben und Nachkommen, schlagen und münzen lassen werden, von Strich, Nadel, Gehalt, Korn, Gewicht und Gradt anderer unserer auch Churfürsten, Fürsten, Stett und Stende des Reichs Münz und unserer und des Reichs Ordnung gemäß und nit geringer sein, ob wir auch über kurz oder lang im Heiligen Reich der Münz halben einige Enderung und Ordnung füernehmen und machen würden. Dieselben soll offternannter Graf Simon zur Lipp und seine Erben und Nachkommen sich alsdann auch gemeß und gehorsam halten, insonderheit auch des Niederländischen Westphälischen Kreis erneuerten Reductionen und gemainen Ordnungen correspondiren und sich davon keineswegs entziehen noch absondern, doch uns und dem Heiligen Reich an unserer Obrigkeit und menniglich an seinen Rechten und Gerechtigkeiten, auch vorberührtem, unsern und des Heiligen Reichs publicirten und verpesserten Münzedikt, unvergriffen und unschedlich, und gepieten darauf allen und jeden Churfürsten, Fürsten, geistlichen und weltlichen Prelaten, Grafen, Freyen, Herren, Ritten, Knechten, Landvögten, Hauptleuten, Vögten, Pflegern, Verwesern, Amtleuten, Schulthaissen, Bürgermaistern, Richtern, Räthen, Bürgern, Gemeinden und sonst allen andern und des Reichs Unterthanen und Getreuen, was Wurde, Standts oder Wesens, die sein enrstlich und vestiglich mit diesem Brief und wollen, daß sie des vorgedachten Graf Simon zur Lipp und seiner Erben und Nachkommen Münz, so sie also münzen lassen werden, allenthalben wie andere ganghafftige Münz in ihrem Werth nehmen und handeln lassen und hiewider nit thuen, noch des jemands andern zu thun gestatten, in kain Weis, als wie lieb einem jeden sei unser und des Reichs schwere Ungnad und Straff und darzu ain peen,nemlich vierzig Mark löttiges Goldes zu vermeiden, die ein jeder so oft er freventlich hierwider thette, uns halb in unser und des Reichs Cammer und den anderen halben Thail offtgemeltem Grafen Simon zur Lipp und seinen Erben und Nachkommen unnachießig zu bezahlen verfallen sein solle. Mit Urkund dieß Brief gesiegelt und unserm Kaiserlichen anhangenden Insigl. Geben auf unserm Königlichen Schloß zu Prag, den sechszehnten Tag des Monats Decembris, nach Christi, unseres lieben Herrn und Seligmachers Geburt fünfzehnhundert und im zway und neunzigsten unserer Reiche, des Römischen im achzehnden, des Hungerischen im Ainundzwanzigsten und des Behemischen auch im achtzehendem Jahre.    gez. Rudolph“

| Jahresgehälter laut Lippischer Kammerordnung von 1610 | Jahresgehälter laut Lippischer Kammerordnung von 1610 |
| ----------------------------------------------------- | ----------------------------------------------------- |
| Beruf                                                 | Entgelt                                               |
| Lippischer Kanzler                                    | 450 Taler                                             |
| Hofrat                                                | 250 Taler                                             |
| Bürgerlicher Rat                                      | 100 Taler                                             |
| Lippischer Amtmann                                    | 50 Taler                                              |
| Kutscher, Hofschneider                                | 20 Taler                                              |
| Küchenjunge                                           | 6 Taler                                               |

Da Lippe über keine eigenen Silberminen verfügte, musste das Edelmetall teuer eingekauft werden. Der Schlagschatz musste darüber hinaus die Kosten für Gerätschaften, Löhne sowie die festgelegte Abgabe an den Landesherrn decken. Aufgrund der schwierigen Arbeitsverträge – die Münzmeister hatten erhebliche Risiken zu tragen – rechnete sich nur die Prägung minderwertiger Reichs- und Mariengroschen. Daneben wurden aber auch wenige Gosler und Dreier geprägt.
In der 50-jährigen Regierungszeit Simons wurden mindestens sechs Münzmeister angestellt: Peter Busch, Caspar Huxer, Henning Hansen, Engelbert Hausmann (alle in Detmold), Christoph Dyß (Blomberg) und Caspar Kohl (Blomberg). Sie alle verwendeten die Technik der Hammerprägung.
| Übersicht der Prägungen     | 1595 | 1598 | 1601 | 1602 | 1604 | 1605 | 1606 | 1607 | 1608 | 1609 | 1610 | 1611 | 1612 | 1613 | o. J. |
| Doppelter Reichstaler       |      |      |      |      |      |      |      |      |      |      |      |      | S    |      |       |
| 1 Taler                     | S    |      | S    |      | S    |      |      |      |      |      |      |      | S    |      |       |
| 1/24 Taler (Reichsgroschen) | S    |      |      |      |      |      |      | S    | S *  | S    | S    | S    | S    | S    | S     |
| 1/36 Taler (Mariengroschen) | S    | S    | S    |      |      | S *  | S    | S    | S *  |      |      |      |      |      |       |
| 1/96 Taler (Dreier)         | S    | S    | S    | S    |      |      |      |      | S    | S    | S *  |      |      |      |       |
| 1 Gosler                    |      |      |      |      |      |      |      |      |      |      |      |      |      |      | S     |
| 1 Schlüsselheller           |      |      |      |      |      |      |      |      |      |      |      |      |      |      | S     |

Erklärung: o. J. = ohne Jahreszahl, S = Silber; * = siehe Abbildung
| Nominal: 1 Mariengroschen                                                                           |                                                                   |
| | Münzstätte: Detmold; Münzmeister: Engelbert Hausmann              |
| Ausgabe: 1605; Auflage: ?                                                                           |                                                                   |
| Material: Silber; Durchmesser: ? mm; Gewicht: ? g                                                   |                                                                   |
| Vorderseite: Marienbild mit Jesuskind, umlaufend „MARIA MA - T DOM 1605“ (vollständige Jahreszahl)  |                                                                   |
| Rückseite: lippisches Wappen, vierfeldig; umlaufend „SIMON CO ET NO DOM I LIP“                      |                                                                   |
| Nominal: 1 Mariengroschen                                                                           |                                                                   |
| | Münzstätte: Detmold; Münzmeister: Engelbert Hausmann              |
| Ausgabe: 1605; Auflage: ?                                                                           |                                                                   |
| Material: Silber; Durchmesser: 19,8 mm; Gewicht: 1,32 g                                             |                                                                   |
| Vorderseite: Marienbild mit Jesuskind, umlaufend „MARIA MA - T DOM 605“ (unvollständige Jahreszahl) |                                                                   |
| Rückseite: lippisches Wappen, vierfeldig; umlaufend „SIMON CO ET NO DOM I LIP“                      |                                                                   |
| Nominal: 1/24 Taler (Reichsgroschen)                                                                |                                                                   |
| | Münzstätte: Detmold; Münzmeister: Engelbert Hausmann              |
| Ausgabe: 1608; Auflage: ?                                                                           |                                                                   |
| Material: Silber; Durchmesser: 20,3 mm; Gewicht: 1,56 g                                             |                                                                   |
| Vorderseite: Wappenschild der Grafschaft Lippe mit Decke und gekröntem Bügelhelm                    |                                                                   |
| Rückseite: „1608“ über und „24“ in Reichsapfel; umlaufend „RUDOL II D G R I S?“                     |                                                                   |
| Nominal: 1/96 Taler                                                                                 |                                                                   |
| | Münzstätte: Blomberg; Münzmeister: Christoph Dyß oder Caspar Kohl |
| Ausgabe: 1610; Auflage: ?                                                                           |                                                                   |
| Material: Silber; Durchmesser: 16,2 mm; Gewicht: 0,70 g                                             |                                                                   |
| Vorderseite: Rose / • S • C • E • N • DE • L                                                        |                                                                   |
| Rückseite: „1610“, beiderseits ein Kringel / darunter ein Reichsapfel, darin „96“                   |                                                                   |

### Simon VII. (1613 bis 1627)
Simon VII. (* 30. Dezember 1587 auf Schloss Brake bei Lemgo; † 26. März 1627 in Detmold) wurde zusammen mit seinem älteren Bruder Bernhard an der Hofschule zu Kassel unterrichtet. Nach Bernhards frühem Tod (1602) wurde er nach Brake heimgeholt und von seinem Vater systematisch in die Regierungsgeschäfte eingeführt. 1617 beendete Simon VII. den erbitterten Streit, die „Lemgoer Revolte“, seines verstorbenen Vaters Simon VI. mit der Stadt Lemgo im Röhrentruper Rezess.
| Kaufkraft des Lippischen Geldes in den Jahren 1617 und 1620 | Kaufkraft des Lippischen Geldes in den Jahren 1617 und 1620 | Kaufkraft des Lippischen Geldes in den Jahren 1617 und 1620 | Kaufkraft des Lippischen Geldes in den Jahren 1617 und 1620 |
| ----------------------------------------------------------- | ----------------------------------------------------------- | ----------------------------------------------------------- | ----------------------------------------------------------- |
| Artikel                                                     | Preis 1617                                                  | Artikel                                                     | Preis 1620                                                  |
| 1 Scheffel Weizen                                           | 30 Groschen                                                 | Ein Paar Schuhe                                             | 15 Groschen                                                 |
| 1 Scheffel Hafer                                            | 12 Groschen                                                 | Ein Paar Kinderschuhe                                       | 6 Groschen                                                  |
| 5 Pfund Brot                                                | 2½ Groschen                                                 | 1 Pfund Butter aus Friesland                                | 4½ Groschen                                                 |
| 1 fettes Schwein                                            | 126 Groschen                                                | 1 Pfund Lippische Butter                                    | 3½ Groschen                                                 |
| 1 mageres Schwein                                           | 40 Groschen                                                 | 1 Pfund Käse                                                | 2 Groschen                                                  |
| 1 Huhn                                                      | 1½ Groschen                                                 | Drei Heringe                                                | 1 Groschen                                                  |
| Münz- und Taxordnung von 1620                               |                                                             |                                                             |                                                             |
| Artikel                                                     | Preis                                                       | Artikel                                                     | Preis                                                       |
| Ein neu Hufeisen                                            | 2 Groschen 6 Pfennige                                       | Zimmeraxt                                                   | 21 Groschen                                                 |
| 100 Schuhnägel                                              | 1 Groschen 4 Pfennige                                       | Barte                                                       | 7 Groschen                                                  |

Im Dreißigjährigen Krieg (1618–1648) war Simon bemüht, sein kleines Land so weit wie möglich aus den Wirren des Krieges herauszuhalten, indem er sich neutral verhielt. Zu einer großen Belastung der Bevölkerung kam es allerdings in den Kriegszeiten durch die Einquartierungen und die damit verbundenen Verpflichtungen.

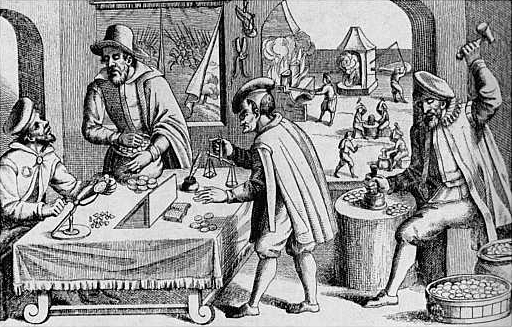
Der lautmalerische Doppelbegriff „Kipper und Wipper“ beruht auf dem „Wippen“ der Waagbalken und dem Aussortieren („Kippen“) der besseren Münzen, welche dann dem Geldumlauf entzogen wurden.

Gleichzeitig wurde seine Regierungszeit durch die Kipper- und Wipperzeit belastet: Der „kelingeldfluus“ war durch die Reichsmünzordnungen von 1559 und 1566 zu hoch angesetzt worden, so dass Münzstätten, die keinen Bergwerkszugang hatten, Pfennige und Groschen nur mit Verlusten prägen konnten. Die Münzstätten behalfen sich, indem sie die Feingehalte der Münzen immer weiter absenkten und somit der Gegenwert zum Taler immer höher stieg.
So kam es zum Beispiel ab Februar 1620 zu einer Fehde zwischen Lippe und dem Magistrat der Stadt Frankfurt: Der am Detmolder Hof tätige Hans Adam von Hammerstein reiste inoffiziell in die Mainmetropole um 17.000 geringwertige Taler in für Lippe gewinnbringendes kostbares Geld zu tauschen. Er wurde erwischt und das Geld beschlagnahmt. Trotz aller Bemühungen Simons, unter anderem zog er die Erzbischöfe von Mainz und Köln sowie Beamte des damals in Speyer untergebrachten Reichskammergerichts hinzu, zog sich der Prozess über zwei Jahre hin und endete mit der Androhung, dem lippischen Hause die Münzhoheit abzuerkennen.
| Übersicht der Prägungen           | 1614 | 1615 | 1616 | 1617 | 1618 | 1619 | 1620 | 1621 | 1622 | 1623 | o. J. |
| 1 Goldgulden                      |      | G    |      |      |      | G *  |      |      |      | G    |       |
| 0Abschlag davon                   |      | G    |      |      |      |      |      |      |      |      |       |
| 1 Taler                           | S    | S    | S    | S    | S    |      | S    |      |      | S    |       |
| Doppeltaler und Abschläge         | S    |      |      | S    | S(g) |      | S    |      |      |      |       |
| 12 Kreuzer                        |      |      |      |      |      | S    | S    |      |      |      |       |
| 1/21 Taler                        |      |      |      |      |      |      | S    | S    |      |      | S     |
| „1 Guter Schilling“ zu 12 Pfennig |      |      |      |      |      |      |      | S    |      |      |       |
| 12 Pfennig                        |      |      |      |      |      |      |      | S    |      |      |       |
| 1/24 Taler (= 1 Reichsgroschen)   | S    | S    | S *  | S    | S    | S    | S    |      | S    |      |       |
| 3 Kreuzer                         |      |      |      |      |      |      | S    | S    | S    |      |       |
| 1/36 Taler (= 1 Mariengroschen)   |      |      |      |      |      |      |      |      | S    |      |       |
| 3 Pfennig                         |      |      |      |      |      | K    |      |      |      |      | K     |
| 2 Pfennig                         |      |      |      |      |      |      | K    |      |      |      | K     |
| 1 Pfennig                         |      |      |      |      |      | K    | K    |      |      |      | K     |
| 1/2 Pfennig                       |      |      |      |      |      |      |      |      |      |      | K *   |

Erklärung: o. J. = ohne Jahreszahl, G = Gold, g = vergoldet, S = Silber, K = Kupfer; * = siehe Abbildung
| Nominal: 1 Goldgulden |                                                              |
| | Münzstätte: Detmold; Münzmeister: Melchior Kuttner           |
| Ausgabe: 1619 |                                                              |
| Material: Gold; Durchmesser: 22,6 mm; Gewicht: 3,07 g                                                                       |                                                              |
| Vorderseite: „SIMON COMES ET NOBI DOMINVS IN LIPPIA“ um Wappenschild der Grafschaft Lippe mit Decke und bekröntem Bügelhelm |                                                              |
| Rückseite: „MATTHIAS I ROM IMP SEMP AV 1619“ um gekrönten doppelköpfigen Reichsadler mit Reichsapfel                        |                                                              |
| Nominal: 1/24 Taler |                                                              |
| | Münzstätte: Blomberg; Münzmeister: Caspar oder Melchior Kohl |
| Ausgabe: 1616 |                                                              |
| Material: Silber; Durchmesser: ?; Gewicht: ?                                                                                |                                                              |
| Vorderseite: „1616“ über und „24“ in Reichsapfel; umlaufend „MATI * D * G * P * I * S * A“                                  |                                                              |
| Rückseite: heraldische Rose über und lippisches Wappen unter Helm; umlaufend „SIM ?? ???“                                   |                                                              |
| Nominal: 1/2 Pfennig |                                                              |
| | Münzstätte: Detmold; Münzmeister: Melchior Kuttner           |
| Ausgabe: 1622 oder 1623 |                                                              |
| Material: Kupfer; Durchmesser: ?; Gewicht: ?                                                                                |                                                              |
| Vorderseite: heraldische Rose, umgeben von je fünf Sternen und Punkten                                                      |                                                              |
| Rückseite: Wertzahl („1“ / „-“ / „2“) zwischen zwei Kronen und zwei Lilien                                                  |                                                              |

| Einige Stellen aus der Berechnung der Huldigungs-Kosten des Grafen Simons zur Lippe in der Stadt Lemgo vom Jahr 1621 (Auszug) | Einige Stellen aus der Berechnung der Huldigungs-Kosten des Grafen Simons zur Lippe in der Stadt Lemgo vom Jahr 1621 (Auszug) |
| --- | --- |
| Artikel | Preis |
| Für vier feiste Ochsen von Osnabrück gegeben                                                                                  | 106 rthl. 20½ gr. |
| Für Span-Ferken zum Gebrath gebraucht gegeben                                                                                 | 16½ rthl. |
| Für 1200 Eyer, 7 Eyer zum Groschen, gegeben                                                                                   | 4 rthl. 26½ gr. |
| Für einen frischen Lachs von Minden gegeben                                                                                   | 6½ rthl. |
| Für acht Scheffel Roggen, jedes Scheffel zu 23 gr., gegeben                                                                   | 5 rthl. 4 gr. |
| Für 3 Scheffel Weizen gegeben                                                                                                 | 3 rthl. 27 gr. |
| Für Minder und Hämelsch Bier gegeben                                                                                          | 130 rthl. 23 gr. |
| Für Lemgoisch Bier gegeben | 12 rthl. 19 gr. |
| Für Paderbornisch Bier gegeben                                                                                                | 38½ rthl. |

### Simon Ludwig (1627 bis 1636)
Noch nicht mündig war Simon Ludwig (* 14. März 1610 in Brake; † 8. August 1636 in Detmold an Pocken), als sein Vater 1627 starb, so dass sein Stiefgroßvater Graf Christian von Waldeck zu seinem Vormund bestimmt wurde. 1627 trat der junge Graf die standesübliche Kavalierstour an, die ihn nach Prag, Frankreich, England und in die Niederlande führte. Nach seiner Rückkehr 1631 wurde die vorzeitige Volljährigkeitserklärung beim Kaiser Ferdinand II. beantragt.
Unter den Einfluss seines Kanzlers Christoph Deichmann gab Simon Ludwig allmählich die vorsichtige neutrale Politik seines verstorbenen Vaters auf und näherte sich Schweden an. Das brachte ihn in Misskredit bei den Kaiserlichen. Aber auch von der Gegenpartei blieb die Grafschaft Lippe nicht verschont; die Schweden verlangten Proviantlieferungen wie die Kaiserlichen Kontributionen. Die gräfliche Familie bekam die Härte der Kriegslasten noch deutlicher und direkter zu spüren als nur durch unbequeme dienstliche Verpflichtungen, so wurden 1634 die Burg Schwalenberg und 1636 Schloss Varenholz überfallen und geplündert.
Während der Regierungszeit Simon Ludwigs wurden keine Münzen geprägt.

### Simon Philipp (1636 bis 1650)
Simon Philipp war, wie seine Brüder, noch im Kleinkindesalter, als sein Vater starb. Seine Mutter, Gräfin Katharina, strebte die Vormundschaft über ihre Söhne an, aber da sie mit 24 Jahren selbst noch nicht volljährig war, sollte ihr Vater, Graf Christian von Waldeck, als Vormund herangezogen werden. Doch da meldete Johann Bernhard, Bruder des verstorbenen Grafen, die Vormundschaft seiner Neffen und die Regentschaft im Lande an.
Aus Angst um das Leben ihrer Söhne setzte sich Gräfin Katharina mit den hessen-darmstädtischen Truppen, die zu der Zeit gerade in Lemgo und Rinteln lagen, in Verbindung, und 1638 entführte ein hessischer Hauptmann die jungen Prinzen und brachten sie nach Lemgo und Hameln („Prinzenraub“). Später wurden sie in die Obhut des Landgrafen Georg II. von Hessen-Darmstadt nach Marburg gegeben.
Zum Schutz vor dem Kriegsgeschehen wurden die Prinzen 1645 nach Gießen in Sicherheit gebracht. Dort gingen aber die Pocken um, woran 1646 die jüngeren Brüder von Simon Philipp starben. Darauf ließ seine Mutter Katharina ihren Sohn 1647 ein zweites Mal „entführen“. Über Umwege kehrte Graf Simon Philipp nach Detmold zurück.
Ab 1649 reiste Simon Philipp nach Paris, Grenoble, Rom, Mailand und Florenz. In Florenz erkrankte er an den Pocken und verstarb 1650 daran. Da er ohne Nachkommen starb, wurde sein Onkel, Johann Bernhard, rechtmäßiger Landesherr der Grafschaft Lippe.
| Übersicht der Prägungen         | o. J. ≤1638 | 1638 | 1639 | o. J. ≥1644 | ano- nym |
| 1 Goldgulden                    |             | G    |      |             |          |
| 2 Mariengroschen                |             | S    |      |             |          |
| 1/24 Taler (= 1 Reichsgroschen) |             | S    | S    |             |          |
| 6 Pfennig                       |             |      |      | K           | K        |
| 3 Pfennig                       | K           |      |      | K           | K        |
| 2 Pfennig                       | K           |      |      | K           | K        |
| 1 1/2 Pfennig                   |             |      |      |             | K *      |
| 1 Pfennig                       | K           |      |      | K           | K        |
| 1/2 Pfennig                     | K           |      |      |             | K        |

Erklärung: o. J. = ohne Jahreszahl, G = Gold, S = Silber, K = Kupfer; * = siehe Abbildung
| Nominal: 1 1/2 Pfennig                                                         |                                                                                       |
|                                                                                | Münzstätte: Detmold; Münzmeister: Michael Kuttner oder Münzdirektor Hans Georg Mörser |
| Ausgabe: 1636 bis 1650; Auflage: ?                                             |                                                                                       |
| Material: Kupfer; Durchmesser: ?; Gewicht: ?                                   |                                                                                       |
| Vorderseite: abwechselnd fünf große und fünf kleine Rosetten um „1 1/2“        |                                                                                       |
| Rückseite: abwechselnd fünf große und fünf kleine Rosetten um heraldische Rose |                                                                                       |

### Johann Bernhard (1650 bis 1652)
Johann Bernhard (* 1613; † 1652) war der zweitälteste Sohn von Graf Simon VII. zu Lippe und der Gräfin Anna Katharina von Nassau-Wiesbaden-Idstein. Nach dem Tode seines Neffen Graf Simon Philipp zur Lippe war er von 1650 bis 1652 Landesherr von Lippe-Detmold. Er starb kinderlos.
| Tagelöhne und Preise in Schieder um 1650 | Tagelöhne und Preise in Schieder um 1650 |
| ---------------------------------------- | ---------------------------------------- |
| Beruf                                    | Entgelt                                  |
| Handwerksmeister                         | 9 Groschen                               |
| Geselle                                  | 7 bis 8 Groschen                         |
| Kohlenbrenner                            | 5 Groschen, zzgl Kost                    |
| Hirtenjunge                              | 1 Groschen                               |
| Artikel                                  | Preis                                    |
| 1 Scheffel Weizen                        | 36 Groschen (= 1 Taler)                  |
| 1 Scheffel Hafer                         | 12 bis 24 Groschen                       |
| 1 Scheffel Salz                          | 14 Groschen                              |
| 1 Pferd                                  | 28 bis 36 Taler                          |
| 1 Kuh                                    | 7 bis 10 Taler                           |
| 1 Schwein                                | 1 Taler 4 Groschen                       |
| 1 Huhn                                   | 4½ Groschen                              |
| 1 Maß Wein                               | 7½ Groschen                              |
| 1 Pfund Butter                           | 4 Groschen                               |

### Hermann Adolf (1652 bis 1666)
Hermann Adolf (* 1616; † 1666) vollendete 1659 die Erweiterung der Burg zu Horn mit einem prächtigen Barockportal, über dem die Wappen seiner Familie und der seiner Frau angebracht sind. Durch Entsendung einer Kompanie Landsknechte beteiligte er sich 1663/1664 am vierten Österreichischen Türkenkrieg.
| Übersicht der Prägungen | 1658 |
| 3 Dukaten               | G    |
| 1 Taler                 | S *  |
| 1/2 Taler               | S    |
| 1/4 Taler               | S    |
| 4 Mariengroschen        | S    |
| 2 Mariengroschen        | S    |

Erklärung: G = Gold, S = Silber: * = siehe Abbildung
| Nominal: 1 Guldengroschen (= 1 Taler)                                                                                                   |                                                              |
| | Münzstätte: Detmold; Münzmeister: Christoph Henning Schlüter |
| Ausgabe: 1658; Auflage: ? |                                                              |
| Material: Silber; Durchmesser: 46,9 mm; Gewicht: 28,82 g                                                                                |                                                              |
| Vorderseite: Brustbild im Harnisch, umlaufend „HERMAN ADOLF GRAF V E HERR Z LIPP AO 1658“                                               |                                                              |
| Rückseite: Gekrönter Wappenschild der Grafschaft Lippe, umlaufend (in zwei Versionen belegt) „SPES CONFISA DEO NVNQVAM CONFVSA RECEDIT“ |                                                              |

### Simon Heinrich (1666 bis 1697)
Simon Heinrich zur Lippe-Detmold (* 13. März 1649 in Sternberg; † 2. Mai 1697 in Detmold) ließ in den Jahren 1683–1685 bei dem heutigen Augustdorf das dort durch seinen Vater 1657 erbaute Jagdhaus Lopshorn durch ein repräsentatives Jagdschloss mit symmetrisch um einen Ehrenhof angeordneten Nebengebäuden ersetzen.
| Übersicht der Prägungen           | 1671 | 1672 | 1673 | 1674 | 1681 | 1683 | 1685 | 1689 | 1692 | o. J. |
| 12 Dukaten                        |      | S    |      |      |      |      |      |      |      |       |
| 10 Dukaten                        |      | G    |      |      |      |      | G    |      |      |       |
| 9 Dukaten                         |      | S    |      |      |      |      |      |      |      |       |
| 8 Dukaten                         |      |      |      |      |      |      |      |      | G    |       |
| 6 Dukaten                         |      |      |      |      |      |      |      |      | G    |       |
| 4 Dukaten                         |      |      |      |      |      |      | G    |      |      |       |
| 3 Dukaten                         |      |      |      |      |      |      | G    |      | G    |       |
| 1 1/2 Dukaten                     |      |      |      |      |      |      |      |      | G    |       |
| 1 Dukat                           |      |      | G    |      |      |      | G    |      |      |       |
| 1 Doppeltaler                     |      | S    |      |      |      |      | S    |      |      |       |
| 1 Taler                           |      | S *  |      |      | S    |      | S    |      | S    |       |
| 24 Mariengroschen                 |      |      |      |      |      | S    |      |      |      |       |
| 1/3 Taler                         |      | S *  |      | S    |      |      |      |      |      |       |
| 1/4 Taler und Klippe              |      |      | S    |      |      |      | S    |      |      |       |
| 6 Mariengroschen = 1/6 Taler      | S    | S    |      |      |      |      |      |      |      |       |
| 4 Mariengroschen                  |      | S *  |      |      |      |      |      |      |      | S     |
| 2 Mariengroschen                  |      | S    |      |      |      |      |      |      |      |       |
| 1 Mariengroschen                  | S    | S *  | S    |      |      |      |      |      |      |       |
| 1/24 Taler                        |      |      |      |      |      |      | S    | S    |      |       |
| 1 Matthier                        |      | S    | S    |      |      | S    |      |      |      |       |
| 1 1/2 Pfennig                     |      |      |      |      |      |      |      |      |      | B     |
| 1 Pfennig = 1/6 Mariengroschen    |      |      |      |      |      |      |      |      |      | B *   |
| 1/2 Pfennig = 1/12 Mariengroschen |      |      |      |      |      |      |      |      |      | B     |
| 1/2 Pfennig                       |      |      |      |      |      |      |      |      |      | K     |

Erklärung: o. J. = ohne Jahreszahl, G = Gold, S = Silber, K = Kupfer, B = Billon; * = siehe Abbildung
| Nominal: 1 Pfennig (= 1/6 Mariengroschen) |
| |
| Ausgabe: 1666 |
| Material: ?; Durchmesser: ?; Gewicht: ? |
| Vorderseite: „6“ in Reichsapfel, umlaufend „LANDT * MUNTZE“                                                                                                 |
| Rückseite: heraldische Rose, umlaufend „* GREFLIGE * LIPP *“                                                                                                |
| Nominal: 1 Taler |
| |
| Ausgabe: 1672 |
| Material: Silber; Durchmesser: ?; Gewicht: ? |
| Vorderseite: „SIMON HEINRICH: C: & NOB: DOM: IN LIP.: *“ um nach rechts blickenden Kopf                                                                     |
| Rückseite: heraldische Rose über, „1672“ und „H“ neben sowie lippisches Wappen unter Helm, umlaufend „CLEMENTE DEO ET BONA CONSCIENTIA:“                    |
| Nominal: 1/3 Taler |
| |
| Ausgabe: 1672 |
| Material: Silber; Durchmesser: ?; Gewicht: ? |
| Vorderseite: zwischen zwei Rosetten eine „III“ / „EINEN“ / „REICHS“ / „THAL“ / zwischen zwei Rosetten ein „X“, umlaufend „* GR: LIPP: SILBER: MUNTZ * 1672“ |
| Rückseite: Rosette über und lippisches Wappen, vierfeldig, unter Helm; umlaufend „SIMON HEN. G. U. EDLER H. Z. LIPPE“                                       |
| Nominal: 6 Mariengroschen |
| |
| Ausgabe: 1672; Münzstätte Detmold; Münzmeister: Johann Hoffman                                                                                              |
| Material: Silber; Durchmesser: ?; Gewicht: ? |
| Vorderseite: |
| Rückseite: *VI* / MARIEN / GROSS / 1672 |
| Nominal: 4 Mariengroschen |
| |
| Ausgabe: 1672; Münzstätte Detmold; Münzmeister: Johann Hoffman                                                                                              |
| Material: Silber; Durchmesser: ?; Gewicht: ? |
| Vorderseite: |
| Rückseite: |
| Nominal: 1 Mariengroschen |
| |
| Ausgabe: 1672 |
| Material: Silber; Durchmesser: ?; Gewicht: ? |
| Vorderseite: „1“ / „MARI“ / „GROS“ / „1672“; umlaufend „* GR LIPP LANDT MUNTZ“                                                                              |
| Rückseite: von Zweigen umrandete heraldische Rose, darunter „36“                                                                                            |

### Friedrich Adolf (1697 bis 1718)
Friedrich Adolf (* 2. September 1667; † 18. Juli 1718) brach mit der Tradition seiner Vorgänger, seinen militärischen Verpflichtungen dem Reich gegenüber durch Zahlung von Subsidiengeldern nachzukommen und stellte eine eigene lippische Kompanie auf. Diese wurde zwischenzeitlich über das vom Reich geforderte Maß hinaus auf Bataillonsstärke ausgebaut. Während seiner Regierungszeit kam die Truppe jedoch nicht zum Einsatz.
| Übersicht der Prägungen                 | 1710 | 1711 | 1712 | 1713 | 1714 | 1715 | 1716 | 1717 | o. J. |
| Medaille zu 10 Dukaten                  |      |      | G    |      |      |      |      |      |       |
| 10 Dukaten                              |      |      |      |      |      | G    |      |      |       |
| 5 Dukaten                               |      | G    |      |      | G    | G0A) |      |      |       |
| 0Silber-Abschlag davon                  |      |      |      |      |      | S    |      |      |       |
| 1 Dukat                                 |      | G    | G    |      | G    | G    | G0A) |      | G     |
| 0Silber-Abschlag davon zu 1 1/2 Dukaten |      |      | S    |      |      |      |      |      |       |
| 0Silber-Abschlag davon zu 2/3 Taler     |      | S    |      |      |      |      |      |      |       |
| 0Silber-Abschlag davon                  |      |      | S    |      |      |      |      |      |       |
| 0Kupfer-Abschlag davon                  |      |      |      |      |      |      | K    |      |       |
| Medaille zu 1 Dukaten                   | G    |      |      |      |      |      |      |      | G     |
| 0Silber-Abschlag davon                  | S    |      |      |      |      |      |      |      |       |
| 0Gold-Abschlag von 1/48 Taler           | G    | G    |      |      |      |      |      |      |       |
| 1/4 Dukat                               |      |      |      |      | G    | G    |      |      |       |
| 0Klippe zu 1/4 Dukat                    |      |      |      |      |      | S    |      |      |       |
| 1 Taler                                 | S    |      | S    | S    |      |      | S    |      |       |
| 2/3 Taler                               | S    | S    | S    | S    | S    | S    | S    | S    |       |
| 0Kupfer-Abschlag davon                  |      |      |      |      | K    |      |      |      |       |
| 1/3 Taler                               |      |      | S    | S    | S    | S    | S    | S    |       |
| Klippe zu 1/4 Taler                     |      |      |      | S    |      |      |      |      |       |
| 0Kupfer-Abschlag davon                  |      |      |      | K    |      |      |      |      |       |
| 1/6 Taler                               |      |      | S    | S    | S    | S    |      |      |       |
| 1/12 Taler                              | S    | S    | S    | S    | S    | S    | S    | S    |       |
| 1 Mariengroschen                        | S    | S    | S    | S    | S    | S    | B    |      |       |
| 1/48 Taler                              | S    | S    | S    | S    | S    | S    |      |      | S     |
| Matthier                                | S    | S    | S    | S    | S    | S    |      |      |       |
| 3 Pfennig                               |      |      |      |      |      |      |      |      | K     |
| 2 Pfennig                               |      |      |      |      |      |      |      |      | K     |
| 1 1/2 Pfennig                           |      |      |      |      |      |      |      |      | K     |
| 1 Pfennig = 1/6 Mariengroschen          |      |      |      |      |      |      |      |      | V     |
| 1/2 Pfennig                             |      |      |      |      |      |      |      |      | K     |

Erklärung: o. J. = ohne Jahreszahl, G = Gold, S = Silber, K = Kupfer, B = Billon; V = verschiedene Metalle verwendet
0A) Anmerkung: Aus Anlass des 180-jährigen Jubiläums der Kreissparkasse Detmold (Lippische Spar- und Leihekasse) im Jahr 1966 wurden zwei lippische Dukaten in 986/000 Dukatengold neu geprägt und zum Verkauf angeboten. Es handelt sich um einen fünffachen Dukaten aus dem Jahr 1715 (Originalauflage = 2 Stück) und einen einfachen Dukaten aus dem Jahr 1716 (Originalauflage = 116 Stück).
| Nominal: 1 Spruchdukat |
| |
| Ausgabe: 1710, zum 43. Geburtstag des Grafen Friedrich Adolf; Münzmeister: Hans Lüder; Stempelschneider: vermutlich Ernst Brabant aus Hannover                                                                             |
| Material: Gold; Gewicht: 3,60 g |
| Vorderseite: Büste im Harnisch mit umgelegtem Mantel |
| Rückseite: * GOTT * / ERHALTE / DAS * HOCH / GRÄFFL * / LIP * HAUS / * 1710 * |
| Nominal: 1/2-Taler-Klippe |
| |
| Ausgabe: 1715; achteckig; Münzstätte Detmold; Abschlag von den Stempeln des 5-Dukaten-Stücks; vermutlich nur 40 Exemplare geprägt                                                                                          |
| Material: ?; Gewicht = ? g; Durchmesser = ? mm |
| Vorderseite: Brustbild im Harnisch mit Ordensband nach rechts, FRID * ADOLF * COM * & * N * D * LIPP * |
| Rückseite: zwei nach vorne schauende Löwen halten gekrönten lippischen Wappenschild |
| Nominal: 1/4 Taler-Klippe |
| |
| Ausgabe: 1713; Münzstätte Detmold; Münzmeister: Hans Lüder; Stempelschneider: Ernst Brabant aus Hannover |
| Material: Silber; Durchmesser: 24,4 mm; Gewicht: 7,15 g |
| Vorderseite: Büste im Harnisch mit Allongeperücke, Ordensschärpe und Mantel; „B“ / FRID ADOLP * COM ET N D LIPP |
| Rückseite: * HEUT * / * SIND * ES * / SECHS * UND / VIRTZIG * IAHR / DA * DIESER * HERR / GEBOREN * WAHR / GOTT * LASS * IHN * DOP / PELT * SOLCHE * ZAHL / IN * SEGEN * LEBEN * / ÜBERALL / ANNO * 1713 * / D 12 * SEPT * |
| Nominal: 1 Taler |
| |
| Ausgabe: 1713; Münzmeister: Hans Lüders; Stempelschneider: Tobias Brabandt |
| Material: ?; Gewicht = ? g; Durchmesser = ? mm |
| Vorderseite: Drapiertes und geharnischtes Brustbild mit Ordensschärpe nach rechts, unten Stempelschneiderinitiale |
| Rückseite: Unter Fürstenkrone vierfeldiges Wappen mit aufgelegtem Mittelschild umgeben von der Kette des Schwarzen Adlerordens                                                                                             |
| Nominal: 1/12 Reichstaler |
| |
| Ausgabe: 1713; Münzstätte Detmold; Münzmeister: Hans Lüders |
| Material: Silber; Durchmesser: 23,6 mm: Gewicht: 3,26 g |
| Vorderseite: gekrönter, französischer Wappenschild der Grafschaft Lippe |
| Rückseite: * 12 * / EINEN REICHS / THALER / 1713 / HL |
| Nominal: 2 Pfennig |
| |
| Ausgabe: 1715 bis 1717; Münzstätte Detmold; Münzmeister: Hans oder Ludolf Heinrich Lüders |
| Material: Kupfer; Durchmesser: 18,7 mm; Gewicht: 1,45 g |
| Vorderseite: Wertzeichen „II“ in Kreis, umlaufend je vier Rosetten und Helme (?) |
| Rückseite: Rose mit Kelchblättern, umlaufend „G LIPP L MVNTZ *“ |
| Nominal: 1 1/2 Pfennig |
| |
| Ausgabe: 1716 bis 1717; Münzstätte Detmold; Münzmeister: Hans oder Ludolf Heinrich Lüders |
| Material: Kupfer; Durchmesser: 16,9 mm; Gewicht: 0,92 g |
| Vorderseite: Wertzeichen „1 ½“ von abwechselnd sechs großen und sechs kleinen Rosen umrandet |
| Rückseite: heraldische Rose von abwechselnd fünf großen und fünf kleinen Rosen umrandet |
| Nominal: 1 Pfennig |
| |
| Ausgabe: 1716 bis 1717; Münzstätte Detmold; Münzmeister: Hans oder Ludolf Heinrich Lüders |
| Material: ?; Durchmesser: 15,3 mm; Gewicht: 0,78 g |
| Vorderseite: |
| Rückseite: |
| Nominal: 1/2 Pfennig |
| |
| Ausgabe: 1715 bis 1716; Münzstätte Detmold; Münzmeister: Hans oder Ludolf Heinrich Lüders |
| Material: Kupfer; Durchmesser: 15,7 mm; Gewicht: 0,89 g |
| Vorderseite: |
| Rückseite: |

### Simon Heinrich Adolf (1718 bis 1734)
Simon Heinrich Adolf (* 25. Januar 1694; † 12. Oktober 1734) ist dadurch bekannt geworden, dass er im Jahre 1720 von Kaiser Karl VI. in den Reichsfürstenstand erhoben werden sollte, dies aber nicht ausgeführt werden konnte, weil es ihm nicht möglich war, die dazu nötigen Kosten von 4400 Reichstalern zu beschaffen. Eine chronische Geldnot nötigte ihn 1725, die verschuldeten holländischen Herrschaft Vianen und Ameide zu verkaufen und die Burg Sternberg 1733 an Hannover zu verpfänden. Außerdem verwendete Simon Heinrich Adolf ungemeine Sorgfalt auf die Wohlfahrt seines Landes, förderte kräftig Religion, Sitte, Gerechtigkeit und den Wohlstand aller seiner Untertanen.
| Übersicht der Prägungen | 1718 | 1719 | 1720 | 1722 | 1724 | 1726 | 1727 |
| 1 Dukat                 | G    | G    |      |      |      |      |      |
| 1 Taler                 |      | S    |      |      |      |      |      |
| 2/3 Taler               |      | S    |      | S    |      | S    |      |
| 0Kupferabschlag davon   |      |      |      | K    |      |      |      |
| 1/2 Taler-Klippe        |      |      |      |      |      |      | S    |
| 0Goldabschlag davon     |      |      |      |      |      |      | G    |
| 0Kupferabschlag davon   |      |      |      |      |      |      | K    |
| 1/3 Taler               |      | S    |      |      |      |      |      |
| 1/6 Taler               |      |      | S    |      |      |      |      |
| 1/12 Taler              |      |      | S    |      |      |      | S    |
| 1 Mariengroschen        |      |      |      | S    |      |      |      |
| 1 Matthier              |      |      |      | S    |      |      |      |
| 1 Pfennig               |      |      | K    |      |      |      |      |
| 1/2 Pfennig             |      |      |      |      | K    |      |      |

Erklärung: G = Gold, S = Silber, K = Kupfer
| Nominal: 2/3 Taler (Gulden) |
| |
| Ausgabe: 1719; Münzstätte Detmold; Münzmeister: Ludolph Henrich Lüders |
| Material: Silber; ø Durchmesser: 37,7 mm; ø Gewicht: 16,74 g |
| Vorderseite: nach rechts blickender Kopf, umlaufend „SIMON * HENRICH * ADOLF * M * C * ET * M * D * LIPP“ |
| Rückseite: „2/3“ und „1719“ unter sowie fünf Helme über lippischen Wappen; umlaufend „SUPR * D * TIAN * ET * A * MEID * BURG * H * ULTR *“ |
| Nominal: 1/6 Taler |
| |
| Ausgabe: 1720 |
| Material: Silber; Durchmesser: ?; Gewicht: ? |
| Vorderseite: zwischen zwei Rosetten eine „VI“ / „EINEN REICHS“ / „THALER“ / Rosette / „L H L“, umlaufend „NACH DEM LEIPZIGER FVS 1720“ |
| Rückseite: nach rechts blickender Kopf, umlaufend ‚Rosette‘ „SIM: HENR: ADOLPH COM. & N D LIPP S D V & AM:“ |
| Nominal: 1/2 Taler-Klippe |
| |
| Ausgabe: 1727, zum 33. Geburtstag des Simon Heinrich Adolf; achteckig; Münzstätte Detmold; Münzmeister: Ludolph Henrichs Lüders |
| Material: Silber; ø Durchmesser: 32,6 mm; ø Gewicht: 14,5 g |
| Vorderseite: „SIM HENR ADOLP COM & NOBDOM LIPP“ um nach rechts blickenden Kopf des Simon Heinrich Adolf; darunter die Jahreszahl „XXXIII A.D. ANNO“ / „COMPLETO“                                                                                  |
| Rückseite: „ZU DREY“ / „UNDDREYSSIG“ / „IAHRN. GIB GOTT“ / „NOCH VIELE ZU.“ / „DEM HERREN GLUCK“ / „UND HEYL DEM LANDE“ / „FRIED UND RUH.“ / „ANNO 1727 4 FEB“ / „DIENATALI.“; darum umlaufend „* GOTT ERHALTE DAS HOCHGRAEFLICHE LIPPISCHE HAUS“ |

### Simon August (1734 bis 1782)
Bis 1747 regierte Simon August unter Vormundschaft seiner Mutter Johanna Wilhelmine, Tochter des Fürsten Georg August von Nassau-Idstein. Unter dem Einfluss der Aufklärung erließ er eine neue Haushalt-, Sozial- und Rechtsordnung und führte 1749 in Lippe zusammen mit Adolf von Hillensberg den Haushaltsplan ein, um nicht mehr auszugeben, als an Einnahmen zur Verfügung steht. Die Sparkasse Detmold und die Landesbrandversicherungsanstalt führen sich auf erste Gründungen von ihm zurück. Er erwarb die Saline Salzuflen und baute Meinberg zum Heilbad aus.
In die Regierungszeit Simon Augusts fiel 1753 die Einführung des Konventionsfußes. Danach hatte das Fürstentum Lippe als Währung den Taler: 1 Taler = 36 Mariengroschen = 288 Pfennig = 576 Heller.
| Lebensmittelpreise bei Kaufmann Schulz in Lemgo (1767) | Lebensmittelpreise bei Kaufmann Schulz in Lemgo (1767) | Preise der Schuhmacher in Detmold (1770)   | Preise der Schuhmacher in Detmold (1770) |
| ------------------------------------------------------ | ------------------------------------------------------ | ------------------------------------------ | ---------------------------------------- |
| Artikel                                                | Preis                                                  | Artikel                                    | Preis                                    |
| 1 Stück Limburger Käse                                 | 6 gr                                                   | 1 Paar volständige Stiefel von Engl. Leder | 6 rthl.                                  |
| 1 frische Zitrone                                      | 2 gr                                                   | 1 paar dito von hiesigem Kalbleder         | 4 rthl.                                  |
| 1 Pfund Spelzmehl                                      | 4 gr                                                   | 1 paar Frauenschuh von Kalbleder           | 30 gr                                    |
| 1 Pfund Griesmehl                                      | 4 gr                                                   | 1 paar Mannspantoffeln mit Hakken          | 1 rthl.                                  |

| Detmolder Fleisch- und Brot-Taxe | Detmolder Fleisch- und Brot-Taxe | Detmolder Fleisch- und Brot-Taxe | Detmolder Fleisch- und Brot-Taxe | Detmolder Fleisch- und Brot-Taxe |
| -------------------------------- | -------------------------------- | -------------------------------- | -------------------------------- | -------------------------------- |
| Artikel                          | 1767                             | 1768                             | 1770                             | 1771                             |
| 1 Pfund Kalbfleisch              | 1 gr                             | 2 gr                             |                                  | 2 gr                             |
| 1 Pfund Rindfleisch              | 2 mgr 2 pf                       | 2 gr 2 pf                        |                                  | 1½…2 gr                          |
| 1 Pfund Schweinefleisch          | 02 gr 3 pf                       | 2 gr 2 pf                        |                                  | 2⅓…2½ gr                         |
| 1 Scheffel Weizen                | 01 rthl. 18 gr                   | 1 rthl. 27…30 gr                 | 1 rthl. 12 gr                    | 1 rthl. 30…32 gr                 |
| 1 Scheffel Roggen                | 1 rthl.                          | 034 gr…1 rthl.                   | 30 gr                            | 1 rthl. 9…12 gr                  |

Landesherrliche Verordnungen wegen der auswärtigen Silbermünzen

„Von Gottes Gnaden, Wir Simon August, Regierender Graf und edler Herr zur Lippe, Souverain von Vianen und Ameyden, Erb-Burg-Graf zu Uetrecht. Ob wir gleich durch Unsere Rentkammer per Circularia vom 20ten April 1768. und 26ten Januar 1769. verordnen lassen, daß in Unseren Cassen keine andere, als die in Unserer Münze geprägte Silbermünzen, angenommen werden sollen; so haben wir jedoch misfälligst wahrnehmen müssen, daß sowol unsere Unterthanen sich dem zuwieder eine zeither auswärtiger Silbermünze zu Abführung ihrer Praestandorum bedienet, als auch, daß die Rendanten solche verbotswiedrig angenommen und unter dem in Unserer Münze geprägten Gelde, an die publique Cassen eingesendet haben. Wie wir nun diese Unordnung ein für allemal abgestellet wissen wollen; so befehlen wir hiermit nochmals so gnädig als ernstlich, daß unsere Unterthanen so wenig die Abgaben  in auswärtigen Silbermünzen abtragen, als die Rendanten bei Strafe von 10 Gfl. auf jeden Contraventionsfal, solche dazu annehmen sollen, wobei mir jedoch unsern Unterthanen frei lassen, im Handel und Wandel aller, nach dem Conventionsfus ausgeprägter Münzsorten zu 3 Mgr. und darüber sich zu bedienen. Da hingegen seit einiger Zeit viele geringhaltige Scheidemünzen durch gewinsüchtige Leute eingebracht worden sind, ob wir gleich deren eine zureichende Summe in gehöriger Güte in unser Münze selbst ausprägen lassen; so verbieten wir hiermit bei Confiseationsstrafe von dem 1ten instehenden Monats Junius an, keine auswärtige Scheidemünze, worunter 1/12, 1/24, 1/36, 1/48, 3 pf., 2 pf., 1 pf. Stücke begriffen werden, überhaupt in unserm Lande auszugeben oder anzunehmen. Damit nun diese Verordnung, welche wir genau befolget wissen wollen, zu jedermans Wissenschaft gelangen möge; so befehlen wir hierdurch, daß solche abgebrukket, von den Kanzeln gelesen, und an öffentlichen Orten angeschlagen werde. – Geben Detmold den 19ten April 1770. (L.S.) Simon August, R. Graf und Edler Herr zur Lippe.“

„Von Gottes Gnaden, Wir Simon August, Regierender Graf und edler Herr zur Lippe, Souverain von Vianen und Ameyden, Erb-Burg-Graf zu Uetrecht u. Ritter des Hessischen goldenen Löwen-Ordens. Es ist zwar in unseren Landesherrlichen Verordnungen vom 2ten Jenner 1764 und 25ten Februar 1768 alle auswärtige Kupfermünze und in denen vom 19ten April 1770 und 19ten November 1772 alle auswärtige Silber-Scheidemünze unter Conventionsmäßigen 3 Mariengroschen Stücken, wie nicht weniger in der Verordnung vom 7ten October 1767 die alte nicht nach dem Conventions-Fuß ausgeprägte, durch langen Gebrauch abgenutzte und wol gar ausgewippete 6 und 3 Mariengroschen Stücke in unserem Lande ferner auszugeben und anzunehmen, bey Confiskations und anderer nachdrücklicher Strafe verbotten, uns aber dennoch vorgetragen worden, daß dem zuwider jetzo aufs neue solche verrufene Münzsorten von gewinnsüchtigen ins Land, und den Handel und Wandel im Gang gebracht, dagegen aber unsre und besonders die in zureichender Menge und kenventionsmäßiger Güte ausgeprägte Silber-Scheidemünzen zurückgehalten werden.
Zu Abwendung des, daraus fürs gemeine Wesen entstehenden empfindlichen Schadens wollen wir also hierdurch vorgedachte Landesherrliche Verordnungen dahin erneuern, daß nach Publikation dieses keine ausländische Kupfermünze überhaupt, und auswärtige Silber-Scheidemünze nicht unter 3 Mariengroschen Stücken, also keine 1/18, 1/24, 1/36, 1/48, 3 Pf. 2 Pf. Stücke, und auch gar keine alte, nicht Conventionsmäßig ausgeprägte 6 und 3 Mariengroschen Stücke weder den unsren und anderen Kassen, noch auch im gemeinen Handel und Wandel weiter angenommen und ausgegeben, und daß derjenige, welcher dawider handelt, er sey Annehmer oder Ausgeber, mit Confiskation des Geldes und nach Befinden mit 5 und mehreren Goldgulden, derjenige aber, welcher sogar aus wucherlicher Absicht solche verbottene Münzen in unser Land bringet, nebst dessen Confiskation mit 100 Goldgulden, oder falls er zu deren Bezahlung unvermögend wäre, mit 3 monatlicher Zuchthaus Strafe bestrafet werden solle.
Drosten und Beamten auf dem Lande, wie auch Magisträten und Richtern in denen Städten, befehlen Wir also auf die genaue Befolgung dieser Verordnung zu achten, und soll sie, damit niemand seine Unwissenheit dagegen verschützen kann, von denen Kanzeln bekannt gemacht, und sonst an gewöhnlichen Orten angeschlagen werden. – Gegeben in unsrer Residenz Detmold den 17ten November 1774. (L.S.) Simon August, R. Graf und Edler Herr zur Lippe.“

„Durch das Landerherrl. Edict vom 17ten November 1774 und durch die darinne angegebene Verordnungen ist zwar schon verordnet, daß überhaupt keine Silber-Scheide-Münze unter 3 mgr Stücken, also keine 1/12, 1/24, 1/36, 1/48, 3 pf. und 2 pf. Stücke und auch gar keine alte nicht Conventionsmäßig ausgeprägte 6 und 3 mgr. Stücke weder bei den Cassen noch auch im gemeinen Handel bey Vermeidung der bestimmten Strafe weiter angenommen und ausgegeben werden sollen; es lassen sich aber nichts destoweniger dergleichen verrufenen Münzsorten jetzt häufig wieder sehen, und es wird deren Einbringen in hiesige Grafschaft noch mehr überhand nehmen, weil solche in den benachbarten Landen abgewürdigt sind. Die Aemter und Städte haben daher, daß jene Verordnungen, wie hiermit geschiehet, erneuert worden, gehörig bekannt machen und auf die Contravenienten genau achten zu lassen.
Detmold den 30 Merz 1779.  –  Aus  Gräfl. Lipp. Regierung daselbst.“

„Da unter den auswärtigen Scheidemünzen, die seit einiger Zeit häufig ins Land gebracht werden, sich solche einschleichen können, welche nicht nach dem Conventionsmünzfuß ausgepräget sind; so haben Drost und Beamte auf dem Lande, wie auch Magisträte und Richter in den Städten die Unterthanen für das, durch vorige Verordnungen ohnehin verbottene Annehmen und Ausgeben der auswärtigen Scheidemünze zu warnen, und auf die Befolgung jener Verordnungen genauer, wie bisher geschehen ist, zu achten. Detmold den 6ten Jun. 1780. – Gräfl. Lipp. Regierung daselbst.“

| Übersicht der Prägungen | 1763  | 1764 | 1765 | 1766 | 1767 | 1768 | 1769 | 1770 | 1772 |
| 1 Dukat                 |       |      | G    |      | G    |      | G    |      |      |
| 1 Taler                 |       |      |      |      | S    |      |      |      |      |
| 2/3 Taler               |       |      | S    |      |      |      | S    |      |      |
| 1/3 Taler               |       |      |      |      |      |      |      |      | S    |
| 1/6 Taler               |       |      | S    | S    |      |      |      | S    |      |
| 4 Mariengroschen        |       |      |      | S    |      |      |      |      |      |
| 1/12 Taler              |       | S    | S    | S    |      | S    | S    |      |      |
| 1/24 Taler              |       | S    |      |      |      |      |      |      |      |
| 1 Mariengroschen        |       | S    |      | S    |      | S    | S    | S    |      |
| 1/48 Taler              |       | S    |      |      |      |      |      |      |      |
| 1 Matthier              | S     |      |      | S    |      | S    | S    |      |      |
| 2 Pfennig               | K     |      |      | S    |      |      | S    |      |      |
| 1 Pfennig               | S / K |      |      |      | K    | K    |      |      |      |
| 1/2 Pfennig             | K     |      |      |      |      |      |      |      |      |
| 1 Heller                |       |      |      |      | K    | K    |      |      |      |
| 0Silberabschlag davon   |       |      |      |      |      | S    |      |      |      |

Erklärung: G = Gold, S = Silber, K = Kupfer
Keine Batzen und Kreuzer

„Detmold – Den 5. Jan. 1750 werden die ganzen und halben Bazen, auch zwölf Kreuzer Stükke gänzlich verrufen, und Drost und Beamte, desgleichen Richter und Magisträte angewiesen, den Unterthanen bekant zu machen, sich dieser Münze bei Strafe der Confiscation im Handel und Wandel nicht zu bedienen.“

„Falschgeld“ (1)

„Detmold – Da sich seit kurzem ein falsches, nach hiesigem Gepräge aus Zin und Messing gegossenes daran kenbares 3 mgr. Stück gefunden, daß die Prägung sehr undeutlich, der Rand mit einer Feile grob ausgefeilet, und dasselbe zwischen den Fingern sehr glat anzufühlen ist; so wird nicht allein jederman für diesem Nachschlage gewarnet, spndern auch damit der Tähter zur gebührenden Strafe gezogen werden könne, demjenigen, welcher solchen entdekten und angeben wird, bei der verlangten Verschweigung seines Namens eine Belohnung von 50 rthl. versprochen. Detmold den 19ten November 1772. Gräfl. Lipp. Regierungs-Canzlei daselbst.“

„Falschgeld“ (2)

„Detmold – Man hat bemerket, daß seit einiger Zeit auswärtige, unter dem Wehrte des Conventions Fußes ausgeprägte 1/48 und 1/24 hier im Lande häufig ein- und in Tours gebracht worden. Damit nun das Publicum durch dergleichen geringhaltige Münzen nicht gefährdet, und dagegen die hiesige bessere Scheidemünze ausgeführet werde: so wird hierdurch Namens Illustrissmi Regentis Hochgräfl. Gnaden verordnet, daß keine auswärtige Münzen unter 3 mgr. also keine auswärtig geprägte 1/18, 1/24, 1/36, 1/48, 1/72, in den öffentlichen Cassen angenommen, auch sonst niemand solche in Zahlung anzunehmen gehalten seyn solle, anbei einem jeden deren Einbringung bei wilkührlicher mit der Summe des eingebrachten angemessenen Strafe nachdrüklich untersaget, und ist dies zur algmeinen Befolgung gehörig bekant zu machen. Detmold den 19. November 1772. Gräfl. Lipp. Regierungs-Canzlei daselbst.“

„Falschgeld“ (3)

„Detmold – Dem Publikum wird zur Warnung hierdurch bekannt gemacht, daß man sowohl nachgeschlagene falsche Sächsische Species Thaler, als der gleichen Zellische vier mgr. in Tours entdeckt habe. Beide sind mit einem Stempel gemünzt, die Thale sind von dem Jahre 1773 und durch ihre schlechte Präge seht kenntlich, da weder Wappen, noch Brustbild, noch die Buchstaben gehörig geformet oder ausgedrücket sind. Die vier Mariengroschen aber sind von 1624. von übersilbertem Messing und schlechter Prägung, und machen sich besonders dadurch kenntlich, daß statt der sonstigen Umschrift: von feinem Silber, auf diesen stehet, von feinem Silbe. Detmold den 25ten Oct. 1775. Aus Gräfl. Lippischer Regierung.“

| Nominal: 1 Dukat |
| |
| Ausgabe: 1769, zur Hochzeit mit Prinzessin Casimire von Anhalt-Dessau am 9. November; Münzstätte: Detmold (?); Münzmeister: wahrscheinlich Daniel Stümer                            |
| Material: Gold; Durchmesser: 20,4 mm; Gewicht: 3,48 g |
| Vorderseite: SIM:AUG:COM:LIPP:&CASIM:PRINC:ANH um Büsten des Brautpaares |
| Rückseite: Spruchband FELICITAS PUBLICA / zwei ineinander gelegte Hände / 9. NOV: 1769                                                                                              |
| Nominal: 1 Matthier |
| |
| Ausgabe: 1766 |
| Material: ?; Durchmesser: ?; Gewicht: ? |
| Vorderseite: zwischen zwei Rosetten eine „I“ / „MATT.“ / „1766“ / „B 3“ (?) |
| Rückseite: heraldische Rose, umlaufend acht Rosetten |
| Nominal: 1 Konventionstaler |
| |
| Ausgabe: 1767, zum 40. Geburtstag des Simon August am 12. Juni 1767; Münzmeister: Johann Conrad Bandel; Wardein: Daniel Stümer                                                      |
| Material: Silber; Durchmesser: 41,3 mm; Gewicht: 28,01 g |
| Vorderseite: nach rechts blickender Kopf; umlaufend „SIMON AUGUST COM. * OB. D. LIPP. S. D.V. & ??HVLTR.“                                                                           |
| Rückseite: „QUEM“ / „QUADRAGESIES ET“ / „SEMEL PATRIAE“ / „NATUM ESSE“ / „GP ATULAMUR“ / „d: XII Jun.“ / „MDCCLXVII“                                                                |
| Anmerkung: Dieser lippische Taler ist der einzige jemals nach dem Konventionsfuß geprägte lippische Taler; da aber die Wertangabe fehlt, entspricht er nicht ganz den Vorschriften! |
| Nominal: 1 Heller |
| |
| Ausgabe: 1767 |
| Material: ?; Durchmesser: ?; Gewicht: ? |
| Vorderseite: zwischen zwei Rosetten eine „I“ / „HELLER“ / „GR. LIPP.“ / „SCHEIDE“ / „MUNTZ“ / „1767“                                                                                |
| Rückseite: heraldische Rose |
| Nominal: 1 Heller |
| |
| Ausgabe: 1768 |
| Material: Kupfer; Durchmesser: ?; Gewicht: ? |
| Vorderseite: zwischen zwei Rosetten eine „I“ / „HELLER“ / „GR. LIPP.“ / „SCHEIDE“ / „MUNTZ“ / „1768“                                                                                |
| Rückseite: heraldische Rose |
| Nominal: 1 Matthier |
| |
| Ausgabe: 1769 |
| Material: ?; Durchmesser: ?; Gewicht: ? |
| Vorderseite: zwischen zwei Rosetten eine „I“ / „MATT.“ / „1769“ / „B 3“ (?); umlaufend „* GR: LIPP: LAND MUNTZ“                                                                     |
| Rückseite: „AS“ in heraldischer Rose, umlaufend „* COM & N D LIPP S: D: V & A“ |
| Nominal: 1/3 Taler |
| |
| Ausgabe: 1772 |
| Material: Silber; Durchmesser: ?; Gewicht: 7,73 g |
| Vorderseite: „3“ / „EINEN“ / „THALER“ / „1772“ / „--------“ / „H D S“ / „IUSTIRE“, umlaufend „40 : ST ** EINE FEINE MARCK“ und Rosette                                              |
| Rückseite: lippisches Wappen, vierfeldig, unter Krone; umlaufend „SIM. AUG. COM. & N. D. LIPP. S. D. V. & A.“                                                                       |
| Nominal: 4 Pfennig |
| |
| Ausgabe: 1784 |
| Material: ?; Durchmesser: ?; Gewicht: ? |
| Vorderseite: zwischenzwei Rosetten eine „4“ / „PFEN“ / „NING“ / „1784“ / „D + S“ |
| Rückseite: „L M * G L“ um heraldische Rose |

### Ludwig Heinrich Adolph (1782 bis 1789), Regent für Leopold I.
Am 13. März 1786 errichtete Graf Henrich Adolph zur Lippe für die Gräflich-Lippische Leihekasse zu Detmold die erste Leihekasse-Verordnung. Damit war der Grundstein gelegt. Ab dem 1. Mai waren die Kassen geöffnet, um Spargroschen sicher zu verwahren und den Bürgern kleinere Darlehen zu geben. Aus den alten Rechnungsbüchern geht hervor, dass Ende des Jahres 1786 bereits Spareinlagen in Höhe von 26.432 Reichstalern angesammelt und fast in gleicher Höhe Kredite ausgelegt worden waren.
Regierungs-Verordnung „Wegen der ausländischen Kupfer- und Silber-Scheidmünzen; wie auch wegen einiger falschen Münzen.“

„Es ist zwar die ausländische Kupfer- und Scheidemünze durch mehrere Landesherrl. Verordnungen; und zwar zulezt noch unter den 17ten Novbr. 1774. verbothen worden. Da aber einländische Pfenninge und Heller hinlänglich vorhanden sind, und Mariengroschen, 4, 3, und 2 Pfennigstücke, jetzt geprägt werden; so wird hierdurch das Verbot aller ausländischen Kupfer- und eben genannten Silberscheidmünzen nochmals, und zwar von Neujahr des k. J. an dergestalt erneuert, daß derjenige, welcher solche Münzen demnächst annimmt oder ausgiebt, mit Confiscation des Geldes und nach Befinden mit 5. und mehreren Goldgulden bestraft werden solle. Dagegen steht es jederman frei, die ausländischen Kupfer- und Silberscheidemünzen an die hiesige Münze nach dem Gewicht, gegen dessen Vergütung abzuliefern. Da auch verschiedene falsche Münzen gegenwärtig im Cours sind, so wird das Publicum namentlich für folgende Sorten gewarnet:
1) Lippische Mariengroschen von Kupfer, mit der Umschrift: Nach dem Leipziger Fus, vom Jahr 1780. ohngeachtet seit 1772 hier nicht gemünzet worden. Das Gepräge ist schlecht, und der hohe Namenszug nicht so stark ausgedrückt, wie auf den ächten Mariengroschen.
2) Hessische neun Mariengroschen, ganz von Messing, sehr matt, mit schlechten Buchstaben und größer, wie die ächten 9 Mgr. Stücke, gepräget; der Löwe ist schlecht, die Jahreszahl ist 1771. Wenn man sie auf Sand scheuert, so werden sie gelb.
3) Auch giebt es falsche Hessische gegossene 9 Mgr. Stücke; diese sind von schlechter Composition, unförmlich klein und dick; der Rand ist sehr grob und schlecht, die Jahreszahl, wie es scheint, 1764.
4) Hessische 4½ Mgr. Stücke von 1767. mit dem Löwen.
5) Hessische 2 Albus Stücke von 1781. mit F.L.
6) Hessische 1 Ggr. von 1769. mit dem Löwen; alle drei Stücke sind von hartem Metal gegossen, sie brechen im Biegen, und sind glätter, wie die ächten.
7) Braunschweigische 6 Mgr. Stücke von 1768. von hartem Metal gegossen, sind im Angreifen gelinde, brechen leicht, und lassen sich mit keinem Messer schneiden.
Es gibt auch hiesige gegossene 3 Groschen Stücke , und außerdem noch mehrere falsche Münzsorten, zu deren Vertilgung hierdurch verordnet wird, daß jeder, welchem ein solches Stück zu Händen kömmt, es an das Amt oder den Magistrat zur weiteren Untersuchung, durch wem solches zuerst in Cours gebracht, abliefere; widrigenfals, wenn er die falsche Münze weiter ausgiebt, solches mit wilkürlicher Geld- und Leibesstrafe gahndet werden wird.
Detmold, den 26ten Octob. 1784. – Gräfl. Lipp. Vormundschaftl. Regierung daselbst.“

Regierungs-Verordnung „Wegen einiger falscher Münzen.“ (1)

„Das Publicum wird für falsche Braunschweigische 3 Mgr. Stücke mit der Jahrzahl 1781, die von Kupfer gepräget und versilbert sind, gewarnet. Sie unterscheiden sich von den ächten dadurch, daß der Kopf und Hals des Pferdes kleiner und das Fußgestell des Pferdes größer ist, die Buchstaben auch stärker und nicht von einerley Größe sind.
Auch sind noch Lippische Mariengroschen von Kupfer, mit der Jahrzahl 1780, in Cours, wofür schon in der Verordnung vom 26ten October d. J. gewarnet ist. Detmold den 12ten December 1785.
Gräfl. Lipp. Vormundschaftl. Regierung daselbst.“

Regierungs-Verordnung „Wegen der neuen französischen Louisd'or und der Laubthaler von 1784 und 1785.“

„Die unter geänderten Stempel geprägte neue Königl. Französische Louisd'or und auch die Französische Laubthaler von 1784 und 1785 sind, jene wegen geringen Gewichts und diese wegen minderen Gehalts schon in mehreren Landen dieses Westphälichen Kraises, bis auf allgmeinen Kraisschluß, wodurch der innere Wehrt und gemeiner Umlauf derselben bestimmet werden wird; ganz außer Cours gesetzt worden. Damit nun beyderley Münzsorten zu jemandes Schaden nicht in hiesiges Land eingebracht werden; so wird Namens Ihre Hochgräfl. Gnaden unseres gnädigsten Vormunds und Regenten alles annehmen und ausgeben derselben bis nach dem Erfolg oberwehnten Kraisschlusses, hierdurch verbothen, und alle Obrigkeiten Aufsicht auf Befolgung empfohlen. Detmold den 13ten Febr. 1786.
Gräfl. Lipp. Vormundschaftl. Regierung daselbst.“

Regierungs-Verordnungen „Wegen einiger falscher Münzen.“ (2)

„Da sich von neuem falsche Braunscheigische 3 mgr. Stücke vom Jahre 1773 zeigen, die von Kupfer und übersilbert, jedoch größer als die ächten auch mit größern Buchstaben und Zahlen in Umschrift und Aufschrift gepräget sind, dabey sich von jenen durch die unförmliche Mähnen und Schweif des Pferdes unterscheiden: so wird das Publicum dafür mit dem Bedeuten gewarnet, jedesmaligen Empfang dieser falschen Münze und von wem, der Obrikeit anzuzeigen. Detmold den 15ten Mai 1786.
Gräfl. Lipp. Vormundschaftl. Regierung daselbst.“

„Nach den, durch die Lippische Intelligenzblätter bekannt gemachten Circular-Rescripten vom 26ten October 1784, 12ten Decbr. 1785. und 2ten May 1786. gibt es falsche Braunschweigische 6 gr. Stücke von 1768. wie auch dergleichen 3 gr. Stücke von den Jahren 1773 und 1781. und jetzt zeigen dich Braunschweigische 6 gr. Stücke mit der Jahrzahl 1771. die ganz von Kupfer und versilbert sind, die sich jedoch durch die groben Buchstaben und Zahlen und durch das schlechte Rändelwerk von den ächten leicht unterscheiden lassen. Das Publicum wird daher für diese falsche 6 gr. Stücke gewarnet, und erwartet man, daß jeder die Aechtheit der Braunschweigischen Münze genau untersuche, und er falsche erhält, solches mit Benennung des Ausgebers der Obrigkeit zur weiteren Untersuchung anzeige. Detmold den 19ten Febr, 1787.
Gräfl. Lipp. Vormundschaftl. Regierung daselbst.“

Regierungs-Verordnung „Die auswärtigen Scheidemünzen betreffend.“

„Durch so vielfach, seit 1770 ergangene und erneuerte Verordnungen, ist das Annehmen und Ausgeben, der auswärtigen Scheidemünzen, worunter alle unter 3 mgr. ausgeprägte Münzsorten verstanden werden, so wohl für öffentliche Kassen, als im Handel und Wandel verbotten worden.
Nach erfolgtem häufigen Ausbringen der hiesigen innländischen Scheidemünzen hat sich aber dagegen fremde wieder eingeschlichen und kann es nun noch mehr thun, da in benachbarten Landen der Eingang derselben durch neuliche Verbotte und Herabwürdigungen abgewehret wird.
Hohe Regierende Vormundschaft hat nun zwar das am unnachtheiligsten und am stärksten würkende Mittel, fürs Abhalten und Zurückschaffen der fremden Scheidemünzen, das eigene wieder Ausmünzen lassen derselben, um das Land damit selbst zureichend zu versehen, beschlossen; indessen wird doch auch, jeder fürs weitere Annehmen fremder Scheidemünzen gewarnet und ans wegschaffen derselben erinnert, und da auf Michaelis schon genug zum Ersatz derselben, hiesige ausgemünzet seyn wird, dann mit Bestrafung und Confiscation gegen Ausgeber, Annehmer und Einbringer genau nach vorigen Verordnungen und besonders nach der vom 17ten Novbr. 1774 verfahren werden. Wornach sich jeder und in gehöriger Aufsicht und Vollziehung alle Obrigkeiten des Landes, wie hiemit Namens Sr. Hochgräflichen Gnaden des gnädigst Regierenden Herrn Vormunds befohlen wird; zu richten haben. Detmold den 25ten Mai 1789.
Gräfl. Lipp. Vormundschaftl. Regierung daselbst.“

| Übersicht der Prägungen | 1783 | 1784 | 1785 | 1786 | 1789 |
| 1 Mariengroschen        |      | S *  |      | S    | S    |
| 4 Pfennig               |      | S    |      |      |      |
| 1 Matthier              |      |      | S    |      | S    |
| 2 Pfennig               |      |      | S    |      |      |
| 1 Heller                | K    |      |      |      |      |

Erklärung: S = Silber, K = Kupfer; * = siehe Abbildung
| Nominal: 1 Mariengroschen                                             |
|                                                                       |
| Ausgabe: 1784; Münzstätte: Detmold; Münzmeister: Daniel Stümer        |
| Material: Silber; Durchmesser: 17,4 mm; Gewicht: 1,34                 |
| Vorderseite: Rose mit Kelchblättern, darauf das Monogramm aus LHA     |
| Rückseite: GR LIPP LAND MVNTZ um * 1 * / MARIEN / GROS / 1784 / D • S |

Münzmeister Balthasar Reinhard

„Von Gottes Gnaden Wir Ludwig Henrich Adolpf, Graf und Edler Herr zur Lippe, Souverain von Vianen und Ameiden, Erbburggraf zu Utrecht etc, Ritter des hessischen goldnenen Löwenordens, Vormund und Regent. Urkunden und bekennen hiermit, daß wir den ehedem in Fürstlich Hessen Casselschen Diensten als Münzcommissarius und Münzmeister gestandenen Balthasar Reinhard zum Münzmeister und Wardeln angenommen haben. (…)“

### Leopold I. (1789 bis 1802)
Wilhelm Leopold I. (* 2. Dezember 1767 in Detmold; † 4. April 1802 in Detmold) war der erste Fürst von Lippe. Am 5. November 1789 übernahm er die Regierung und löste als erstes den noch von seinem Großvater Simon Heinrich 1720 beantragten Fürstenbrief ein.
1790 kam eine bereits in früheren Jahren diagnostizierte Geistesstörung zum Ausbruch und es folgte seine Entmündigung durch das Reichskammergericht; 1795 wurde dann nach Eintritt einer Besserung die Vormundschaft bedingt aufgehoben. Am 2. Januar 1796 heiratete er Pauline von Anhalt-Bernburg. In dieser Ehe gesundete der Fürst und wurde Vater von zwei Söhnen. Pauline wurde seine Beraterin und Mitarbeiterin, wobei sie es klug einrichtete, meist im Hintergrund blieb und alles vermied was als Überschreitung ihrer Pflichten gedeutet werden konnte. Nach kaum sechsjähriger Ehe starb der Fürst 1802 an Darmtuberkulose, unter deren Einfluss sich zuletzt noch einmal Geistesstörung und Gedächtnisverlust einstellten. Pauline übernahm in der Folgezeit die Regentschaft für den noch unmündigen Erbprinzen, den späteren Fürsten Leopold II. und galt als treffliche Landesmutter.
| Übersicht der Prägungen            | 1789 | 1790 | 1791 | 1792 | 1793 | 1794 | 1795 | 1796 | 1798 |
| 1 Jeton (= 1 1/2 Dukaten)          |      |      |      |      |      |      |      | G    |      |
| 0Silber-Abschlag davon             |      |      |      |      |      |      |      | S    |      |
| 0Kupfer-Abschlag davon             |      |      |      |      |      |      |      | K    |      |
| 1 Prämientaler                     |      | S    |      |      |      |      |      |      |      |
| 0Kupfer-Abschlag davon             |      | K    |      |      |      |      |      |      |      |
| Prämienmünze (zu 1 Gulden Courant) |      |      |      |      | S    |      |      |      |      |
| 1/12 Taler                         | S    | S    |      |      |      |      |      |      |      |
| 1 Mariengroschen                   |      | S    |      | S    | S    | S    | S    |      |      |
| 1 Matthier                         |      | S    | S    | S    | S    |      | S    |      |      |
| 1 Pfennig                          |      | K    |      |      |      |      |      |      |      |
| 1 Heller                           |      |      | K    |      |      |      |      |      | K    |

Erklärung: G = Gold, S = Silber, K = Kupfer
| Nominal: Jeton zu 1½ Dukaten                                                                                    |
| |
| Ausgabe: 1796; zur Geburt des Erbprinzen Paul Alexander Leopold; Münzstätte Gotha; Medailleur: Theodor Stockmar |
| Material: Gold; ø Durchmesser: 22,5 mm; ø Gewicht: 5,26 g                                                       |
| Vorderseite: fürstliche Wappenschilde von Anhalt und Lippe auf Mantel unter Fürstenkrone                        |
| Rückseite: FREVDE / DEN / ELTERN / GLᕓCK / DEM LANDE / AM 6.NOV: / 1796 / T.ST.F.                               |
| Nominal: Prämienmünze zu 1 Gulden Courant                                                                       |
| |
| Ausgabe: 1793; Prämie für den Flachsanbau; Münzstätte Detmold; Münzmeister: Balthasar Reinhard                  |
| Material: Silber; ø Durchmesser: 33,8 mm; ø Gewicht: 14,36 g                                                    |
| Vorderseite: neunfach geteilter Wappenschild mit fünffacher Helmzier                                            |
| Rückseite: DEM / GUTEN / LANDWIRTH / B:R: im Eichenkranz                                                        |

Landesherrliche Verordnung die Goldmünzen betreffend

„Von Gottes Gnaden, Wir Ludwig Heinrich Adolph, Graf und Edler Herr zur Lippe, Souverain von Vianen und Ameyden, Erb-Burggraf zu Uetrecht u. Ritter des Hessischen goldnen Löwen-Ordens, Curator und Landes-Administrator.
Seit einigen Jahren ist die Goldmünze immer seltener und, im Verhältniß darnach, das Aufgeld gegen Conventions-Silbermünze auch immer höher geworden. Dazu wird nun noch auf mehrfachen Wegen zu leichtes unterwichtiges Gold ins Land gebracht, das wichtige dadurch seltener und das Aufgeld dafür noch mehr steigend.
Die Mittel, welche dagegen die Landesherrliche Verordnung vom 10ten Jenner 1775 Num. 224, 2ten B. der Landesverordnungen, bestimmet, haben bisher das Einbringen und den Cours dieses unterwichtigen Goldes nicht abgewendet und würksamere Mittel müssen dazu gewählet werden.
Wir haben darüber, welche nach jetzigen Zeitumständen die besten seyn können, mit getreuen Ständen der Ritterschaft und Städte Berathschlagung gepflogen und verordnen den darauf gewordenen Schluß gemäs, in führender Curatei und Landesministration, folgendes:
1)  soll das bei hiesigen öffentlichen Kassen schon eingeführte Paßiergewicht, das dem Frankfurter und Casselschen ganz gleich ist, allgemein im Lande, also auch für Handel und Wandel, eingeführet und von den Magisträten in den Städten, worinn Goldschmiede sind, deren einer besonders zu dessen Verfertigung, gegen einen zu bestimmenden billigen Preiß, authorisiert und verpflichtet, und daß und wie dies geschehen, binnen 6 Wochen der Regierung berichtet werden.
2) Damit nun die so einzuführende Paßirgewichte mit schon, bey den Kassen daseyenden, ganz gleichförmig werden; so können die Magisträte, welche zu jener Verfertigung Authorisation geben, bey der Landrenten-Kasse noch vorräthige Paßiergewichte abfordern und genaueste Einrichtung der neuen darnach besorgen.
3) Soll bey öffentlichen Kassen, wie bisher, gar kein Gold als nach solchem Paßiergewicht, also überall kein unterwichtiges, angenommen und ausgegeben werden; dahingegen kann
4) im Handel und Wandel zwar Annehmen und Ausgeben leichteren Goldes aber nicht anders geschehen, als daß jedes Aß, welches die Goldmünze nach dem Paßirstein zu leichht ist, mit 2 mgr. vom Ausgeber noch dazu bezahlet werde.
5) Soll ein Theil des Aßes, um welches die Goldmünze gegen den Paßierstein leichter als ein ganzes Aß ist, z. B. ¼, ½ über 3 Aß bey einer Pistole für 4 Aß, ¼, ½ über 4 Aß für 5 Aße und so weiter gerechnet und bezahlet werden, und ist übrigens im hiesingen eingeführten Paßirgewicht der Paßirstein für die doppelte Pistole auf 5, der der einfachen auf 3 und der der einfachen auf 3 und der der halben Pistole auf 1½ Aße leichter, als wie diese Goldmünzen nach ihrem bestimmten Gewicht seyn müsten, eingerichtet.
Damit nun jeder sich hiernach richten könne, und genaue Ausführung zum abgezweckten gemeinen Besten werde; so soll diese Verordnung zu ihrem nöthigen allgemeinen Bekanntwerden ins Intelligenzblatt eingerücket und dabey an gewöhnlichen Oertern überall angeschlagen werden. Gegeben Detmold den 17ten April 1792.
(L. S.) Ludwig Heinrich Adolph Graf und Edler Herr zur Lippe.“

Bekanntmachungen und Regierungsverordnungen wegen falscher und schlechter Münzen aus eigenem und benachbartem Lande (1791, 1792, 1794, 1796, 1797, 1798 und 1799)

„Das Publicum wir vor falsche französische Laubthaler von 1774 mit dem Buchstaben L unter dem Wappen gewarnet.
Sie sind von Kupfer, so groß wie die ächten und nur 12 As leichter als diese; unterscheiden sich aber von denselben durch den Klang, die blaße Farbe und flache Prägung des Brustbilds Königs Ludwig XV. Auch ist das von der Jahrzahl stehende Sternchen auf der falschen Münze größer, als auf der ächten. Detmold den Iten Merz 1791. – Fürstl. Lippische Regierung daselbst.“

„Handelsnachricht – Es sind französische Laubthaler vom Jahr 1786 und 1788 vorhanden, die falsch sind. Sie lassen sich von den guten und ächten Laubthalernan folgenden unterscheiden: 1) Die von 1786 sind auf der Wappenseiten unter dem Schild mit einer Kuh, die von 1788 unter dem Schild mit einem L bezeichnet. 2) Sind beyde Sorten, wenn man sie aufrecht gegen die gerechte von eben diesen Jahrzahlen, und Buchstabenzeichen, gegen einander stellt, eines guten Messerrückens breit, größer als die gerechte, in dem Gewicht aber wägen sie eben so viel, und theils etwas mehr, als die gerechte Laubthaler, auch sind 3) auf der Wapenseite, die mittlere ovalrunde Schilde, worinnen die drey Lilien stehen, und die darauf stehende Krone größer, als auf den ächten Laubthalern; 4) so ist die Gravirung auf beyden Seiten, und besonders die Schrift, viel rauher und unförmlicher als bey den gerechten Laubthalern. Besonders hat die Gattung von 1786 in der Schrift auf der Wapenseite, daran ein deutliches Merkzeichen, daß das Wort: Benedictum, mit BINEDICTUM ausgedruckt ist. Uebrigens so sind solche nicht wie andere vergleichen falsche Laubthaler gegossen, sondern auf eigenen dazu gravirten Stöcken geschlagen oder ausgeprägt, auch über dieses nach Münzgebrauch auf einem dazu besonders erforderlichen Werke raviret. Endlich so ist ihre Materiale Messing und so stark versilbert, daß sie eine ziemliche Zeit im Umlauf seyn können, bis sich durch die Abreibung ihre Messingfarbe entdecken kann.“

„Handelsnachricht – Es sind falsche Braunschweigische 4 und 2ggr. Stücke mit der Jahrzahl 1790 herausgekommen, die sowohl daran, daß sie nicht geprägt, sondern aus einem Guß von Zinn und Wismuth bestehen, als auch an den äußerst schlechten und stumpfen Buchstaben, auch daß das 4ggr. Stück nicht gerändelt ist, kenntlich sind.“

„Nach einem in Num.203. der Frankfurter Reichs-Ober-Postamtszeitung vom 21ten dieses befindlichen Avertissement des Chur- und Oberrheinischen Creys-Generalwardeins Dicke, sind anjetzo einige Gattungen  Laubthaler in beträchtlicher Anzahl im Umlauf, deren innerer Gehalt von den unter den nemlichen Jahrgängen ausgeprägten, gerechten Laubthalern ganz verschieden ist, und welche sich dadurch vorzüglich auszeichnen:
1) daß sie die Jahreszahlen 1785, 1789 und 1791 nebst dem Buchstaben A führen,
2) daß alle das Ansehen haben, als ob sie erst vom Stempel herkämen, oder eben erst geprägt wären,
3) daß an 8 Stück derselben, welche eine Cöllner Mark, oder volle 16 Loth wägen sollten, mehrentheils im Durchschnitt 7/12 Loth fehlen.
Da sie nun auch in Ansehung des feinen Silbers geringhaltiger, als die gerechten Laubthaler sind, und der Verlust gegen diese beynahe 4¼ vom Hundert beträgt: So wird das Publicum davor gewarnet. Detmold den 7ten Januar 1794. – Fürstl. Lippische Regierung daselbst.“

„Es kommen jetzt Mailändische Ein- und Zweiguldenstücke häufig ins Land, welche weit schlechter, auch schon dem bloßen Augenschein noch kleiner und leichter sind, als die nach dem Conventions- oder 20 Guldenfuß ausgeprägte. Auf der Vorderseite steht das Brustbild der Kaiserin Maria Theresia, oder des Kaisers Joseph des IIten mit gewöhnlicher Umschrift; auf der Rückseite: Mediolani Dux, und in zwei Feldern des Wappens eine Schlange. Nach der durch den Münzmeister Reinhard angestellten Probe, ist die feine Mark statt 10/20 zu 11¼/22½ Stücken ausgemünzt, mithin der wahre Werth derselben gegen den Conventionsfuß respective 1 rthl. 6 gr. 3 pf. und 21 gr. 1½ pf. P. Stück.
Es wird dies hiermit bekannt gemacht, damit jeder in Annahme dieser Ein- und Zweyguldenstück sich darnach richten und seinen Schaden abwenden könne. Wie sie dann auch bey öffentlichen Cassen nicht anders als in solchem wahren Werth angenommen und ausgegeben werden sollen. Detmold den 18ten Febr. 1794. – Fürstl. Lippische Regierung daselbst.“

„Nach einer Nachricht des 68ten Stücks der Braunschweigischen wöchentlichen Anzeigen von diesem Jahr sind folgende falsche Münzen zum Vorschein gekommen:
1) Ein Sächsisches falsches ⅔ Stück mit der Jahrzahl 1774, des nach angestellter Untersuchung, nicht die geringste Spur von Silber enthält, sondern aus einer Vermischung von Kupfer und Zink besteht. Dem Anschein nach ist solches geprägt, und hat den nämlichen Rand wie die ächten Sächsischen ⅔ Stücke, jedoch daran kennbar, daß die Buchstaben nicht so gut und scharf ausgedrückt sind, wie die auf den ächten, besonders sind auf dem Avers des gedachten Stücks von den Buchstaben S A X, die beyden letztern Buchstaben A X, undeutlich; dasselbe hat übrigens das Gewicht eines ächten ⅔ Stücks, das Gepräge aber ein etwas schwärzliches Ansehen, und wenn stark darauf geschlagen wird, zerspringt es in Stücken.
2) Ein Bayerisches 2 Gulden Stück mit der Jahrzahl 1771, das gleichfalls nicht ächt, und aus einer Mischung von Zweydrittel Messing und Zink, und nur von Eindrittel Silber besteht. Dieses falsche 2 Gulden Stück ist nicht geprägt, sondern ein gut gemachter Guß, daran aber zu erkennen, daß die äußerliche Umschrift des Randes undeutlich, und die Buchstaben schwach nachgestochen, auch sowohl auf dem Avers als Revers groß und klein durch einander und nicht so gut geordnet sind, wie auf den Bayerischen 2 Gulden Stücken. Das äußere Ansehen dieser falschen Münze ist ebenfalls schwärzlich, und wenn man nur etwas hart darauf schlägt, zerspringt dasselbe sogleich in mehrere Stücke.
Nach dem Reichsanzeiger Nr. 146. 1794. gibt es 3)  falsche holländische Ducaten mit der Jahrzahl 1752. welche von Silber und vergoldet, daran aber verzüglich zu erkennen sind, daß sie schwer zu biegen, dicker wie die ächten, und ohngefähr 12½ Aß zu leicht sind. Nach eben dem Reichsanzeiger Nr. 205, von diesem Jahr sind kürzlich zum Vorschein gekommen.
4) Preußische 1 ggr. und 2 ggr. Stücke, die 1 ggr. Stücke mit der Jahrzahl 1785 und 1786 und auf der Rückseite mit einem A, die 2 ggr. Stücke aber mit der Jahrszahl 1764 und auf der Rückseite mit einem E bezeichnet. Dieses falsche Geld ist besonders daran kenntlich, daß es schwerer und stärker als das ächte ist, und keinen hellen Klang hat. Silber enthält es gar nicht.“

„Unter den jetzt häufig coursierenden Kopf- oder 20 Kreuzer-Stücken ist eins gefunden, das aus Bley und Zinn besteht, biegsam und gegossen ist, deswegen auch keinen Glanz, wie geprägtes Geld, jedoch einen Klang und das Ansehen einer neuen Münze hat, obgleich die Jahrzahl 1763 darauf befindlich ist. Das Publicum wir vor dieser falschen Münze, die auch an den rundlichen Buchstaben kenntbar ist, gewarnet, und auf die sich auch zeigende ächte XVII Kreuzerstücke aufmerksam gemacht, weil solche von gleicher Größe, wie die 20 Kreuzerstücke sind, für diese also leicht untergeschoben werden können. Detmold den 28ten April 1796.  – Fürstl. Lipp. Regierung daselbst.“

„Handlungsnachricht Unter den Hessischen guten Groschen von 1789 sind einige zum Vorschein gekommen, die nicht völlig ächt sind. Sie sind in Ansehung des Gepräges den ächten ziemlich ähnlich, außer daß der Löwe etwas kleiner zu seyn scheinet. Auf beiden Seiten scheinet die Kupferfarbe durch, und wenn man sie fallen läßt, haben sie gar keinen Klang.“

„Regierungsverordnung die bei den öffentlichen Cassen anzunehmende Scheidemünze betreffend.
Obgleich in der in den Lippischen Intelligenzblättern abgedruckten Verordnung vom 25ten Aug. 1795. verboten ist, daß in den öffentlichen Cassen von den Herrschaftlichen und Städtischen Receptoren auswärtige Scheidemünze angenommen, und die bei den Hauptrendanten eingehenden Geldrollen bei willkührlicher Strafe damit vermischt werden; so ist dennoch Beschwerde geführt worden, daß insbesondere auswärtige gute Groschen seit einiger Zeit wieder an die Generalcassen eingesandt werden. Da nun lediglich einheimische Scheidemünzen bei Hebung der öffentlichen Abgaben von den Unterthanen angenommen werden dürfen; so wird vorgedachtes Verbot hiermit wieder in Erinnerung gebracht, und soll auf Anzeige des Empfängers, welcher in den Tuten dergleichen fremde Scheidemünzen findet, der erste Einsender der Rolle zur Umwechslung derselben und Verurtheilung in Strafe und Kosten angehalten werden. Detmold den 22ten Febr. 1797.  – Fürstl. Lipp. Regierung daselbst.“

„Das Publikum wird vor falsche Sächsische Speciestaler und Gulden gewarnt. Sie bestehen aus Kupfer und Spiauter oder Zink. Erstere haben die Jahrzahl 1766. und letztere 1769. Die Präge ist grob und schlecht, lassen sich also durch Vergleichung mit dem ächten leicht erkennen. Detmold den 4ten September 1798.  –  Fürstl. Lipp. Regierung daselbst.“

„Handlungsnachricht. Aus den wöchentlichen Mindenschen Anzeigen: Es ist in der diesjährigen Frankfurter Margarethen-Messe eine Art von Spielmarken und Schaupfennigen mit dem Brustbilde des höchstseligen Königs Magistät auf der einen, und dem Stempel der coursirenden Friedrich-Wilhelmsd'or auf der anderen Seite, zum Vorschein gekommen und daselbst verkauft worden. So wenig auch ein geübtes Auge durch das Gepräge getäuscht und betrogen werden dürfte; so kann doch der Unwissende und Unvorsichtige sehr leicht durch das ähnliche Aeußere dieser Marken mit den Friedrich-Wilhelmsd'or hintergangen und in Schaden gesetzt werden. Es sind daher auch schon die nöthigen Maßregeln genommen, um die Einführung solcher Spielmarken in die Königl. Staaten und deren Verkauf, so viel möglich gänzlich zu hemmen. Da jedoch bereits eine Anzahl in Umlauf gekommen, und leicht ein Mißbrauch damit getrieben werden könnte, welches besonders zu befürchten ist, wenn sie unter großen Summen aufgezählt oder unerfahrenen Leuten in die Hände gegeben werden; so ist für nöthig erachtet, das Publikum auf diese falsche Friedrich-Wilhelmsd'or aufmerksam zu machen, wie solches bereits durch das Publikandum vom 24ten April d. J. mit den zu Birmingham geprägten, und von dort aus in Cours gebrachten falschen, äußerst geringhaltigen Münzen, geschehen ist. Eine richtige Beschreibung dieser zu Betrügereien Veranlassung gebenden Spielmarken wird von ihrer Annahme am besten warnen, und daher solche dem Publikum hier mitgetheilt: Sie sind nach dem Gepräge der Friedrich=Wilhelmsd'or vom Jahre 1796 verfertigt. Auf der einen Seite befindet sich das Brustbild des höchstseligen Königs Majestät mit der Umschrift: Fried. Wilhelm Koenig von Prussen, statt Preussen, und unter demselben des Name der Fabrikanten Keitle. Auf der Kehrseite ist der auf den gewöhnlichen Regenten= und Helden-Insignien, mit ausgebreiteten Flügeln sitzende, und Kron und Zepter haltende Preuß. Adler, darunter die Jahrszahl 1796 und das Münzzeichen A. zu sehen, Die Marken bestehen eigentlich aus Simd'or und sind gut vergoldet. Indeß überzeugt ihr Gewicht, welches gegen den Friedrich-Wilhelmsd'or um 3/16 Loth zu leicht ist, und der Umstand, daß statt des gewöhnlichen Kettenrandes ein zierlich gekerbter Rand um sie herumläuft, bald von ihrer Unächtheit, Sign. Berlin den 23 Julius 1799. – Auf Se. Königl. Majestät allergnädigsten Special-Befehl.
Freiherr v. Heinitz / v. Struensee. / v. der Golz.“

| Preise eines Scherenschleifers im Jahr 1792   | Preise eines Scherenschleifers im Jahr 1792 |
| --------------------------------------------- | ------------------------------------------- |
| Haushaltsgeräte                               | Entgelt                                     |
| Schleifen einer großen Papierschere           | 1 Groschen 3 Pfennig                        |
| Schleifen eines Federmessers mit einer Klinge | 4½ Pfennig                                  |
| Schleifen eines Federmessers mit zwei Klingen | 1 Groschen 3 Pfennig                        |
| Schleifen eines Tafelmessers                  | 1 Groschen 3 Pfennig                        |
| Schleifen eines hohlen Rasiermessers          | 3 Groschen 3 Pfennig                        |
| Chirurgische Instrumente                      | Entgelt                                     |
| Schleifen einer Injektionslanzette            | 4 Groschen 4½ Pfennig                       |
| Schleifen eines Aderlasseisens                | 2 Groschen 4½ Pfennig                       |
| Schleifen eines Schröpfschnepfers             | 12 Groschen 3 Pfennig                       |
| Bezahlung einer Hebamme im Jahr 1795          |                                             |
| Dienst                                        | Entgelt                                     |
| Natürliche Geburt                             | 18 Mariengroschen                           |
| Leichte Zwillingsgeburt                       | 24 Mariengroschen                           |
| Wiederbelebung eines todtgebohrenen Kindes    | 24 Mariengroschen                           |
| Nachtwache                                    | 4 Mariengroschen                            |
| Besichtigung einer verdächtigen Weibsperson   | 12 Mariengroschen                           |
| Einprüfung in die Gebärmutter                 | 4 Mariengroschen                            |

Neuprägungen

„An Kupfermünzen sind noch mehr als 160 rthl. in der Landrentei vorräthig, und können daraus gegen andere Münze abgefordert werden; Auch soll nächstens ein hinreichende Quantität Heller geprägt werden. – Da von mehreren Orten Klagen über Mangel an Kupfermünze eingegangen sind, so wird solches hierdurch nachrichtlich bekannt gemacht.
Detmold den 9ten Januar 1797. – Fürstl. Lippische Rentkammer daselbst.“

| Fleischpreise am 1. Februar 1800 | Fleischpreise am 1. Februar 1800 | Fleischpreise am 1. Februar 1800 | Fleischpreise am 1. Februar 1800 | Fleischpreise am 1. Februar 1800 | Fleischpreise am 1. Februar 1800 |
| -------------------------------- | -------------------------------- | -------------------------------- | -------------------------------- | -------------------------------- | -------------------------------- |
| Artikel                          | Lemgo                            | Horn                             | Blomberg                         | Salzuflen                        | Detmold                          |
| 1 Pfund Ochsenfleisch            | 3 gr 3 pf                        |                                  |                                  |                                  | 3 gr                             |
| 1 Pfund Rindfleisch              | 3 gr … 3 gr 2 pf                 | 3 gr                             | 2 gr 3 pf                        | 3 gr                             | 2 gr 4 pf                        |
| 1 Pfund Schweinefleisch          | 4 gr 3 pf                        |                                  |                                  | 4 gr 3 pf                        | 4 gr 3 pf                        |
| 1 Pfund Hammelfleisch            | 3 gr 3 pf                        |                                  | 2 … 2½ gr                        | 3 gr                             |                                  |
| 1 Pfund Kalbfleisch              | 1 … 2 gr                         | 2 gr                             |                                  | 1½ … 2 gr                        | 1½ … 2½ gr                       |

Diverse Nachrichten und Bekanntmachungen wegen falscher und schlechter Münzen (1800 und 1801)

„Es zeigen sich falsche Brabantische Kronenthaler mit der Jahreszahl 1796. Sie sind von Kupfer und unterscheiden sich von den ächten durch eine schlechte flache Präge der Buchstaben in der Umschrift; welches zur Nachricht des Publicums hierdurch bekannt gemacht wird. Detmold den 19ten August 1800. – Fürstl. Lipp. Regierung daselbst.“

„Das Publikum wird vor falschen Oesterreichischen Zweigulden-Stücken, mit der Jahreszahl 1760 gewarnet. Sie bestehen aus einer Composition von Zinn, Wißmuth und Kupfer. Sie sind nicht geprägt, sondern gegossen; und wenn gleich die Umschrift eben so schön und deutlich ist, als bei guten und ächten Stücken, so unterscheiden sie sich doch darin von diesen, daß das Feld um das Brustbild ganz ungleich und voller Grübchen ist. Detmold den 9ten Sept. 1800. – Fürstl. Lipp. Regierung daselbst.“

„Zwei zur Untersuchung gezogene Juden haben falsche Chursächsische ein und zwei Guldenstücke, jene vom Jahre 1782 und diese von 1794 in Umlauf gebracht. Sie sind von Zinn schlecht geprägt, aber, wie es scheint, gegossen, und unterscheiden sich zwar von den ächten sehr leicht, das Publikum wird jedoch davor gewarnt. Detmold den 2ten Dec. 1800. – Fürstl. Lipp. Regierung daselbst.“

„Da sich kupferne, mit einem weißen Metall überzogene ganze und halbe Hessische Gutegroschen zeigen, wovon die ersten, mit der Jahrszahl 1799, kleiner und leichter, die letztern, von 1769, aber größer und schwerer als die ächten sind: so wird das Publikum davor gewarnt. Detmold den 17ten Februar 1801. – Fürstl. Lipp. Regierung daselbst.“

„Handlungs-Nachricht. Es sind falsche Weimarsche ggr. mit der Jahrzahl 1799. zum Vorschein gekommen, welche von den ächten Groschen durch nachstehende Merkmahle leicht zu erkennen sind. 1) Bestehen sie aus einer Masse von Zinn und Bley, 2) sind sie nicht gerändet, auch 3) kleiner als die ächten, 4) das Gepräge ist klumpiger und stumpfer als bei den ächten, und endlich 5) steht bei der Jahrzahl 1799 die letzte 9 mit den übrigen Zahlen nicht in gerader Linie, sondern ist herunter gerückt. – Reichsanzeiger 1801, Nr. 136.“

### Pauline (1802 bis 1820)
Pauline (* 23. Februar 1769 in Ballenstedt als Prinzessin von Anhalt-Bernburg; † 29. Dezember 1820 in Detmold) gilt bis in die heutige Zeit als eine der bedeutendsten Herrscherinnen in Lippe: Sie hob am 1. Januar 1809 durch fürstliche Verordnung die bis dahin bestehende Leibeigenschaft der Bauern auf, bewahrte die Selbstständigkeit Lippes und bemühte sich um eine Verfassung, mit der die  ständische Ordnung aufgebrochen wurde. Im kollektiven geschichtlichen Bewusstsein der lippischen Bevölkerung rangiert jedoch ihr soziales Engagement an erster Stelle. Sie gründete die erste Kinderbewahranstalt in Deutschland, eine Erwerbsschule für verwahrloste Kinder, ein freiwilliges Arbeitshaus für erwachsene Almosenempfänger und eine Pflegeanstalt mit Krankenstube.
Am 4. April 1802 starb Leopold I., und Pauline übernahm am 18. Mai für ihren unmündigen Sohn, den späteren Fürsten Leopold II., die Regentschaft.
| Kornpreise von 1810 in Taler und Groschen für einen Lippischen Scheffel (= 36,25 Liter) | Kornpreise von 1810 in Taler und Groschen für einen Lippischen Scheffel (= 36,25 Liter) | Kornpreise von 1810 in Taler und Groschen für einen Lippischen Scheffel (= 36,25 Liter) | Kornpreise von 1810 in Taler und Groschen für einen Lippischen Scheffel (= 36,25 Liter) | Kornpreise von 1810 in Taler und Groschen für einen Lippischen Scheffel (= 36,25 Liter) | Kornpreise von 1810 in Taler und Groschen für einen Lippischen Scheffel (= 36,25 Liter) |
| --------------------------------------------------------------------------------------- | --------------------------------------------------------------------------------------- | --------------------------------------------------------------------------------------- | --------------------------------------------------------------------------------------- | --------------------------------------------------------------------------------------- | --------------------------------------------------------------------------------------- |
| Artikel                                                                                 | Lemgo                                                                                   | Horn                                                                                    | Blomberg                                                                                | Salzuflen                                                                               | Detmold                                                                                 |
| Weizen                                                                                  | 1 T 253/4 G                                                                             | 1 T 252/3 G                                                                             | 1 T 23 G                                                                                | 1 T 281/2 G                                                                             | 1 T 281/4 G                                                                             |
| Roggen                                                                                  | 1 T 81/6 G                                                                              | 1 T 41/4 G                                                                              | 1 T 51/2 G                                                                              | 1 T 81/2 G                                                                              | 1 T 83/4 G                                                                              |
| Gerste                                                                                  | 351/2 G                                                                                 | 353/4 G                                                                                 | 351/4 G                                                                                 | 1 T 23/4 G                                                                              | 1 T 23/4 G                                                                              |
| Hafer                                                                                   | 602/5 G                                                                                 | 601/6 G                                                                                 | 501/4 G                                                                                 | 801/4 G                                                                                 | 693/5 G                                                                                 |

Die „Leihekasse von 1786“ ist jedoch nicht der einzige Vorläufer der heutigen Sparkasse Detmold. 1804 wurde unter der Regierung der Fürstin Pauline zur Lippe die "Leihbank" gegründet. Die beiden Institute schlossen sich 1909 zur "Fürstlich-Lippischen Landesspar- und Leihekasse in Detmold" zusammen. Zum Kreis der Vorgänger zählen weiterhin auch die "Sparkasse Horn-Bad Meinberg" von 1841, die "Stadtsparkasse Lage" von 1860, die "Städtische Sparkasse Barntrup" von 1883, die "Städtische Sparkasse Detmold" von 1904, die "Amtssparkasse/Kreissparkasse Lage (Lippe)" von 1906, die "Städtische Sparkasse Schwalenberg" von 1914, die "Gemeindesparkasse Elbrinxen" von 1919 und die Amtssparkasse/Kreissparkasse Detmold" von 1920.
| Übersicht der Prägungen             | 1802 | 1803 | 1804 | 1809 | 1812 | 1814 | 1816 | 1818 |
| 1 Mariengroschen                    | S    | S    | S    |      |      |      |      |      |
| 0Gold-Abschlag davon zu 1/2 Dukaten |      |      | G    |      |      |      |      |      |
| 2 Pfennig                           | K    |      |      |      |      |      |      |      |
| 1 Pfennig                           | K    |      |      |      |      |      |      | S    |
| 1 Heller                            | K    |      |      | K    | K    | K    | K    |      |
| 0Silber-Abschlag davon              |      |      |      | S    |      |      |      |      |

Erklärung: G = Gold, S = Silber, K = Kupfer
| Nominal: 1 Heller |
| |
| Ausgabe: 1802, Auflage = 166.369 Stück (Wert = 166.369 Heller); 1809; Auflage = 108.288 Stück (Wert = 108.288 Heller); 1812, 1814, 1816         |
| Material: Kupfer; Durchmesser: ?; Gewicht: ? |
| Vorderseite: zwischen zwei Rosetten eine „I“ / „HELLER“ (Variante: mit „.“ (1809)) / „1802“ / Rosette (Variante: Münzmeisterzeichen „T“ (1812)) |
| Rückseite: heraldische Rose |
| Nominal: 2 Pfennig |
| |
| Ausgabe: 1802, Auflage = 127.008 Stück (Wert = 254.016 Pfennig)                                                                                 |
| Material: Kupfer; Durchmesser: ?; Gewicht: ? |
| Vorderseite: zwischen zwei Rosetten eine „II“; „PFEN=“ / „NING“ (Variante mit „.“) / „1802“ / Rosette                                           |
| Rückseite: heraldische Rose |
| Nominal: 1 Pfennig |
| |
| Ausgabe: 1802, Auflage = 119.832 Stück (Wert = 119.832 Pfennig)                                                                                 |
| Material: Kupfer; Durchmesser: ?; Gewicht: ? |
| Vorderseite: zwischen zwei Rosetten eine „I“; „PFEN=“ / „NING“ / „1802“ / Rosette                                                               |
| Rückseite: heraldische Rose |
| Nominal: 1 Mariengroschen |
| |
| Ausgabe: 1804 |
| Material: ?; Durchmesser: ?; Gewicht: ? |
| Vorderseite: zwischen zwei Rosetten eine „I“ / „LIPP.MAR“ / „GROS:“ / „1804“ / „--------“                                                       |
| Rückseite: |
| Nominal: 1 Pfennig |
| |
| Ausgabe: 1818 |
| Material: Kupfer; Durchmesser: ?; Gewicht: ? |
| Vorderseite: zwischen zwei Rosetten eine „I“ / „PFEN=“ / „NING“ / „1818“ / Münzmeisterzeichen „T“ (Variante: ohne „T“)                          |
| Rückseite: heraldische Rose |

Ankündigung neuer Münzen

„Es ist anjetzo eine hinreichende Quantität Kupfermünze an Zweypfennigen, Pfennigen und Hellern geprägt, welche gegen gute Silbermünze aus der Landrentey abgefordert werden kann. Detmold den 17ten December 1802. Fürstl. Lipp. Vormundschaftl. Rentenkammer daselbst.“

Warnhinweise vor falschen Münzen in den Lippischen Intelligenzblättern

„Circulare die Hessischen gute Groschen betreffend.
Da die am 22ten Junius 1789 verordnete Herabwürdigung der hessischen Scheidemünzen in Vergessenheit gerathen ist, und die guten Groschens ansetzo häufig sich eindringen: so wird zur Nachricht des Publikums bekannt gemacht, daß die Hessischen guten Groschens nicht den Werth der Conventionsmünze haben, da die Mark von dieser zu 20, von jenen aber zu 22 Gulden ausgepräget wird. Hiernach sind 10 gute Groschen in Conventionsmünze eben so viel werth, wie 11 Hessische gute Groschens, welche also künftig um so weniger jemanden aufgebrungen werden sollen, da sie, sobald die hier verseyende Ausprägung zureichender Scheidemünze geschehen seyn wird, in diesigem Lande herab oder außer Umlauf gesetzt werden sollen. Wornach sich also jeder für Schaden zu hüten hat. Detmold den 8ten Februar 1803. Fürstl. Lipp. Vormundschaftl. Regierung daselbst.“

„Nachricht wegen falscher XX Kreuzer Stücke. Es zeigen sich falsche 20 Kreuzer Stücke vom Jahre 1786, die aus Kupfer und Wißmuth bestehen. Sie sind gelblich von Farbe, schlecht und in den Umschriften fehlerhaft geprägt. Ihre Unächtheit ist zwar sehr sichtbar, indessen wird doch das Publikum davor gewarnt. Detmold den 12ten Jul. 1803. Fürstl. Lipp. Vormundschaftl. Regierung daselbst.“

„Das Publicum wird vor falschen Lippischen Mariengroschen vom Jahre 1804 gewarnet. Sie sind von Kupfer, mit Quecksilber überzogen, und an der schlechten Präge, besonders des Wappen von den ächten leicht zu unterscheiden. Detmold den 17ten Jan. 1806. Fürstl. Lipp. Vormundschaftl. Regierung daselbst.“

„Folgende nachgemachte Münzen von schlechtem Metall sind im hiesigen Lande zum Vorschein gekommen, als:
I. Unter Fürstl. Hessischem Stempel
00a) ¼ rthl. oder 9. gr. Stücke, auf deren Avers der gekrönte Hessische Löwe mit einer Verzierung umgeben, über selbiger eine Krone, darunter das Münzzeichen F. U. und die Umschrift: 53½ St. eine Mark fein, befindlich ist; deren Revers enthält IV. Einen Reichs-Thal. 1765, in einem Kreise oder Ringe eingeschlossen, außerhalb desselben die Umschrift Fürst. Hess. Landm., und unten das Wort Justirt.
00b) ¼ rthl. oen der 9. gr. Stücke; die Vorderseite derselben ist der der erstern völlig gleich, die Rückseite ist aber verschieden, indem die Worte IV. Einen Reichs-Thal. nicht von einem Kreise, sondern von einer Verzierung eingeschlossen, und die Jahrszahl 1767, die Umschrift aber gleichfalls Fürst. Hess. Landm., und unten auf dem Rande ebenfalls das Wort Justirt befindlich ist, und
00c) ⅙ rthl. oder 6 gr. Stücke. Auf dem Avers derselben befindet sich der Hessische Löwe in blauem Felde, von einer Verzierung umgeben, über dieser eine Krone, und unter selbiger Lorbeerzweige. Der Revers enthält VI. Einen Thaler 1802, unter diesen Worten einen horizontalen Strich, und darunter das Münzzeichen F., auf dem Rande die Umschrift: 80 Stück Eine Mark Fein, und unten das Wort Justirt.
II. Unter Herzogl. Braunschweigischem Stempel.
00a) ⅙ rthl. oder 6 gr. Stücke. Auf der Vorderseite ist das springende weiße Pferd, unter selbigem das Münzzeichen M. C., und darunter die Umschrift: Carolus Guil. Ferd. D. G. Dux. Br. Et Lün. befindlich. Die Rückseite enthält VI. Einen Thaler 1791, umher einen Kreis oder Ring, und außerhalb desselben die Umschrift: LXXX Eine Feine Mark Convent M., und
00b) den eben beschriebenen völlig gleiche ⅙ rthl. oder 6 gr. Stücke, nur mit dem Unterschiede der Jahrszahl, welche auf diesem 1793 ist.
Die Stempel, deren man sich zur Ausprägung dieser Münzsorten bedient hat, sind mit vieler Geschicklichkeit und Genauigkeit gerechten Münzen dieser Art nachgeschnitten. Um solchen Münzen das Ansehen von Begriffenheit und Roulance zu geben, sind sie vermittelst einer schwarzen Masse beschmutzt, welche durch bloßes heißes Wasser aufgelöst, und mit den Fingern abgerieben werden kann. Sie differieren gar sehr von einander in der Schwere, und sind die mehrsten derselben ein merkliches leichter als die gerechten Stücke. Ein anderes äußerliche Kennzeichen dieser falschen Münzen ist die besondere Schärfe, welche das Gepräge under Rand hat.
Nach der auf ihr Gewicht und den durch die Proben auf der Capelle gefundenen Silbergehalt gegründeten Berechnung ist ein solches falsches Hessisches 9 gr. Stück nur 3 gr. 2⅙ pf., ein Hessisches 6 gr. Stück nur 2  gr. 3 pf., und ein Braunschw. 6 gr. Stück nur 2   gr. 4 und ungefähr ⅟₁₆ pf., gegen gerechte Conventionsmünze werth.
Das Publikum wird daher vor diesen Münzen hiermit gewarnt.  Hannover den 2ten Dec. 1806.“

„Da sich hier häufig zeigende VI Kreuzerstücke durch eine Verordnung Sr. Hoheit des Fürsten Primas außer Cours gesetzt sind; so werden sowohl die Rendanten als das Publikum vor derren Annahme zu 2 Mgr. gewarnet. Detmold den 28ten Jul. 1807. Fürstl. Lipp. Vormundschaftl. Regierung daselbst.“

„Von falschen Münzern sind falsche Münzen mit Braunschweigischen, Lüneburgischen, Preußischen und Hessischen Gepräge in Umlauf gebracht, worunter sich Hessische 1/6 und Lüneburger 1/12 Stücke, beyde mit der Jahreszahl 1805 versehen, befunden haben. Der Gehalt dieser verfälschten Münzen ist Kupferartig, das Aeußere täuschend, die Präge wohl gerathen, die Uebersilberung gut.“

„Nach dem Minder- und Schaumburg-Lippischen Anzeigen fallen in den benachbarten Gegenden falsche 1/6 und 1/12 Stücke mit Braunschw. Lüneb. Gepräge in ziemlicher Menge circuliren. Da zu vermuthen steht, daß auch in hiesige Grafschaft sich diese falsche Münze schon eingeschlichen hat, oder noch einschleichen wird; so will man hiermit das Publikum davor warnen und einige Kennzeichen angeben: Die 1/6 Stücke vom J. 1805 täuschen leicht durch ihr ganz neues Ansehen. Die Präge selbst ist zwar deutlich; aber die Schrift unordentlich, die Buchstaben verschieden groß und das Pferd schlecht und plump gerathen. Die Rückseite sieht besser aus. Der Rand hat grobe Einschnitte.
Schlechter gearbeitet sind die 1/12 Stücke mit der Jahreszahl 1807. Die Präge ist sehr undeutlich, die Gestalt des Pferdes unkenntlich, an den Vordertheilen wenig ausgedrückt. Unter dem Pferd stehen die Buchstaben M. C. Die Unterschrift ist unleserlich, die Buchstaben stehen schief und mehrere verkehrt. Die Rückseite ist ebenfalls etwas besser, hingegen die Umschrift durchaus schlecht gerathen. Auf dem Rande erkennt man keine Zeichnung und auf der Vorderseite sind nichts als plumpe unregelmäßige Zacken.“

„Warnung vor falschen Lippischen Mariengroschen von 1806. – Da sich die im 25ten Stück der Lippischen Intelligenzblätter vom Jahre 1806 beschriebene falsche Lippische Mariengroschen mit der Jahreszahl 1804 wieder sehen lassen: so wird das Publikum nochmal davor gewarnet. Detmold den 17ten Jan. 1809. Fürstl. Lipp. Vormundschaftliche Regierung.“

Auch das gab es …

„Lemgo. Am vorigen Sonntage hat sich in dem Klingelbeutel der Kirche zu St. Marien eine Pistole in Golde gefunden, wofür dem milden Geber Namens der Armen verbindlichst gedankt und Gottes reicher Segen gewünschet wird.“

### Leopold II. (1820 bis 1851)
Paul Alexander Leopold II. (* 6. November 1796 in Detmold; † 1. Januar 1851 ebenda) war beim Tod seines Vaters Leopold I. erst sechs Jahre alt. Deshalb übernahm zu Beginn seiner Regentschaft im Jahr 1820 seine äußerst fähige Mutter Pauline bis zu ihrem Tod die Regierungsgeschäfte.
| Gesetzliche Ausbringung der wichtigsten Sorten vor Einführung der Reichswährung | Gesetzliche Ausbringung der wichtigsten Sorten vor Einführung der Reichswährung | Gesetzliche Ausbringung der wichtigsten Sorten vor Einführung der Reichswährung | Gesetzliche Ausbringung der wichtigsten Sorten vor Einführung der Reichswährung | Gesetzliche Ausbringung der wichtigsten Sorten vor Einführung der Reichswährung | Gesetzliche Ausbringung der wichtigsten Sorten vor Einführung der Reichswährung |
| ------------------------------------------------------------------------------- | ------------------------------------------------------------------------------- | ------------------------------------------------------------------------------- | ------------------------------------------------------------------------------- | ------------------------------------------------------------------------------- | ------------------------------------------------------------------------------- |
| Nennwert                                                                        | Prägezeit                                                                       | Metall                                                                          | Gewicht                                                                         | Feingewicht                                                                     | Feingehalt                                                                      |
| Doppeltaler                                                                     | 1843                                                                            | Silber                                                                          | 37,120 g                                                                        | 33,408 g                                                                        | 900,0 ‰                                                                         |
| Vereinstaler                                                                    | 1860, 1866                                                                      | Silber                                                                          | 18,519 g                                                                        | 16,667 g                                                                        | 900,0 ‰                                                                         |
| 2 1/2 Silbergroschen                                                            | 1847                                                                            | Billon                                                                          | 3,248 g                                                                         | 1,218 g                                                                         | 375,0 ‰                                                                         |
| 2 1/2 Silbergroschen                                                            | 1860                                                                            | Billon                                                                          | 3,221 g                                                                         | 1,208 g                                                                         | 375,0 ‰                                                                         |
| 1 Silbergroschen                                                                | 1847                                                                            | Billon                                                                          | 1,559 g                                                                         | 0,487 g                                                                         | 312,5 ‰                                                                         |
| 1 Silbergroschen                                                                | 1860                                                                            | Billon                                                                          | 2,196 g                                                                         | 0,483 g                                                                         | 220,0 ‰                                                                         |
| 1/2 Silbergroschen                                                              | 1847                                                                            | Billon                                                                          | 0,974 g                                                                         | 0,244 g                                                                         | 250,0 ‰                                                                         |

Zur Regierung gelangt, führte Leopold ein wahres Einsiedlerleben. Seine Gemahlin, Prinzessin Emilie von Schwarzburg-Sondershausen (* 23. April 1800), war eine gute, sanfte Frau, die sich der strengen Lebensweise ihres Gatten unterwarf. Das Ehepaar hatte neun Kinder und führte ein musterhaftes Familienleben. Leopold II. hatte zwei Leidenschaften, die Jagd und das Theater, das zu den besten Deutschlands gehörte, dessen Kosten aber, im Vergleich zu den Einnahmen des Staates, unverhältnismäßig hoch waren. Albert Lortzing war von 1826 bis 1833 am Detmolder Theater engagiert.
| Jährlicher Lebensbedarf eine Tagelöhners um 1849 | Jährlicher Lebensbedarf eine Tagelöhners um 1849 |
| ------------------------------------------------ | ------------------------------------------------ |
| Hausmiete                                        | 18 Taler                                         |
| Gartenmiete                                      | 6 Taler                                          |
| Ackerland zu Kartoffeln                          | 7 Taler                                          |
| wöchentlich 1/2 Scheffel Brotkorn0               | 26 Taler                                         |
| Backlohn                                         | 4 Taler 10 SGr.                                  |
| Hülsenfrüchte                                    | 2 Taler                                          |
| Holz                                             | 10 Taler                                         |
| Kaffee                                           | 5 Taler                                          |
| Fett, Salz, Öl                                   | 10 Taler                                         |
| Einliegergeld                                    | 1 Taler                                          |
| gesamt                                           | 89 Taler 10 SGr.                                 |

| Jahresgehälter ausgewählter Berufe um 1850 | Jahresgehälter ausgewählter Berufe um 1850 |
| ------------------------------------------ | ------------------------------------------ |
| Beruf                                      | Gehalt                                     |
| Wanderziegelmeister                        | 300…500 Taler                              |
| Ordentlicher Lehrer                        | nicht unter 150 Taler                      |
| Zimmermann                                 | 100…110 Taler                              |
| Tagelöhner ohne Kost                       | 60…84 Taler                                |
| Wanderziegler                              | 45…55 Taler                                |
| Tagelöhner mit Kost                        | 31…45 Taler                                |
| Großknecht                                 | 28…38 Taler                                |
| Kleinknecht                                | 20…25 Taler                                |
| Grasmäher                                  | 18…20 Taler                                |

1838 trat das Land Lippe der Dresdner Münzkonvention und 1857 dem Wiener Vertrag bei. Die Münzung erfolgte – gemäß diesen Verträgen – in Berlin.
| Übersicht der Prägungen | 1821 | 1822 | 1823 | 1824 | 1825 | 1826 | 1828 | 1829 | 1830 | 1835 | 1836 | 1840 | 1843 | 1847 |
| 2 Taler                 |      |      |      |      |      |      |      |      |      |      |      |      | S    |      |
| 2 1/2 Silbergroschen    |      |      |      |      |      |      |      |      |      |      |      |      |      | S    |
| 1 Silbergroschen        |      |      |      |      |      |      |      |      |      |      |      |      |      | S    |
| 1/2 Silbergroschen      |      |      |      |      |      |      |      |      |      |      |      |      |      | S    |
| 0Kupfer-Abschlag davon  |      |      |      |      |      |      |      |      |      |      |      |      |      | K    |
| 3 Pfennig               |      |      |      |      |      |      |      |      |      |      |      |      |      | K    |
| 0Silber-Abschlag davon  |      |      |      |      |      |      |      |      |      |      |      |      |      | S    |
| 1 1/2 Pfennig           | K    |      | K    | K    | K    |      |      |      |      |      |      |      |      |      |
| 1 Pfennig               | K    |      |      | K    | K    |      | K    | K    | K    | K    | K    | K    |      | K    |
| 1 Heller                |      | K    |      |      | K    | K    | K    |      |      |      |      | K    |      |      |

Erklärung: S = Silber, K = Kupfer
| Nominal: 1 Pfennig |                                                                    |
| | Münzstätte: Blomberg; Beauftragter für Kupferprägungen: Strickling |
| Ausgabe: 1821 |                                                                    |
| Material: Kupfer; Durchmesser: 18,6 mm; Gewicht: 2,02 g |                                                                    |
| Vorderseite: heraldische Rose, als Butzen kleine (Variante: große) Punkte |                                                                    |
| Rückseite: zwischen zwei Rosetten „I“ / „PFEN=“ / „NING.“ / „1821“ / Münzmeisterzeichen „ST“ |                                                                    |
| Nominal: 1 1/2 Pfennig |                                                                    |
| | Münzstätte: Lemgo; Beauftragter für Kupferprägungen: Trebbe        |
| Ausgabe: 1825 |                                                                    |
| Material: Kupfer; Durchmesser: 20,9 mm; Gewicht: 2,90 g |                                                                    |
| Vorderseite: heraldische Rose |                                                                    |
| Rückseite: zwischen zwei Rosetten „I I/2“ / „PFEN=“ / „NING.“ / Jahreszahl / Münzmeisterzeichen „T“                                                                                                  |                                                                    |
| Nominal: 1 Heller |                                                                    |
| | Münzstätte: Blomberg; Beauftragter für Kupferprägungen: Strickling |
| Ausgabe: 1840 |                                                                    |
| Material: Kupfer; Durchmesser: 16,5 mm; Gewicht: 1,08 g |                                                                    |
| Vorderseite: heraldische Rose |                                                                    |
| Rückseite: zwischen zwei (Variante: große oder kleine) Rosetten eine „I“ / „HELLER“ (Variante: „HELLER.“) / Jahreszahl (Variante: Jahreszahl mit „.“) / Münzmeisterzeichen „ST.“ (Variante: „ST“)    |                                                                    |
| Nominal: 1 Pfennig |                                                                    |
| |                                                                    |
| Ausgabe: 1821, 1824 |                                                                    |
| Material: Kupfer; Durchmesser: ?; Gewicht: ? |                                                                    |
| Vorderseite: zwischen zwei Rosetten eine „I“ / „PFENNING“ / Jahreszahl / Münzmeisterzeichen „ST.“ |                                                                    |
| Rückseite: heraldische Rose |                                                                    |
| Nominal: 1 Guter Pfennig |                                                                    |
| |                                                                    |
| Ausgabe: 1825 |                                                                    |
| Material: ?; Durchmesser: ?; Gewicht: ? |                                                                    |
| Vorderseite: zwischen zwei Rosetten eine „I“ / „GUTER“ / „PFENNIG“ / „1826“ |                                                                    |
| Rückseite: Wappen unter Krone |                                                                    |
| Nominal: 1 Pfennig |                                                                    |
| |                                                                    |
| Ausgabe: 1828, 1829, 1830, 1836, 1840 |                                                                    |
| Material: Kupfer; Durchmesser: ?; Gewicht: ? |                                                                    |
| Vorderseite: zwischen zwei (Variante 1836: große und kleine) Rosetten eine „I“ / „PFENNIG“ / Jahreszahl / Münzmeisterzeichen „ST.“ (Variante 1929: ohne „.“; Variante 1840: ohne Münzmeisterzeichen) |                                                                    |
| Rückseite: heraldische Rose |                                                                    |
| Nominal: Doppeltaler |                                                                    |
| |                                                                    |
| Ausgabe: 1843, Auflage = 16.800 Stück (Wert = 33.600 Taler) |                                                                    |
| Material: Silber; Durchmesser: ?; Gewicht: ? |                                                                    |
| Vorderseite: „* 2 THALER VII EINE F. MARK 3 1/2 GULDEN *“ / „VEREINS 1843 MÜNZE“ um neunfeldiges Wappen auf Hermelinmantel unter Fürstenhut                                                          |                                                                    |
| Rückseite: „PAUL ALEXANDER LEOPOLD FÜRST ZUR LIPPE“ um nach rechts blickenden Kopf; Münzstättenzeichen „A“                                                                                           |                                                                    |
| Randschrift: „CONVENTION VOM 30 JULY 1838 *“ |                                                                    |
| Nominal: 2 1/2 Silbergroschen |                                                                    |
| |                                                                    |
| Ausgabe: 1847, Auflage = 363.264 Stück (Wert = 908.160 Silbergroschen) |                                                                    |
| Material: Billon; Durchmesser: ?; Gewicht: ? |                                                                    |
| Vorderseite: „12 EINEN THALER“ über und „SCHEIDEMÜNZE“ unter „2 1/2“ / „SILBER“ / „GROSCHEN“ / „1847“ / Münzstättenzeichen „A“                                                                       |                                                                    |
| Rückseite: „PAUL ALEX. LEOPOLD FÜRST Z. LIPPE“ um nach rechts blickenden Kopf |                                                                    |
| Rand: glatt |                                                                    |
| Nominal: 1 Silbergroschen |                                                                    |
| |                                                                    |
| Ausgabe: 1847, Auflage = 750.000 Stück (Wert = 750.000 Silbergroschen) |                                                                    |
| Material: Billon; Durchmesser: ?; Gewicht: ? |                                                                    |
| Vorderseite: „30 EINEN THALER“ über und „SCHEIDE MÜNZE“ unter „1“ / „SILBER“ / „GROSCHEN“ / „1847“ / Münzstättenzeichen „A“                                                                          |                                                                    |
| Rückseite: „PAUL ALEX. LEOPOLD FÜRST Z. LIPPE“ um nach rechts blickenden Kopf |                                                                    |
| Rand: glatt |                                                                    |
| Nominal: 1/2 Silbergroschen |                                                                    |
| |                                                                    |
| Ausgabe: 1847, Auflage = 320.580 Stück (Wert = 160.290 Silbergroschen) |                                                                    |
| Material: Billon; Durchmesser: ?; Gewicht: ? |                                                                    |
| Vorderseite: „60 EINEN THALER“ über und „SCHEIDE MÜNZE“ unter „1/2“ / „SILBER“ / „GROSCHEN“ / „1847“ / Münzstättenzeichen „A“                                                                        |                                                                    |
| Rückseite: „PAUL ALEX. LEOPOLD FÜRST Z. LIPPE“ um nach rechts blickenden Kopf |                                                                    |
| Rand: glatt |                                                                    |
| Nominal: 3 Pfennig |                                                                    |
| |                                                                    |
| Ausgabe: 1847, Auflage = 1.019.600 Stück (Wert = 3.050.700 Pfennig) |                                                                    |
| Material: Kupfer; Durchmesser: ?; Gewicht: ? |                                                                    |
| Vorderseite: „SCHEIDE MÜNZE“ über „3“ / „PFENNINGE“ / „1847“ / „--------“ / Münzstättenzeichen „A“                                                                                                   |                                                                    |
| Rückseite: „4 EINEN SILB. GROSCHEN“ um Schild mit heraldischer Rose unter Fürstenhut |                                                                    |
| Rand: glatt |                                                                    |
| Nominal: 1 Pfennig |                                                                    |
| |                                                                    |
| Ausgabe: 1847, Auflage = 972.000 Stück (Wert = 972.000 Pfennig) |                                                                    |
| Material: Kupfer; Durchmesser: ?; Gewicht: ? |                                                                    |
| Vorderseite: „SCHEIDE MÜNZE“ über „1“ / „PFENNING“ / „1847“ / „--------“ / Münzstättenzeichen „A“ |                                                                    |
| Rückseite: „12 EINEN SILBERGROSCHEN“ um Schild mit heraldischer Rose unter Fürstenhut |                                                                    |
| Rand: glatt |                                                                    |

Bekanntmachung über die außer Cours kommenden Waldeckschen Münzen

„Bekanntmachung. Die nachstehende Fürstlich Waldecksche Verordnung vom 20sten December v. J. über die außer Cours kommenden Waldeckschen Münzen wird hiermit zur öffentliche Kunde gebracht. Da darnach die darin bezeichneten Münzen nach dem 1sten April dieses Jahres ihre Gültigkeit verlieren und im Laufe des Monats März an die Oberrentämter zur Umwechslung gegen neue Scheidemünze oder Courant abgeliefert werden müssen, so werden die Special=Rendanten angewiesen, ihre Vorräthe an solchen Waldeckschen, genau zu sondernden Münzen spätestens bis zum 15ten März an die Generalcassen einzusenden. Nach Ablauf dieses Zeitraums werden dieselben nicht mehr angenommen.
Detmold, den 31sten Januar 1843.
Fürstlich Lippische Regierung. W. A. Eschenburg.

Verordnung über die außer Cours kommenden Waldeckischen Münzen.
Da in Folge des Landesherrlichen Gesetzes über das Münzwesen diejenigen Waldeckischen Münzen und insbesondere diejenigen Scheidemünzen, welche in die neue Münzwährung und Eintheilung nicht passen, nicht ferner coursieren sollen, so wird in dieser Beziehung mit Landesherrlicher Genehmigung Folgendes verordnet:
§. 1. Die nachfolgenden älteren Münzen und beziehungsweise Scheidemünzen
1) die 1/4 Thalerstücke,
2) die 2 Mariengroschenstücke,
3) die 1 Mariengroschenstücke,
4) die 1/2 Mariengroschenstücke,
5) die 3 Pfennigstücke und
6) die 1 Pfennigstücke
Waldeckischen Gepräges sollen nur bis zum 1sten April 1843 coursieren und nach diesem Zeitpuncte als Münzen keine Gültigkeit behalten. (…)
Die vorstehende Verordnung wird zur allgemeinen Nachricht und Nachachtung hiermit bekannt gemacht.
Arolsen den 20sten December 1842.
Fürstlich Waldeckische Regierung.    unterz. L. Hagemann“

Verordnung, die herrenlosen Conventions=1/6 und 1/12 Stücke und die ausländische Scheidemünze betreffend

„Nach der Bekanntmachung vom 15ten Februar 1842 (die Nr. 8 der vorigjährigen Intelligenzblätter) ist die Annahme der nach dem Conventionsfuße ausgeprägten 1/6 und 1/12 Stücke bei den Cassen vorerst noch gestattet, da aber unter diesen Münzen sich manche jetzt herrenlose befinden, welche im Auslande nirgend mehr gelten und sich deshalb in hiesiges Land ziehen, so macht sich eine genaue, auch hinsichtlich der ausländischen Scheidemünze erforderliche Bezeichnung der bei den Cassen ferner zulässigen Münzen nöthig und wird zu dem Ende nomine Serenissimi verordnet:
        1) Es dürfen künftig nur Königlich Hannoversche und Herzoglich Braunschweigsche 1/6 und 1/12 und zwar die 1/12 Stücke nur als Scheidemünze bei den Cassen angenommen werden. Die Tuten oder Rollen mit solchen Münzen sind mit der Aufschrift: Hannoversche und Braunschweigsche 1/6 oder 1/12 Stücke zu versehen und dürfen bei 1 Rthl. Ordnungsstrafe keine andere Conventions=Stücke enthalten. Auch von den Courant=1/6 und 1/12 Stücken sind diese Conventions=Stücke gesondert zu halten und jene besonders einzurollen und durch die Aufschrift zu bezeichnen.
        2) Außerdem dürfen nur folgende nicht in Courant ausgeprägte grobe Münzen:
            a. vollwichtige Laub= und Kronthaler zu 1 Rthl. 18 gr.,
            b. Speciesthaler,
            c. Königlich Sächsische, Hannoversche, Braunschweigsche und Mecklenburgsche 2/3 Stücke,
            d. nicht durchlöcherte 2/9 Stücke und sämtliche Lippische und nach dem Leipziger oder Conventionsfuße geprägten Münzen
bei den Cassen als Courant angenommen werden.
        3) Auch die Courant=1/12 Stücke sind, gleich den 1/12 Conventionsstücken, bei den Cassen nur als Scheidemünze zulässig. Außerdem sind bei denselben alle einländische Scheidemünzen, von ausländischen aber nur Königlich Hannoversche, Herzoglich Braunschweigsche und Fürstlich Schaumburg=Lippische 1/24 und 1/36 Stücke anzunehmen.
        4) Die nach der Verordnung vom 28sten Dec. 1841 (die Nr. 1 der vorigjährigen Intelligenzblätter) bisher noch gestatte Zahlung von einem Fünftheil Scheidemünze wird auf ein Zehntheil beschränkt, dergestalt, daß bei Zahlungen, bei welchen keine Münzsorte festgelegt ist, welche demnach in Courant als der Landesmünze zu leisten sind, künftig nur ein Zehnttheil Scheidemünze zulässig ist und die Annahme einer größeren Quote verweigert werden kann.
        5) Sämmtlich Cassen=Rendanten haben sich hiernach genau zu achten und ihre Bestände an nach dieser Verordnung künftig nicht mehr zulässigen Münzen innerhalb 8 Tagen an die Generalcassen einzusenden. Auch wird denselben hinsichtlich des Einrollens der Gelder bei 1 Rthl. in 1/3 und 50 Rthl. in 1/6 Stücken zu verpacken, die Scheidemünze aber nur einzurollen und zwar die 1/12 Stücke in Rollen nicht über 10 Rthl. und die 1/24 und 1/36 Stücke in Rollen bis zu 5 Rthl.
Vorstehende Verordnung soll durch das Regierungsblatt bekannt gemacht und demnächst in die Gesetzsammlung aufgenommen werden.
Detmold den 28sten März 1843. / Fürstlich Lippische Regierung. W. A. Eschenburg.“

Das passiert …

„Bekanntmachung. Wegen Verausgabung falschen Geldes ist der Seiler Wilhelm Seiger aus Lipperode zur Zwangsarbeits=Strafe auf 11 Monate verurtheilt worden.
Detmold den 18ten December 1844. / Fürstlich Lippisches Criminalgericht das.  Ballhorn-Rosen.“

„Bekanntmachung. Gegen den hier wegen Verausgabung eines falschen Thalerstücks bestraften Friedrich Wilhelm Schulze aus Stedefreund, bei Herford, ist auch Landesverweisung ausgesprochen worden, unter Androhung halbjähriger Zwangsarbeit=Strafe für den Fall der Rückkehr.
Detmold den 3ten December 1846.  /    Fürstlich Lippisches Criminalgericht daselbst. / Ballhorn-Rosen.“

Einführung der Silbergroschen und Silberpfennige

„Detmold. Die bevorstehende Einführung der Silbergroschen und Silberpfennige macht die Veränderung des statutenmäßigen Zinsfußes der Sparcasse zu 1 mgr. 1½ pf. vom Thaler nothwendig. Mit Genehmigung Fürstlicher Regierung wird derselbe daher vom nächsten Jahre an auf einen Silbergroschen vom Thaler festgelegt, so daß also alle im nächsten Jahre zur Zahlung kommenden Zinsen, mögen sie dann fällig oder von früherer Zeit rückständig seyn, nach diesem Zinsfuße berechnet und berichtigt werden. Diejenigen Gläubiger der Sparcasse, welche dieser Bestimmung sich zu fügen nicht geneigt sind, müssen vor dem Ablaufe d. J. ihre Einlagen aus der Casse zurücknehmen.
Detmold den 9ten October 1845.  /  Die Direction der Sparcasse.  Führer.“

„Bekanntmachung, die Aussetzung der Einführung der Silbergroschen betreffend.
Nach dem Beschlusse auf letztem Landtage sollten die Silbergroschen als neue Scheidemünze mit Anfang künftigen Jahres eingeführt werden und war dazu von der Regierung die nöthige Vorbereitung in der Erwartung getroffen, daß die Königliche General=Münz=Direction in Berlin, welche die Prägung der neuen Scheidemünzen übernommen hat, dieselben vor Ablauf des Jahres werde liefern können. Nach der von dieser Behörde jetzt eingegangenen Benachrichtungen würde die Lieferung der neuen Münzen aber erst bis Ende Februars künftigen Jahres bewirkt werden können, weshalb die Einführung derselben und der Rechnung nach Silbergroschen, da solche im Laufe des Jahres Störung im Rechnungswesen verursachen würde, nunmehr mit höchster Genehmigung Serenissimi bis zum Anfange des Jahres 1847 ausgesetzt ist.
Diese Verfügung soll durch das Regierungsblatt zur allgemeinen Kunde gebracht werden.
Detmold, den 4ten November 1845.  /  Fürstlich Lippische Regierung.  W. A. Eschenburg.“

„Bekanntmachung, die Festsetzung der Brodtaxe nach Silbergroschen betreffend.
Wegen der auf Neujahr bevorstehenden Einführung der Silbergroschen zu 12 Pfennigen hat die Regierung die Waitzen= und Roggenbrod=Taxen auf Grundlage der bisherigen Principien nach dieser neuen Münze ausrechnen und darüber die beiden Tabellen anfertigen lassen, welche dem gegenwärtigen Regierungsblatte als Anlagen beigefügt sind.
Die Polizei=Behörden haben sich nach diesen Tabellen bei Festsetzung der Brodtaxen zu achten und haben künftig auch die Magisträte zu Barntrup und Lage, gleich den übrigen fünf Städten, am Schluß jeden Monats die den Bäckern für den folgenden Monat gesetzten Kornpreise und Taxen an die Redaction des Regierungs=Blattes zur Bekanntmachung einzusenden.
Nach den in den Tabellen angegebenen Sätzen läßt sich das Gewicht für andere als die darin unterstellten Brodpreise (z. B. für Roggenbrod zu 1½ und 5 Sgr., welche die Hälfte, beziehungsweise das Doppelte des angegebenen Gewichts haben muß) leicht ausrechnen. Bei der Berechnung der Lemgoer Brodtaxen ist aber dem Kornpreise der Betrag der städtischen Accise zuzusetzen, also das Gewicht zur Anwendung zu bringen, welche dem um den Betrag der Accise höhern Kornpreise entspricht.
Detmold, den 8ten December 1846.  /  Fürstlich Lippische Regierung.  W. A. Eschenburg.
Auswahl einiger Angaben in den beigefügten Tabellen:

Wenn der Scheffel Roggen 1 Rthl. und 7 Sgr. kostet, so muß ein Kleinbrod für 2½ Sgr. 2 Pfd., 25 Lth. und 1 Qt., ein Mittelbrod für 2½ Sgr. 3 Pfd., 26 Lth. und 2 Qt. sowie ein Großbrod für 2½ Sgr. 4 Pfd. und 15 Lth.wiegen.
Wenn der Scheffel Roggen 3 Rthl. und 29 Sgr. kostet, so muß ein Kleinbrod für 2½ Sgr. 1 Pfd., 10 Lth. und 2 Qt., ein Mittelbrod für 2½ Sgr. 1 Pfd., 26 Lth. und 1 Qt. sowie ein Großbrod für 2½ Sgr. 2 Pfd., 3 Lth. und 3 Qt. wiegen.“

Bekanntmachung

„Vor kurzem ist im hiesigen Verkehr ein falsches Lippisches 2½ Silbergroschen=Stück vorgekommen. Dasselbe ist den ächten Münzen dieser Art vom Jahr 1847 aus Zinn nachgebildet, hat mit diesem gleiche Größe und Dicke, ist aber 8 Aß (Anm.: ≈ 0,4 Gramm) leichter und scheint, der rauhen und blinden Fläche nach, gegossen zu seyn.
Die Obrigkeiten werden hiervon in Kenntniß gesetzt, um auf etwa mehr vorkommende falsche Münzen der obigen Art und auf deren Verbreiter achten zu lassen und eintretenden Falls darüber sofortigen Bericht zu erstatten.
Detmold, den 12ten März 1850.  /  Fürstlich Lippische Regierung.  v. Meien.“

### Leopold III. (1851 bis 1875)
Paul Friedrich Emil Leopold III. (* 1. September 1821 in Detmold; † 8. Dezember 1875 ebenda) regierte vom 1. Januar 1851 bis zum 8. Dezember 1875. Als streng Konservativer war Leopold ein Gegner der Märzrevolution. Er löste deshalb den Landtag bald auf und hob durch Verordnung vom 15. März 1853 die Verfassung von 1849 auf und führte die Verfassung von 1836 wieder ein, obwohl man ihm davon abriet. Die liberale Partei schäumte über diesen Staatsstreich, während sich der Fürst auf den Standpunkt stellte, dass er die durch die Revolution erzwungene Verfassung weder veranlasst noch gebilligt, geschweige denn beschworen habe. Seine Kabinettsräte ersetzte er darauf durch den unrühmlich bekannten Dr. Hannibal Fischer, den hochkonservativen „Flotten-Fischer“, der sich und die Regierung weiterhin äußerst unbeliebt machte. Seinem Nachfolger, dem konservativen Minister Alexander von Oheimb, gelang trotzdem ein großer Erfolg in der Verhandlung mit den Ständen, indem er die Trennung von Landes- und Domanialhaushalt im Sinne des Fürsten durchführte und die Anerkennung der Stände erlangte, dass das Domanium als Privatbesitz der fürstlichen Familie anerkannt wurde. Im Allgemeinen dauerte aber der Verfassungsstreit an, und die liberale Opposition erregte sich über von Oheimbs Erfolg nur noch mehr, machte dem Fürsten das Leben sauer und verbitterte ihn, während sich der Riss zwischen Konservativen und Liberalen, zwischen Stadt und Land vertiefte.
Dies schmerzte den Fürsten durchaus, denn er galt als leutselig und freundlich: Zu seinen wöchentlichen Audienzen hatte jedermann Zutritt.

#### Münzgesetz des Deutschen Reichs
Nach der Reichsgründung 1871 behinderten acht unterschiedliche Landeswährungen Handel und Verkehr der Gliedstaaten im Deutschen Reich. Es existierten insgesamt acht Landeswährungen mit Talern, Vereinstalern, Konventionstalern, Kreuzern, Hellern, Groschen, Silbergroschen, Neugroschen, Gulden, Konventionsgulden, Schillingen, Mark, Pfennigen, Neu-Pfennigen, Franc, Centimes, Bremer Goldtalern, Groten, Schwaren, Preußischen oder Graumannschen Reichstalern, Kuranttalern sowie Friedrich d’or, die auf unterschiedlichen Gold- und Silbergehalten in ihren Münzen fußten und den Handel erschwerten. Daher verabschiedete Kaiser Wilhelm I. die erste Währungsunion im Deutschen Reich.

Durch das Gesetz vom 4. Dezember 1871 wurde mit der Reichsgoldmünze der Goldgehalt der neuen gemeinsamen Währung „Mark“ festgelegt und dieser durch das Münzgesetz vom 9. Juli 1873 auf alle Landeswährungen angewendet. – 1875 wurde die im ganzen Kaiserreich eingeführte Goldmark auch Zahlungsmittel im Fürstentum. Die Vorderseite, das Avers, konnte von den Gliedstaaten des Reiches gestaltet werden. In Lippe zeigten sie teils das Porträt des regierenden Fürsten.
| Übersicht der Prägungen | 1851 | 1858 | 1860 | 1866 |
| 1 Vereinsthaler         |      |      | S    | S    |
| 2 1/2 Silbergroschen    |      |      | S    |      |
| 1 Silbergroschen        |      |      | S    |      |
| 3 Pfennig               |      | K    |      |      |
| 1 Pfennig               | K    |      |      |      |

Erklärung: S = Silber, K = Kupfer
| Nominal: 1 Pfennig |                                                                       |
| | Münzstätte: Berlin; Medailleur: Christoph Carl Pfeuffer (Vorderseite) |
| Ausgabe: 1851, Auflage = 1.080.000 Stück; 1858, Auflage = 900.000 Stück                                                                                 |                                                                       |
| Material: Kupfer; Durchmesser: 17,6 mm; Gewicht: 1,5 g                                                                                                  |                                                                       |
| Vorderseite: „12 EINEN SILB. GROSCHEN“ um Schild mit heraldischer Rose unter einem Fürstenhut                                                           |                                                                       |
| Rückseite: „SCHEIDE MÜNZE“ über „1“ / „PFENNING“ / Jahreszahl / „--------“ / Münzstättenzeichen „A“                                                     |                                                                       |
| Rand: glatt |                                                                       |
| Nominal: 3 Pfennig |                                                                       |
| | Münzstätte: Berlin; Medailleur: Christoph Carl Pfeuffer (Vorderseite) |
| Ausgabe: 1858, Auflage = 60.000 Stück |                                                                       |
| Material: Kupfer; Durchmesser: 24,0 mm; Gewicht: 4,5 g                                                                                                  |                                                                       |
| Vorderseite: „4 EINEN SILB. GROSCHEN“ um Schild mit heraldischer Rose unter Fürstenhut                                                                  |                                                                       |
| Rückseite: „SCHEIDE MÜNZE“ über „3“ / „PFENNINGE“ / „1858“ / „--------“ / Münzstättenzeichen „A“                                                        |                                                                       |
| Rand: glatt |                                                                       |
| Nominal: 1 Vereinsthaler |                                                                       |
| | Münzstätte: Berlin; Medailleur: Christoph Carl Pfeuffer (Vorderseite) |
| Ausgabe: 1860, Auflage = 25.600 Stück; 1866, Auflage = 17.500 Stück                                                                                     |                                                                       |
| Material: Silber; Durchmesser: 33,1; Gewicht: 18,5 g |                                                                       |
| Vorderseite: „PAUL FRIEDRICH EMIL LEOPOLD FÜRST Z. LIPPE“ um nach rechts blickenden Kopf, am Halsabschnitt „C. P.“, darunter das Münzstättenzeichen „A“ |                                                                       |
| Rückseite: „EIN VEREINSTHALER XXX EIN PFUND FEIN“ und Jahreszahl um ein neunfeldiges Wappen auf Hermelinmantel unter einem Fürstenhut                   |                                                                       |
| Randschrift: „MÜNZVERTRAG VOM 24. JANUAR 1857“ |                                                                       |
| Nominal: 2 1/2 Silbergroschen |                                                                       |
| | Münzstätte: Berlin; Medailleur: Christoph Carl Pfeuffer (Vorderseite) |
| Ausgabe: 1860, Auflage = 120.000 Stück |                                                                       |
| Material: Silber; Durchmesser: 21,1 mm; Gewicht: 3,2 g                                                                                                  |                                                                       |
| Vorderseite: „PAUL FRIEDR. EMIL LEOPOLD FÜRST Z. LIPPE“ um nach rechts blickenden Kopf                                                                  |                                                                       |
| Rückseite: „12 EINEN THALER“ über und „SCHEIDE MÜNZE“ unter „2 1/2“ / „SILBER“ / „GROSCHEN“ / „1860“ / Münzstättenzeichen „A“                           |                                                                       |
| Rand: glatt |                                                                       |
| Nominal: 1 Silbergroschen |                                                                       |
| | Münzstätte: Berlin; Medailleur: Christoph Carl Pfeuffer (Vorderseite) |
| Ausgabe: 1860, Auflage = 432.000 Stück |                                                                       |
| Material: Silber; Durchmesser: 18,5 mm; Gewicht: 2,2 g                                                                                                  |                                                                       |
| Vorderseite: „PAUL FRIEDR. EMIL LEOPOLD FÜRST Z. LIPPE“ um nach rechts blickenden Kopf                                                                  |                                                                       |
| Rückseite: „30 EINENTHALER“ über und „SCHEIDE MÜNZE“ unter „1“ / „SILBER“ / „GROSCHEN“ / „1860“ / Münzstättenzeichen „A“                                |                                                                       |
| Rand: glatt |                                                                       |

### Woldemar (1875 bis 1895)
Günther Friedrich Woldemar (* 18. April 1824 in Detmold; † 20. März 1895 ebenda) war bei seinem Regierungsantritt am 8. Dezember 1875 schon 51 Jahre alt.
Angesichts der eigenen Kinderlosigkeit, dem entmündigten Bruder Karl Alexander zur Lippe und die sich daraus ergebenden Schwierigkeiten für die Erbfolge versuchte er die Ereignisse zu präjudizieren. Aufgrund persönlicher Abneigung und beseelt von dem Wunsch, sein Land einem Mitglied eines regierenden Fürstenhauses zu vererben, bestimmte in seinem Testament den Prinzen Adolf zu Schaumburg-Lippe, einen Schwager Kaiser Wilhelms II., zu seinem Nachfolger und entfachte dadurch den lippischen Thronstreit, der in dem folgenden Jahrzehnt in Lippe die Geister trennte und das Interesse der Weltöffentlichkeit erregte.
Während der Regierungszeit Woldemars bis zum 20. März 1895 sind keine lippischen Münzen geprägt worden.

In Woldemars Regierungszeit fiel 1876 die erste Ausgabe von 100-Mark-Banknoten der Deutschen Reichsbank.
| Kornpreise 1876 in Detmold | Kornpreise 1876 in Detmold | Kornpreise 1876 in Detmold | Kornpreise 1876 in Detmold | Kornpreise 1876 in Detmold |
| -------------------------- | -------------------------- | -------------------------- | -------------------------- | -------------------------- |
| 100 Pfund                  | Februar                    | März                       | April                      | Mai                        |
| Weizen                     | 10,00 Mark                 | 10,00 Mark                 | 10,75 Mark                 | 10,75 Mark                 |
| Roggen                     | 8,50 Mark                  | 8,30 Mark                  | 8,75 Mark                  | 8,75 Mark                  |
| Gerste                     | 8,50 Mark                  | 8,25 Mark                  | 8,75 Mark                  | 9,00 Mark                  |
| Hafer                      | 9,00 Mark                  | 8,75 Mark                  | 9,25 Mark                  | 9,00 Mark                  |

Bekanntmachung, betreffend die Außerkurssetzung von Scheidemünzen der Thalerwährung

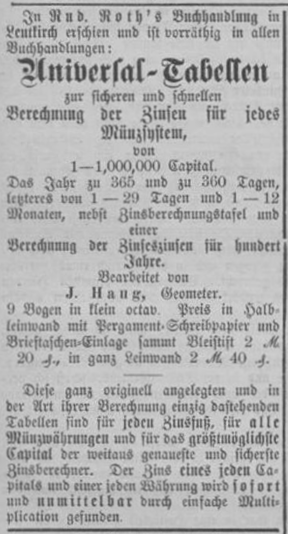
Anzeige im Fürstlich Lippischen Regierungs- und Anzeigeblatt:
„Tabellen zur Berechnung der Zinsen für jedes Münzsystem“ (1876)

„Aufgrund des Artikels 8 des Münzgesetzes vom 9. Juli 1873 (Reichs-Gesetzbl. S. 233) hat der Bundesrath die nachfolgenden Bestimmungen getroffen:
  §. 1. Die 1/2=Groschenstücke der Thalerwährung, die 1/30=, 1/15=, 1/12=Thalerstücke und alle übrigen, auf nicht mehr als 1/12=Thaler lautenden Silberscheidemünzen der Thalerwährung, welche noch gegenwärtig gesetzliche Zahlungsmittel sind, gelten vom 1. Juni 1876 ab nicht ferner als gesetzliche Zahlungsmittel. Es ist daher vom 1. Juni 1876 ab, außer den mit der Einlösung beauftragten Kassen, Niemand verpflichtet, diese Münzen in Zahlung zu nehmen.
  §. 2. Die im Umlauf befindlichen, in dem §. 1 bezeichneten Münzen werden in der Zeit vom Juni bis 31. August 1876 von den durch die Landes-Centralbehörden zu bezeichnenden Kassen derjenigen Bundesstaaten, welche diese Münzen geprägt haben, oder in deren Gebiet dieselben gesetzliches Zahlungsmittel sind, nach dem im Art. 15 Nr. 3 des Münzgesetzes vom 9. Juli 1873 festgesetzten Werthverhältnisse für Rechnung des Deutschen Reichs sowohl in Zahlung genommen, als auch gegen Reichs- oder Landesmünzen umgewechselt.
 Nach dem 31. August 1876 werden derartige Münzen auch von diesen Kassen weder in Zahlung noch zum Umwechslung angenommen.
  §.3. Die Verpflichtung zur Annahme und zum Umtausch (§. 2) findet auf durchlöcherte und anders als durch den gewöhnlichen Umlauf im Gewicht verringerte, imgleichen auf verfälschte Münzstücke keine Anwendung.
 Berlin, der 12. April 1876.   Der Reichskanzler. v. Bismarck.“

           Ergänzung zur Bekanntmachung

„Zur Ausführung der vorstehenden Bekanntmachung wird hierdurch zur öffentlichen Kenntniß gebracht, daß die bezeichneten Münzen unter den aufgeführten Bedingungen in den Monten Juni, Juli und August d. J. innerhalb des Fürstenthums Lippe bei der Landcasse und sämmtlichen Special=Steuercassen und dem festgesetzten Werthverhältniß sowohl in Zahlung angenommen als auch gegen Reichsmünzen umgewechselt werden.
Füsrtlich Lippische Regierung. Eschenburg.“

           Reaktion auf die Bekanntmachung

„Die nicht mehr gesetzlichen Zahlungsmittel als 1/2 Groschenstücke, 1/30, 1/15 und 1/12 Thalerstücke werden nach dem 15. dieses Monats von uns nicht mehr angenommen.
Actien-Bierbrauerei Falkenkrug. K. Döpping.“

Falsche Goldstücke

„Unter diesem Titel berichtet die „A.; A.; Ztg.“: Seitdem in Deutschland die Goldwährung eingeführt ist, haben wir ein größeres Interesse an der Aufdeckung und der Unterdrückung der Falschmünzerei bezüglich der Goldstücke. Deshalb verdienen die Enthüllungen besondere Aufmerksamkeit welche darüber in der letzten lateinischen Münzconferenz gemacht wurden, aber erst kürzlich durch einen Bericht der schweizerischen Commissäre in die Oeffentlichkeit gedrungen sind. Der Präsident der Conferenz Herr Dumas, machte nämlich die vertrauliche Mittheilung, daß eine beträchtliche Summe falscher Goldstücke im Umlauf sei, und zwar geschehe die Falschmünzerei jetzt hauptsächlich mit Hülfe der Platina. Die specifische Schwere der Platina zum Golde verhält sich wie 21 : 19. Der Klang der beiden Metalle ist ungefähr derselbe. Daraus folgt, daß, wenn es gelingt, Platina mit einem anderen Metall zu legieren, welches dessen Dichtheit vermindert, man Stücke erhalten kann, die vergoldet in ziemlich vollkommener Weise die Goldstücke nachahmen. Da nun die Platina gegenwärtig nur den fünften Theil des Goldes werth ist, so kommt ein falsches Zwanzigfrankenstück nur auf ungefähr 4 Franken zu stehen. Seit mehr als 6 Jahren sind in dieser Weise in Spanien in größerem Maßstabe Isabellen, Napoleons und Sovereigns falsch gemünzt worden. Ein ansehnlicher Betrag dieser falschen Münzen ist in Frankreich eingeführt worden, theils durch den Grenzverkehr, theils durch carlistische Flüchtlinge. Schon im Jahre 1870 hatte eines der Mitglieder der Conferenz eine ganze Sammlung falscher Münzen untersucht. Eine neue Sammlung war während der Conferenz von 1876 ausgestellt, und die Regierungsbevollmächtigten hatten Gelegenheit, wahrzunehmen, daß die Fälscher bedeutende Fortschritte in der Fabrikation gemacht hatten, und daß die letzten ihrer Erzeugnisse sehr geeignet waren, das Publicum zu täuschen. Dumas machte ferner folgende Eröffnung, welche man den Geständnissen eines Galeerensträflings in La-Rouquette verdankte. Schon im Jahre 1867 seien in Katalonien Falschmünzerwerkstätten eingerichtet worden, welche falsche spanische Goldmünzen im Betrage von nicht weniger als 1/15 des Gesamtumlaufes auf der pyrenäischen Halbinsel geschlagen haben sollen. Als das öffentliche Mißtrauen erwacht war, verlegten sich die Falschmünzer auf die Nachahmung fremder Goldstücke. Die ersten gefälschten französischen Zwanzigfrankenstücke sollen in Frankreich durch Viehhändler eingeführt worden sein. Die Falschmünzerwerkstätten, welche sich hauptsächlich in Valencia und Barcelona befinden sollen, seien mit hydraulischen Pressen ausgerüstet, mit denen man die Ränder der Platina ohne Geräusch pressen könne. Eine einzige Werkstätte in Barcelona habe 1½ Millionen falscher Goldstücke geliefert! eine andere habe in noch größeren Dimensionen falsch gemünzt. Die Werkstätten seien sehr gut eingerichtet und von geschickten Mechanikern und Graveueren bedient. Die Platinabarren wurden in verschiedenen Theilen Europas von Industriellen geliefert, deren Adressen verrathen wurden. Diese Platinabarren seien sämtlich 0,250 Meter lang, 0,085 Meter breit und 0003 Meter dick. Alle diese von einem reumüthig Geständigen offenbarten Umstände erwiesen sich später vor Gericht sowie durch Nachforschung der Consuln, als richtig.  – Es ist oben bemerkt, daß die Dichtheit der Platina durch Legierung mit anderen Metallen derart vermindert wurde, daß genau die Dichtheit der Legierung der lateinischen Münzconvention von 9/10 Gold und 1/10 Kupfer erzielt wird. So wurden die Stücke in der gesetzlichen Dicke geschlagen, so daß eine Rolle genau einer solchen von 100 Francs echten Napoleons gleich war. Die Falschmünzer hatten zuerst die Legierung der Zahnkünstler von 0,950 Platina und 0,50 Kupfer benutzt; nachdem sie aber bemerkt, daß in dieser Weise die Rolle um eine Kleinigkeit zu kurz wurde, so haben sie der Platina und dem Kupfer noch ein wenig Silber oder Zink beigefügt, um die richtige Mischung zu erhalten. Dieser letztere Umstand liefert vom Gesichtspunkte der internationalen Criminalrechtspflege einen wichtigen Anklagepunkt. Manche Staaten würden vielleicht anstehen, die Fabrikanten von Platinabarren zu verfolgen; allein sobald erwiesen ist, daß diese Industriellen nicht Platina an und für sich herstellen, sondern bestimmte legirte Stücke, welche genau die specifische Schwere der Legierung der lateinischen Münzconvention haben, so scheint ihre sträfliche Absicht erwiesen. Die französische Regierung hat daher ihren Münzstätten die Untersuchungsacten mitgetheilt, und die Folge war der bekannte Beschluß, nach welchem die verbündeten Regierungen ein scharfes Auge auf die Falschmünzerei in ihren Staaten und an ihren Grenzen haben sollen.“

Bekanntmachung betreffend die Außerkurssetzung der Zweithalerstücke und Eindrittelthalerstücke deutschen Gepäges. Vom 2. November 1876.

„Auf Grund des Artikels 8 des Münzgesetzes vom 9. Juli 1873 (Reichs=Gesetzbl. S. 233) hat der Bundesrath die nachfolgenden Bestimmungen getroffen:
§. 1. Die Zweithaler= (3½ Gulden=) Stücke und die Eindrittelthaler=Stücke deutschen Gepräges gelten vom 15. November 1876 ab nicht ferner als gesetzliche Zahlungsmittel.  Es ist daher vom 15. November 1876 ab, außer den mit der Einlösung beauftragten Kassen, niemand verpflichtet, diese Münzen in Zahlung zu nehmen.
§ 2. Die im Umlauf befindlichen Zweithaler= (3½ Gulden=) und Eindrittelthaler=Stücke deutschen Gepräges werden in der Zeit vom 15. November 1876 bis 15. Februar 1877 von den durch die Landes=Zentralbehörden zu bezeichnenden Landeskassen nach dem in Artikel 15 des Münzgesetzes vom 9. Juli 1873 festgesetzten Werthverhältnisse für Rechnung des Deutschen Reichs sowohl in Zahlung genommen, als auch gegen Reichs= oder Landesmünzen umgewechselt. Nach dem 15. Februar 1877 werden die Zweithaler= (3½ Gulden=) und Eindrittelthaler=Stücke deutschen Gepräges auch von diesen Kassen weder in Zahlung noch zur Umwechselung angenommen.
§. 3. Die Verpflichtung zur Annahme und zum Umtausch (§. 2) findet auf durchlöcherte und anders als durch den gewöhnlichen Umlauf im Gewicht verringerte, imgleichen auf verfälschte Münzstücke keine Anwendung.
Berlin, den 2. November 1876. / Der Reichskanzler. In Vertretung. Hofmann.“

           Ergänzung

„Unter Hinweis auf vorstehende Bekanntmachung des Reichskanzler=Amts vom 2. d. M. wird zu deren Ausführung Nachstehendes zur allgemeinen Kenntniß gebracht:
1., die Landeskasse, sowie sämtliche Special=Steuerkassen des Landes sind angewiesen worden, die in jener Bekanntmachung bezeichneten Münzsorten sowie auch die österreichischen Doppelthaler bis zum 15. Februar k. J. 1877 sowohl in Zahlung anzunehmen, als auch gegen Reichsmünzen umzuwechseln;
2., die genannten Kassen haben bis zur Einlösung kommenden Münzen der gedachten Art, getrennt nach den Sorten Zweithalerstücke, Eindrittelthalerstücke und österreichische Doppelthaler – in möglichst abgerundeten Beträgen, kassenmäßig verpackt und bezeichnet, an die zunächst gelegene Kaiserliche Postkasse abzuliefern;
3., die Postkassen haben Anweisung erhalten, über diese Einlieferungen den abliefernden Stellen Anerkenntnisse auszufertigen;
4., die Anerkenntnisse sind anstatt Baar von den Special=Steuerkassen der Landkasse und von dieser mit thunlichster Beschleunigung an die Reichshauptkasse einzusenden, welche letztere die Beträge im Abrechnungswege oder in Baar vergüten wird.
Detmold, den 22. November 1876. / Fürstlich Lippische Regierung. Eichenburg.“

### Alexander (1895 bis 1905)
Fürst Karl Alexander (* 16. Januar 1831 in Detmold; † 13. Januar 1905 in St. Gilgenberg in Eckersdorf) war vom 20. März 1895 bis zum 13. Januar 1905 nominell regierender Fürst zur Lippe, aber als geisteskrank entmündigt. Bis 1897 führte Schaumburg-Lippe die Regentschaft, ab 1897 Lippe-Biesterfeld, ab 1905 endgültig Lippe-Biesterfeld. Die wechselnde Regentschaft ist auch als lippischer Erbfolgestreit bekannt. Mit Alexanders Tod am 13. Januar 1905 starb die Detmolder Linie des Lippischen Fürstenhauses aus.
Während der Regierungszeit Alexanders sind keine lippischen Münzen geprägt worden.

### Leopold IV. (1905 bis 1918)
Leopold IV. Julius Bernhard Adalbert Otto Karl Fritz Georg Gustav zur Lippe (* 30. Mai 1871 in Oberkassel bei Bonn; † 30. Dezember 1949 in Detmold) war der letzte regierende Fürst von Lippe (1905 bis 1918).
Leopolds Regierung stand im Zeichen wirtschaftlichen und kulturellen Aufstiegs, er war aufgeschlossen für Technik und Industrie. Um den Bewohnern Erwerbsmöglichkeiten zu bieten, ließ er die Staatswerkstätten einrichten und eine größere Anzahl bedeutender Bauvorhaben ausführen. Die Prachtbauten des Regierungs- und Landtagsgebäudes, der Sparkassen und Banken, des Gymnasiums, des Lehrerseminars, die Christuskirche mit Fürstengruft auf dem Kaiser-Wilhelm-Platz, das evangelische Pfarramt, die Kasernen, der Ausbau des Schlosses usw. dienten dieser Maßnahme. In Bad Salzuflen unterstützte er mit Zuschüssen aus der eigenen Kasse die Erbohrung der Leopoldsquelle. Seine bedeutendste Schöpfung ist die Fürst-Leopold-Verwaltungsakademie: eine Fachhochschule, in der kriegsversehrte Offiziere zu Kommunalbeamten umgeschult wurden.
Seine große Liebe galt der Jagd und dem Theater, so ließ er mitten im Ersten Weltkrieg das abgebrannte Hoftheater wieder aufbauen. Auch der Volksbildung wandte er seine Fürsorge zu. Das Landesschulgesetz von 1914 schuf die staatliche Oberschulbehörde und beseitigte die Schulaufsicht der Kirche. Die Akademie stellte die Lehrer besser, den preußischen gleich. Die neuen Steuergesetze brachten eine gerechte Verteilung der Lasten und eine wesentliche Erhöhung des Steueraufkommens. Die Erschließung des Landes durch Straßen und Bahnen förderte Handel und Verkehr. Besonders die Industrialisierung machte starke Fortschritte. Im Zuge der Novemberrevolution wurde Leopold IV. durch den lippischen Volks- und Soldatenrat am 12. November 1918 zum Thronverzicht gedrängt.
| Übersicht der Prägungen | 1906 | 1913 |
| 2 Reichsmark            | S    |      |
| 3 Reichsmark            |      | S    |

Erklärung: S = Silber
| Nominal: 2 Mark                                                                                              |                                                            |
| | Münzstätte: Berlin; Medailleur: Otto Schultz (Vorderseite) |
| Ausgabe: 1906, Auflage = 20.000 Stück                                                                        |                                                            |
| Material: 900er Silber; Durchmesser: 28,0 mm; Gewicht: 11,111 g                                              |                                                            |
| Vorderseite: „LEOPOLD IV FÜRST ZUR LIPPE“ um nach links blickenden Kopf, darunter das Münzstättenzeichen „A“ |                                                            |
| Rückseite: „DEUTSCHES REICH 1906“ und „ZWEI MARK“ um gekrönten Reichsadler mit Brustschild                   |                                                            |
| Rand: geriffelt                                                                                              |                                                            |
| Nominal: 3 Mark                                                                                              |                                                            |
| | Münzstätte: Berlin; Medailleur: Otto Schultz (Vorderseite) |
| Ausgabe: 1913, Auflage = 15.000 Stück                                                                        |                                                            |
| Material: 900er Silber; Durchmesser: 33,0 mm; Gewicht: 16,667 g                                              |                                                            |
| Vorderseite: „LEOPOLD IV FÜRST ZUR LIPPE“ um nach links blickenden Kopf, darunter das Münzstättenzeichen „A“ |                                                            |
| Rückseite: „DEUTSCHES REICH 1913“ und „DREI MARK“ um gekrönten Reichsadler mit Brustschild                   |                                                            |
| Randschrift: „GOTT – MIT – UNS“                                                                              |                                                            |